# История компьютерных игр
История компьютерных игр восходит к середине XX века, когда в академической среде на базе компьютеров создавали примитивные игровые устройства — так, в 1962 году студенты Массачусетского технологического института создали космический симулятор Spacewar!. В 1970-х годах в США появилось первые коммерческие устройства для компьютерных игр — подключаемые к телевизорам игровые приставки наподобие Magnavox Odyssey и более поздней Atari 2600, и устанавливаемые в публичных местах аркадные автоматы наподобие Pong. Вторая половина 1970-х и 1980-е годы стали и временем появления и широкого распространения персональных компьютеров — программирование игр для них в это время представляло собой скорее хобби для энтузиастов, чем коммерческую индустрию. 
Золотой век компьютерных аркадных игр наподобие Space Invaders и Pac-Man в конце 1970-х — начале 1980-х годов был временем необыкновенного роста, когда американская индустрия аркадных автоматов на время обогнала по доходам голливудский кинематограф, а первые игровые компании наподобие Atari были самыми быстро растущими в истории. Кризис индустрии компьютерных игр 1983 года практически уничтожил американскую индустрию домашних приставок, позволив производителям из Японии, как Nintendo с её приставкой Nintendo Entertainment System, надолго занять господствующее положение в этой отрасли. На конец 1980-х и начало 1990-х годов пришлись «консольные войны» между конкурирующими платформами — так, японские компании Nintendo и Sega боролись за полное господство на американском рынке. В начале 1990-х появились и полноценные портативные игровые системы, как Game Boy от Nintendo.
В 1990-х годах развитие микропроцессорных технологий и появление видеокарт позволило перейти от двухмерной ко всё более совершенной трёхмерной графике; нормой стало использование компакт-дисков как носителей информации. Японская компания Sony со своим семейством приставок PlayStation сумела занять крупную долю рынка игровых устройств, тогда как Sega его покинула. К концу 1990-х годов все более распространенным становился доступ к интернету, и игры всё чаще включали в себя онлайн-элементы — в 2000-х годах на персональных компьютерах начался бум MMORPG наподобие World of Warcraft. Американская компания Microsoft также вышла на рынок игровых приставок с семейством приставок Xbox. В то время как Sony и Microsoft прямо соперничали друг с другом, выпуская всё более мощные и дорогие консоли, Nintendo стремилась выделиться за счет инновационного геймплея. Её приставка Wii, использующая технологию управления движением, успешно захватила новую массовую аудиторию «каузальных» игроков. Позже Nintendo удалось повторить этот успех с «гибридной» консолью Nintendo Switch.
В 2010-х годах игровая индустрия пережила масштабные сдвиги в демографической и географической распространенности — мобильные игры на смартфонах и планшетах приобрели огромную «казуальную» аудиторию. Если в предыдущие десятилетий игры разрабатывали и потребляли в основном в развитых странах, они приобрели мировой охват. В то время как разработка игр-блокбастеров — «AAA» — становилась всё более дорогостоящей и рискованной, 2010-е годы стали временем расцвета инди-игр наподобие Minecraft. Популярность приобрели сети цифровой дистрибуции наподобие Steam. Разработчики и издатели игр прибегали к новым моделям монетизации — например, free-to-play или игры-сервисы; экспериментировали с различными технологиями, как облачные игры и устройства виртуальной реальности. В 2020-х годах игровая индустрия пережила масштабный рост на фоне пандемии COVID-19 и ряд масштабных слияний и приобретений — крупные компании наподобие Microsoft, Sony или Embracer Group превращали более мелкие в свои дочерние подразделения. 

## Ранняя история (1940-1970)
Появлению коммерческих компьютерных игр предшествовала уже сложившаяся индустрия развлекательных аркадных автоматов наподобие пинбола — механических игр, для запуска которых требовалось бросить монетку в щель приемника. Такие автоматы выпускались с XIX века, используя всё более сложные механизмы, а с 1930-х годов и электричество; параллельно развивались и музыкальные автоматы-«джукбоксы». Примечательным и необычайно сложным для своего времени аркадным автоматом стал Nimatron — электромеханический компьютер для игры в ним, спроектированный физиком Эдвардом Кондоном и выставленный на Всемирной выставке 1939-1940 годов в Нью-Йорке. В 1947 году было запатентовано «Развлекательное устройство на основе электронно-лучевой трубки» Томаса Голдсмита и Эстла Манна – оно считается первым специально предназначенным для игры устройством, выводившим изображение на экран, то есть «видеоигрой».

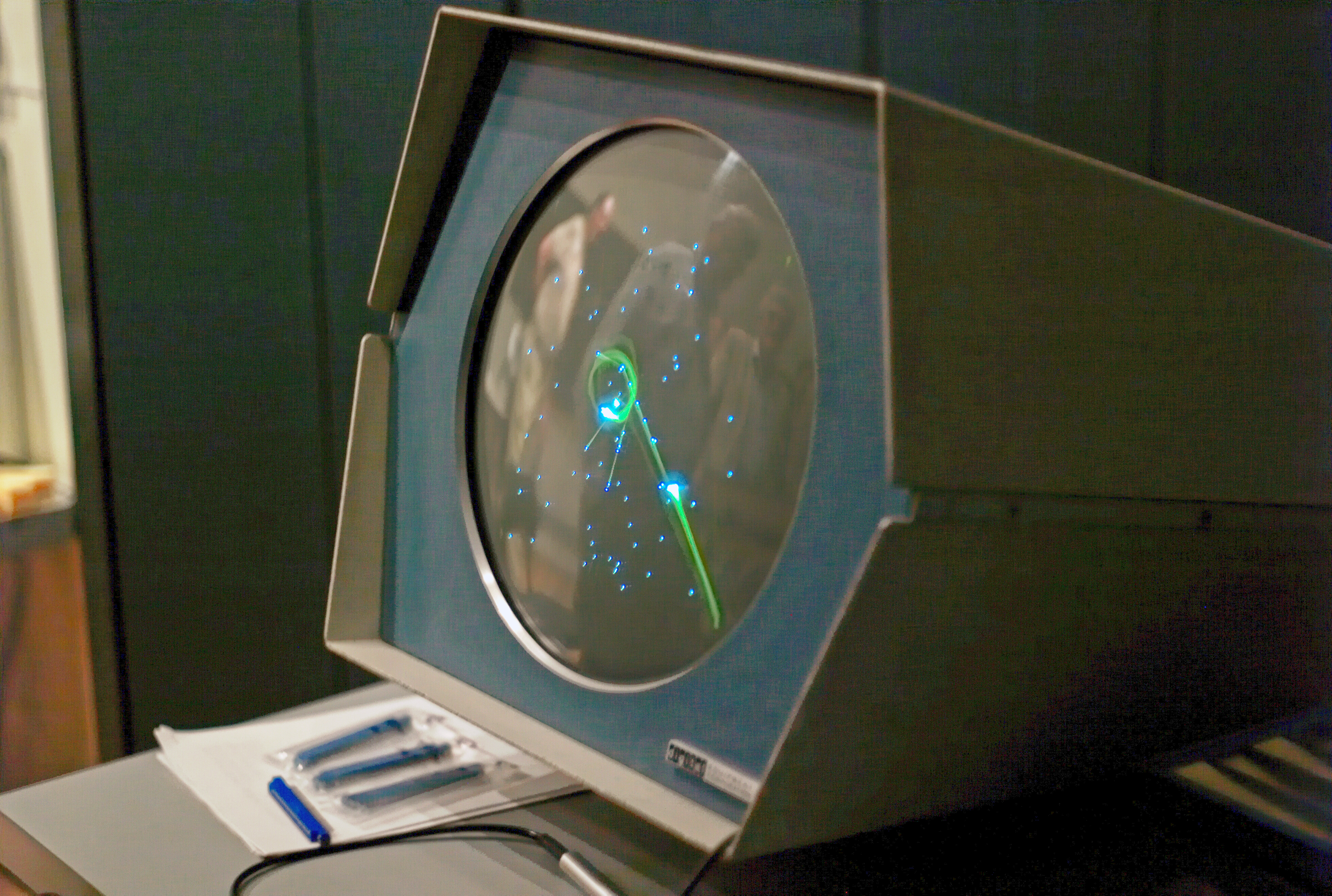
Игра Spacewar!

В начале 1950-х годов создавались специализированные компьютеры наподобие Nimrod опять же для игры в Ним и Bertie the Brain и OXO для игры в крестики-нолики. В 1948—1950 годах Алан Тьюринг и Дэвид Чемперноун разработали алгоритм шахматной игры Turochamp, однако компьютеры того времени были недостаточно мощными, чтобы реализовать этот алгоритм. Одной из первых видеоигр стала Tennis for Two, созданная физиком-атомщиком Уильямом Хигинботамом в 1958 году. Она имитировала игру в теннис с графическим интерфейсом, используя аналоговый компьютер и осциллограф как средство вывода в реальном времени. Играть можно было исключительно вдвоём с другим человеком, то есть условный компьютер не обладал игровой субъектностью. Британский журналист Тристан Донован в книге Replay: The History of Video Games описывал 1950-е годы как «десятилетие фальстартов», единичных устройств, созданных в единственном экземпляре для выставок и разобранных позже — создатели этих устройств отбрасывали идею компьютерных игр как пустую трату времени. 
К 1960-м годам развитие вычислительной техники — от вакуумных ламп к транзисторам, а от транзисторов к интегральным схемам — сделало компьютеры намного более мощными и доступными, чем прежде. В 1961 году группа студентов из клуба Tech Model Railroad Club (TMRC, клуб железнодорожных моделистов) при Массачусетском технологическом институте использовала новейший на тот момент компьютер DEC PDP-1 для создания одной из первых компьютерных игр – космического симулятора Spacewar!. Создатели игры охотно передавали код игры другим пользователям компьютеров PDP-1 в других университетах и лабораториях; сама компания DEC использовала игру для демонстрации возможностей компьютера потенциальным покупателям. PDP-1 был весьма дорогостоящим компьютером — 120 тысяч долларов США — и количество проданных компьютеров было ограничено несколькими десятками.

## 1971-1979
С 1972 года видеоигры представляют собой уже заметный культурный феномен. Американский инженер и предприниматель Н. Бушнелл основал компанию Atari, первой коммерческой видеоигрой, получившей широкую известность, стал Pong (создана инженером Atari А. Алькорном, идея Бушнелла).

### Компьютерные игры для мейнфреймов
В течение 1960-1970-х годов в университетской и научной среде США продолжали создаваться различные игры — как учебные программы, как упражнения в программировании и просто для развлечения студентов. Их количество и сложность росли по мере того, как компьютеры (мейнфреймы) становились всё более доступными, с развитием языков программирования и появлением первых компьютерных сетей (ARPAnet), позволявших пользователям взаимодействовать друг с другом и делиться программами. Система электронного обучения PLATO, особенно с запущенного в 1972 году поколения PLATO IV, стала особенно удобной для подобных проектов — на ней появились собственные версии Spacewar! и шахмат,  многопользовательские стратегические 4X-игры наподобие Empire и Star Trek (1972); адаптации настольных ролевых игр типа Dungeons & Dragons — dnd (1974) и pedit5 (1975). Oregon Trail (1971), написанная для мейнфрейма HP 2100, предвосхитила симуляторы выживания; Maze War (1973) и Spasim (1974) стали первыми трёхмерными компьютерными играми. Текстовая игра Colossal Cave Adventure (1975) для мейнфрейма PDP-10, совмещавшая в себе симулятор спелеолога и элементы фэнтези в духе Dungeons & Dragons, открыла дорогу для квестов и interactive fiction. Если первые компьютерные ролевые игры, как dnd и pedit5, были относительно примитивными, их наследники становились всё сложнее — игры наподобие Moria (1975), Oubliette (1977) и Avatar (1979) использовали уже вид от первого лица, сложные многоуровневые подземелья и множество параметров для настройки персонажей.

### Игровые приставки
В 1966 году американский инженер Ральф Бер, работавший в компании Sanders Associates — подрядчике Министерства обороны США — по собственной инициативе начал работу над проектом телевизионного устройства для игр, которое он называл Channel LP (с англ. — «let's play», «давай поиграем»). Хотя первые попытки Sanders Associates найти партнёра среди крупных производителей телевизоров, остались неудачными, в 1971 году Бер и его сотрудники сумели заключить контракт с компаний Magnavox; прототип устройства, в то время известный как Brown Box, был превращён в коммерческий продукт — первую домашнюю игровую приставку Magnavox Odyssey.
Magnavox Odyssey была впервые представлена публике 24 мая 1972 года и выпущена на американский рынок в августе 1972 года; приставка содержала в себе 13 игр, в том числе симуляторы футбола и тенниса, и продавалась вместе с различными аксессуарами для них, в том числе бумажными деньгами и накладками на экран. Несмотря на высокую стоимость, она завоевала огромную популярность — к 1975 году было продано больше 350 тысяч устройств. Компания Atari, основанная Ноланом Бушнеллом, параллельно с разработкой игровых автоматов занялась и созданием домашних игровых приставок — Home Pong, домашняя версия аркадного автомата Pong обогнала по продажам Magnavox Odyssey: за один рожденственский сезон 1975 года продажи этой приставки с одной-единственной игрой превысили 150 тысяч. Подражая успеху Magnavox и Atari, подобные устройства (первое поколение игровых систем, преимущественно игровые системы Pong-типа) начали выпускать многие другие производители — старые и известные производители электроники вроде RCA, новые, только созданные фирмы вроде First Dimension, и даже переориентировавшиеся на новую индустрию компании из других отраслей, как Coleco — компания, изначально выпускавшая товары для рукоделия, а позже — надувные плавательные бассейны. Её приставка Coleco Telstar, тоже Pong-типа, оказалась чрезвычайно успешной, на время захватив американский рынок: после выхода в июне 1976 года Coleco продала этих приставок на 100 миллионов долларов. В 1976 году в США было 75 производителей одних только теннисных игровых приставок.
Ранние приставки наподобие Magnavox Odyssey содержали только одну игру или несколько запрограммированных игр. В 1976 году компания Fairchild Semiconductor выпустила инновационную приставку Fairchild Channel F, использовавшую заменяемые картриджи с играми — это открывало превращала приставки в универсальные устройства, способные запускать множество игр. Примеру Fairchild последовали и другие компании, как RCA с приставкой RCA Studio II и Magnavox с Magnavox Odyssey² — произошёл переход ко второму поколению игровых систем. Atari, стремясь вернуть себе утраченное положение лидера рынка, разработала и выпустила в 1977 году приставку Atari 2600 — первоначально Atari VCS (Video Computer System). Atari 2600 представляла собой уже полноценный компьютер на базе восьмибитного микропроцессора Stella, основанного на MOS 6502. Разработка этой приставки потребовала серьёзных вложений, и Бушнелл продал компанию Atari конгломерату Warner Communications — Atari продолжала работать уже как дочерняя компания Warner. Atari VCS (2600) была чрезвычайно инновационной — она предлагала сложные цветные игры, контроллер-джойстик и игры на картриджах. Компания Atari также использовала модель «бритвы и лезвий», ставший потом обязательной нормой для индустрии — сама приставка была очень дешёвой и продавалась почти по себестоимости, за 199 долларов США, но картриджи с играми для неё стоили уже 30 долларов США, тогда как их изготовление обходилось лишь в 10 долларов. Таким образом, основным источником прибыли становились продажи не приставок, а игр к ним. После Рождества 1977 года американский рынок домашних приставок рухнул — к этому времени приставки и игры утратили новизну в глазах потребителей. Хотя Atari VCS приносила производителю стабильную прибыль, эти продажи были ниже ожидаемых. Бушнелл на фоне конфликтов с руководством покинул Atari.

### Аркадные автоматы
Со второй половины 1960-х годов индустрия аркадных автоматов переживала возрождение, связанное с появлением сложных электромеханических игр — так, автомат Periscope (1966), выпущенный японской компанией Sega, приобрёл большую популярность и в самой Японии, и в США, породив множество подражаний. Это усложнение технологий и рост интереса публики к аркадным автоматам подготовили почву для прихода электронных аркадных автоматов в 1970-е годы . Первым цифровым аркадным автоматом, основанным на Spacewar!, стал Galaxy Game, созданный в 1971 году в Стэнфордском университете на базе компьютера PDP-11. Автомат Computer Space Нолана Бушнелла стал уже первым серийно производимым продуктом, хотя и не добился успеха. Компания Nutting Associates даже не смогла продать все 1500 произведённых устройств — для обычных баров, где устанавливались пинбольные и музыкальные автоматы, космический симулятор казался слишком сложным. Бушнелл, не разочаровавшись в идее, в 1972 году основал собственную компанию по производству аркадных автоматов — Atari.

Игра Pong пользовалась огромной популярностью в начале 1970-х годов, став образцом для множества подражаний в виде электронных аркадных автоматов и игровых приставок

В 1972 году Atari выпустила аркадный автомат Pong, спроектированный инженером Алланом Алкорном — эта намного более простая и дешёвая в сравнении с Computer Space система имитировала игру в теннис и была первоначально рассчитана на двух игроков. Atari не удалось договориться о партнёрстве ни с кем из крупных производителей аркадных автоматов и начала производить автомат сама, получив кредит от Wells Fargo — автомат приобрел колоссальный успех. Уже в течение нескольких месяцев после выхода Pong крупные производители аркадных автоматов начали производить собственные аркадные автоматы того же типа с названиями типа Electronic Paddle Ball. Сходство Pong с симуляторами тенниса для Magnavox Odyssey, разработанными Бером, привлекло внимание Magnavox — судебное разбирательство между двумя компаниями, затянувшееся на несколько лет, закончилось мировым соглашением.

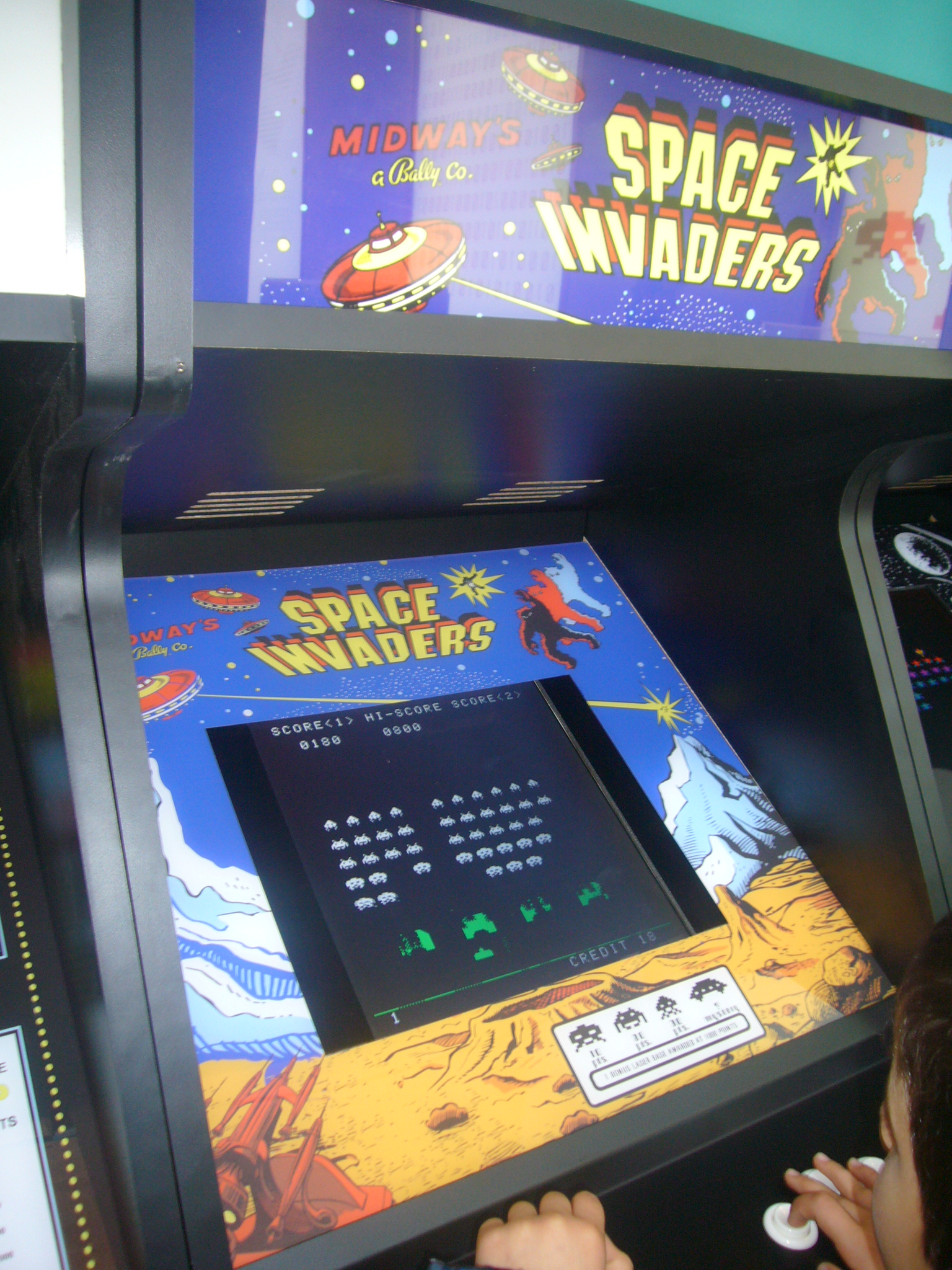
Автомат Space Invaders (1978)

Первые годы Atari и её конкуренты занимались исключительно Pong-подобными автоматами наподобие Breakout; Atari также экспериментировала с играми других типов, как гоночный симулятор Gran Trak 10, танковый Tank или космический Space Race, хотя они и не приносили таких же доходов. Автомат Sea Wolf — аналог Periscope, выпущенный Nutting в 1976 году, считался очень успешным по меркам того времени — Nutting удалось продать свыше 10 тысяч таких автоматов. К этому моменту индустрия аркадных автоматов в США уже шла на спад, и продажи лишь немногих автоматов превышали 5 тысяч устройств. Atari была вынуждена диверсифицировать бизнес, начав выпускать и пинбольные автоматы. Аркадные автоматы быстро получили распространение и в Японии — местные производители, как Sega, Taito и Namco, создавали как клоны Pong, так и собственные оригинальные игры, которые успешно экспортировали в США. Автомат Gun Fight, выпущенный в Японии компанией Taito, был доработан для американского рынка компанией Midway Games и стал первым аркадным автоматом, в конструкции которого использовался микропроцессор. 
Автомат Space Invaders (1978), разработанный Taito для японского рынка и также выпущенный Midway Games для американского, добился грандиозного успеха в обеих странах. Он сильно выделялся на фоне типичных для того времени спортивных, автомобильных и военных игр фантастической тематикой — игрок управлял лазерной пушкой, отстреливающейся от орды инопланетян. К концу жизненного цикла Space Invaders в одной Японии было продано 100 тысяч таких автоматов. Midway Games в течение года продала в США 60 тысяч таких автоматов. В это же время калифорнийская компания Cinematronics выпустила автомат Space Wars — новую адаптацию Spacewar!, использовавшую векторную графику и специализированный векторный монитор для её отображения. Опираясь на аппаратную базу Space Wars, Cinematronics начала выпускать и другие похожие автоматы с векторной графикой, тоже на тематику «космических войн», пользуясь популярностью фильма Джорджа Лукаса Звёздные войны. Atari разработала по схожей схеме исключительно успешную игру-shoot ’em up на космическую тематику — Asteroids (1979); она использовала аппаратное оборудование от менее успешного автомата Lunar Lander и ту же самую схему управления, что и Spacewar! и Computer Space. Продажи Asteroids тоже были невероятно большими — 70 тысяч автоматов в США и 30 тысяч в Европе и Азии. Taito и Midway также, следуя «космической моде», выпустили автомат Galaxian (1979) — усовершенствованную версию Space Invaders, уже использующую цветную графику и более сложное поведение противников.

## 1980-е годы

### Аркадные автоматы

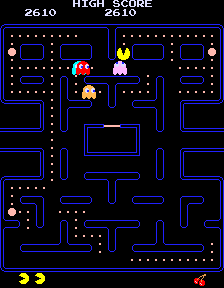
Геймплей Pac-Man

Начало 1980-х годов стало «золотым веком» аркадных игр. В 1981 году журнал Time утверждал, что за один этот год американцы потратили на аркадные автоматы 20 миллиардов 25-центовых монет, и что «игрозависимые» провели за аркадными автоматами 75 тысяч человеко-лет — одна только индустрия аркадных автоматов по доходам вдвое обогнала все невадские казино и всю голливудскую киноиндустрию. В 1982 году в США работало 24 тысяч залов аркадных автоматов и 400 тысяч уличных объектов — всего свыше 1,5 миллиона автоматов. Под руководством Рэя Кассара, сменившего Бушнелла на посту генерального директора в 1978 году, Atari переживала экспоненциальный рост — если в 1977 году её выручка составляла 75 миллионов долларов, к 1981 году она превысила 2,2 миллиарда долларов. На тот момент Atari была самой быстро растущей компанией в истории США.
В 1980 году японская компания Namco выпустила аркадный автомат Pac-Man — в США его выпустила Midway. В оригинальной игре, придуманная Тору Иватани, персонаж Пакмен должен был перемещаться по лабиринту, избегая встречи с призраками. Pac-Man обрела необычайную популярность — только в США было продано более 100 тысяч автоматов, игра появлялась на обложке журнала Time, по её мотивам был снят детский анимационный сериал. Успех Pac-Man изменил индустрию аркадных игр: если до этого большинство новых автоматов представляли собой космические shoot ’em up в духе Space Invaders, на смену им пришла масса «пакменоподобных» игры с лабиринтами вроде Mappy. Missile Command от Atari использовала тематику Холодной войны — в ней игроки должны были защищать города от ударов баллистических ракет. Это не означало ухода космических шутеров в прошлое — компания Williams Electronics выпустила в 1981 году очень успешный автомат Defender. Battlezone и Tempest от Atari стали образцами трёхмерных шутеров с видом от первого лица. Шутер Centipede, разработанный для Atari Доной Бейли, был примечателен как ориентированный и на женскую, а не только мужскую аудиторию, как и более поздняя Ms. Pac-Man от компании General Computer. Продажи Ms. Pac-Man в США превысили 115 тысяч автоматов — кроме неё и оригинальной Pac-Man, ни одна аркадная игра в истории не превышала планки в 100 тысяч устройств. В то время как Namco сотрудничала с Midway, Taito создала собственное американское подразделение — Taito America. Выход на американский рынок искали и другие японские корпорации, как Nintendo — ей удалось добиться прорыва с платформером Donkey Kong (1981), разработанным Сигэру Миямото; её безымянный протагонист позже стал известен как Марио. К середине 1982 года рост индустрии аркадных игр замедлился, хотя в это время и были выпущены крайне яркие и запоминающиеся игры, как Q*bert от Gottlieb, Donkey Kong Jr. от Nintendo, Joust и Robotron: 2084 от Williams. Dragon’s Lair (1983), выпущенная Cinematronics вместе с диснеевским аниматором Доном Блутом, стала первой в своём роде FMV-игрой

### Домашние приставки
Atari на протяжении нескольких лет оставалась лидером рынка домашних приставок, хотя этот рынок и оставался в тени сверхприбыльной индустрии аркадных автоматов. В 1980 году была основана компания Activision — первый независимый разработчик и издатель компьютерных игр. Activision создали уволившиеся из Atari программисты, рассчитывая разрабатывать и продавать собственные игры для Atari 2600 (VCS). Компания отстояла это право в нескольких судебных разбирательствах с Atari и выпустила несколько приставочных игр, в том числе Pitfall! (1982). В 1982 году Activision обогнала Atari по темпам роста — теперь самой быстро растущей компанией в истории США стала уже она. Важным конкурентом Atari на ранке аппаратного обеспечения стал производитель игрушек Mattel — эта компания создала подразделение Mattel Electronics и вывела на рынок домашнюю приставку Intellivision, более мощную, чем VCS. Coleco также процветала, выпуская как собственную приставку ColecoVision, так и картриджи с играми для конкурирующих систем — Atari VCS и Intellivision. В 1982 году её выручка достигла 500 миллионов долларов. Производители приставок экспериментировали с инновационными технологиями. Vectrex от компании General Consumer Electric представляла собой устройство с собственным векторным монитором, не нуждающееся в подключении к телевизору. Mattel и Magnavox выпускали для своих приставок «голосовые модули», позволявшие воспроизводить человеческую речь.

### Портативные устройства

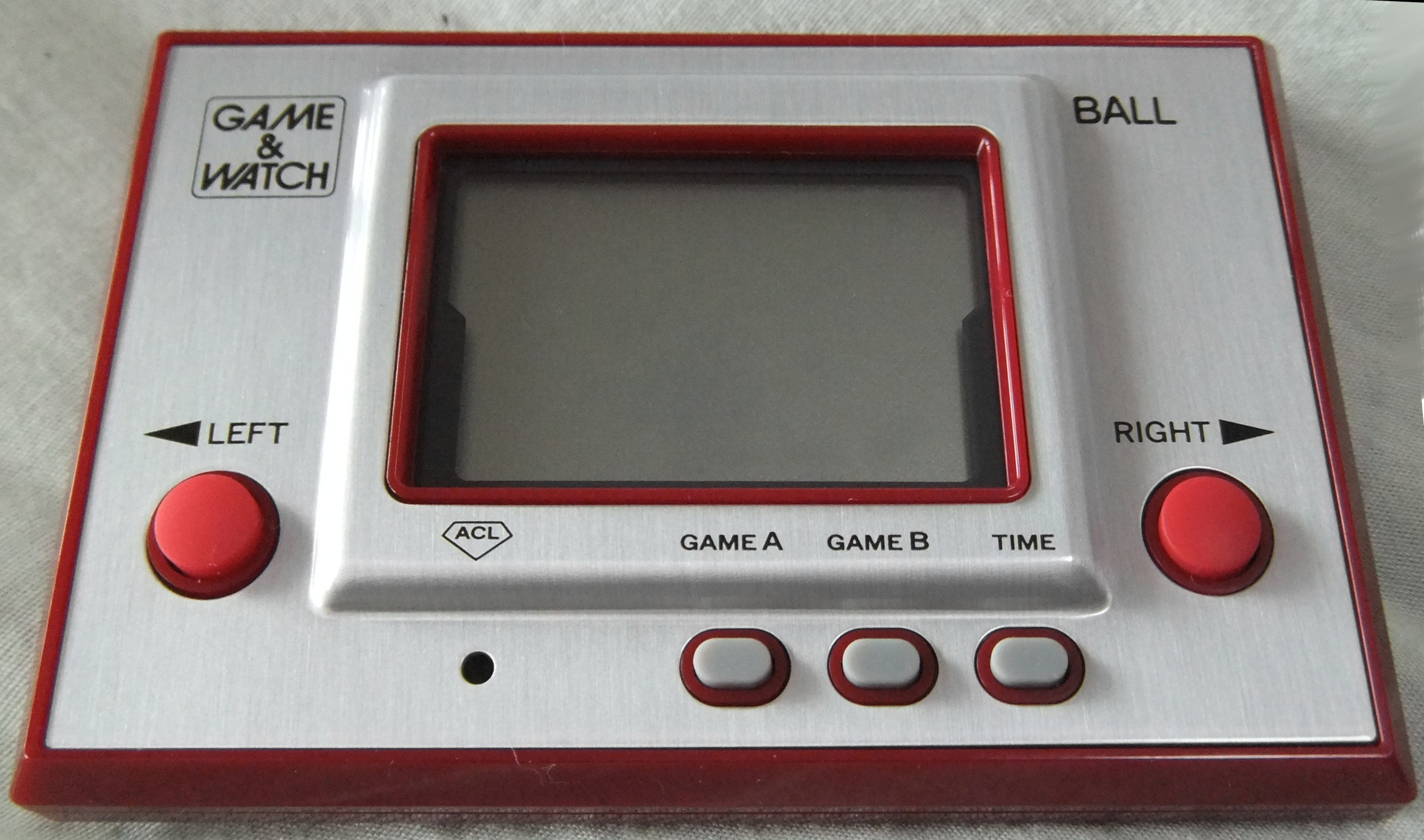
Nintendo Game & Watch

В 1976 году компания Mattel выпустила серию примитивных спортивных электронных игр — эти игрушки размером с калькулятор не имели экрана. Вместо него игры Mattel имели несколько рядов светодиодов, которые загорались 
и гасли в зависимости от действий игрока, и несколько кнопок управления — первая такая игра, Mattel Auto Race, изображала управление гоночным автомобилем. Подобные игрушки с рядами светодиодов в то же время придумывали Ральф Бер и Нолан Бушнелл — Бер, в частности, подсмотрел у Бушнелла идею созданной для Atari игры на запоминание Touch Me (1974) и воспроизвел её в игрушке-клоне Simon для компании Milton Bradley Electronics. К 1980 году несколько разных компаний в США и Японии выпускали все более сложные портативные игры. В 1980 году Nintendo выпустила первое устройство такого рода с жидкокристаллическим экраном — Game & Watch, одновременно портативную игру и электронные часы. Подобные игры в то же время выпускала и американская компания Mego Corporation. В СССР клоны Game & Watch выходили под маркой «Электроника». Nintendo, Tiger Electronics и Coleco экспериментировали с выпуском ещё более крупных портативных — «настольных» — устройств, часто устроенных как упрощённые версии популярных аркадных игр вроде Pac-Man или Galaxian.

### Компьютеры

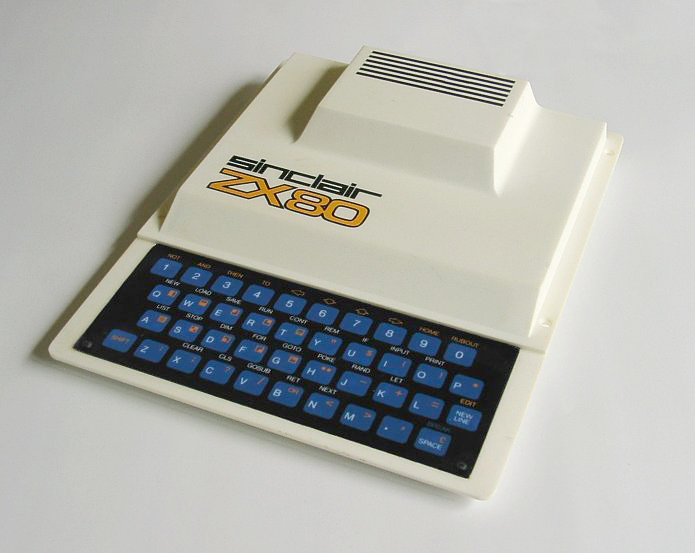
Sinclair ZX80

Майкл Той (Michael Toy), Гленн Уичман (Glenn Wichman) и Кен Арнольд (Ken Arnold) создают полноэкранную RPG для UNIX-систем — Rogue, которая породила целый поджанр, известный как Roguelike (Rogue-подобные игры). Сам поджанр оказал серьёзное влияние на развитие всего жанра RPG. За всё время существования поджанра вышло (и продолжает выходить) огромное число Roguelike игр. Даг Карлстон (Doug Carlston) создаёт игру Galactic Empire для компьютера TRS-80. Его брат Гэри (Gary Carlston) налаживает продажу игры. Бизнес идёт настолько хорошо, что братья основывают компанию по производству и распространению видеоигр Brøderbund, которая в дальнейшем подарит миру множество игр, со временем ставших классикой.
1980 год стал отправной точкой для по-настоящему доступных домашних компьютеров. Компания Sinclair Research выпускает ZX80 — первый компьютер в Великобритании по цене менее 100 фунтов. Устройство было доступно в виде набора для сборки по цене 79,95 фунтов или в виде готового устройства по цене 99,95 фунтов. Практически любая британская семья, которая имела желание купить домашний компьютер, могла себе это позволить. Компьютер был достаточно популярным (было продано свыше 100 тысяч устройств) и первое время не имел конкурентов в занятом ценовом диапазоне. Основным конкурентом ZX80 стал вышедший в том же году компьютер Atom от компании Acorn Computers по цене 120 фунтов в виде набора для сборки, 170 фунтов в виде готового устройства, и более 200 фунтов за старшую модель. Спустя короткое время на рынке стали появляться домашние компьютеры других производителей по доступной цене, но именно с 1980 годом и с моделью Sinclair ZX80 многие связывают начало эпохи домашних компьютеров. Компьютер Sinclair ZX80 был построен на базы микропроцессора Zilog Z80, а Acorn Atom — MOS Technology 6502.
Уже зарекомендовавшие себя ранее производители компьютеров также выпускают новые модели доступных 8-битных компьютеров. Компания Commodore анонсирует свою версию доступного домашнего компьютера Commodore VIC-20, но фактически продажи его начнутся только в следующем году. Tandy Corporation представляет TRS-80 Color Computer. Компьютер создаётся специально для домашнего применения и сильно отличается от TRS-80. Теперь компьютеры продаются без монитора, но подключаются к обычному телевизору, что уже резко уменьшает его стоимость. Главное, TRS-80 Color Computer может похвастать цветной графикой. В результате TRS-80 Color Computer становится весьма популярным домашним компьютером. И конечно для TRS-80 CoCo создаётся большое число игровых программ.
Появляются первые компании по производству компьютерных игр для 8-разрядных домашних компьютеров. Одна из таких компаний Bug-Byte Software Ltd., которая занималась портированием игр с аркадных автоматов на домашние компьютеры, но занималась и разработкой оригинальных игр. Наибольшую известность компании принёс платформер Manic Miner (1983).

### Кризис индустрии компьютерных игр 1983 года
В 1983 году индустрия в США — в частности, отрасль домашних игровых приставок — пережила сокрушительный кризис. Atari — лидер рынка — приняла в 1982 году несколько неуспешных решений: так, она заказала 12 миллионов картриджей с игрой Pac-Man, но сумела продать только 7 миллионов. Поспешно разработанная к рождественскому сезону 1982 года игра E.T. the Extra-Terrestrial оказалась коммерческим провалом. Часть нераспроданных картриджей была захоронена в пустыне. Atari также покупала дорогостоящие эксклюзивные права на игры для аркадных автоматов. К концу 1983 года её убытки достигли 536 миллионов долларов, и Warner Communications продала компанию. На фоне падения интереса потребителей к аркадным автоматам и практического прекращения продаж игр для домашних консолей и другие игроки на рынке, как Activision или Mattel, несли многомиллионные убытки. 

### 1981

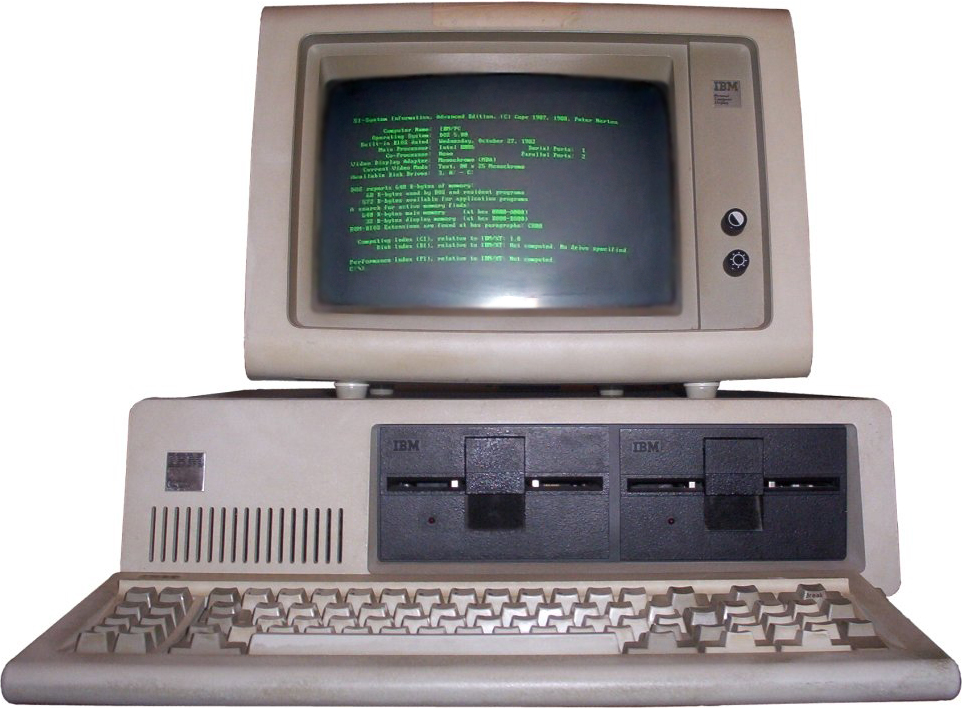
IBM 5150

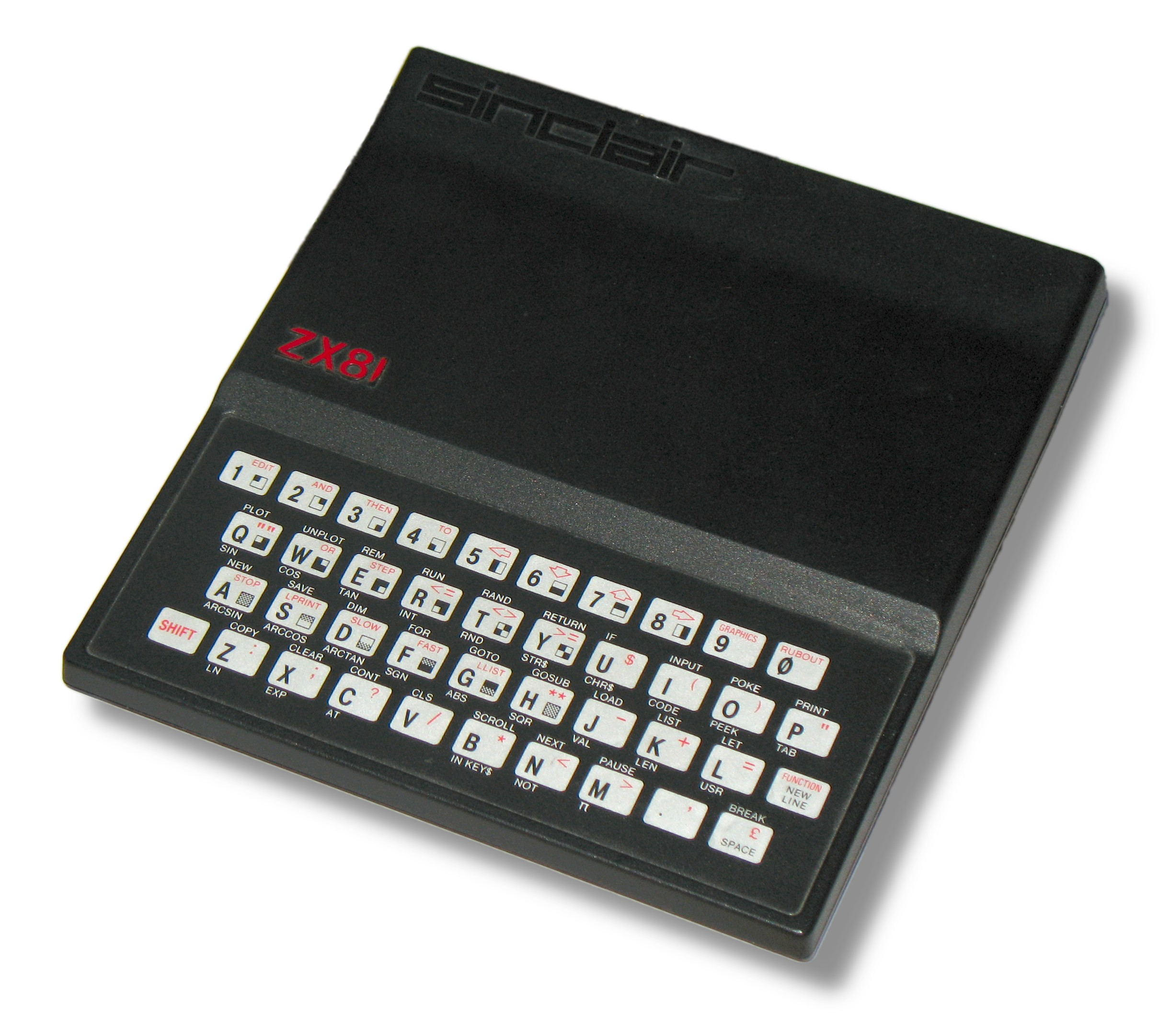
Sinclair ZX81

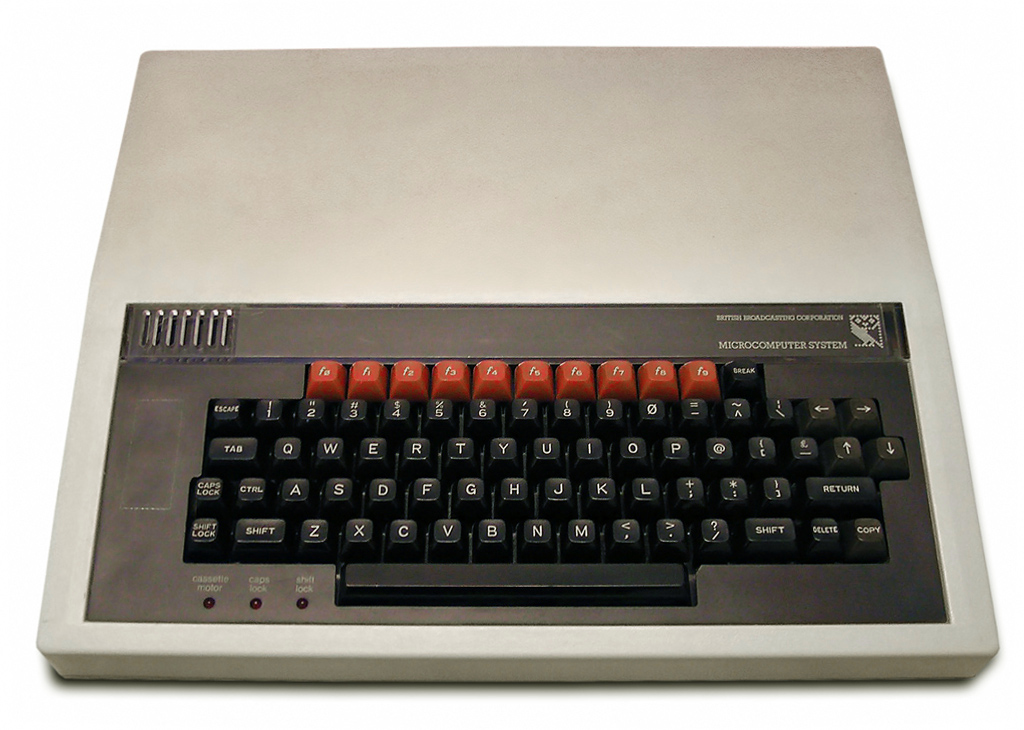
BBC Micro

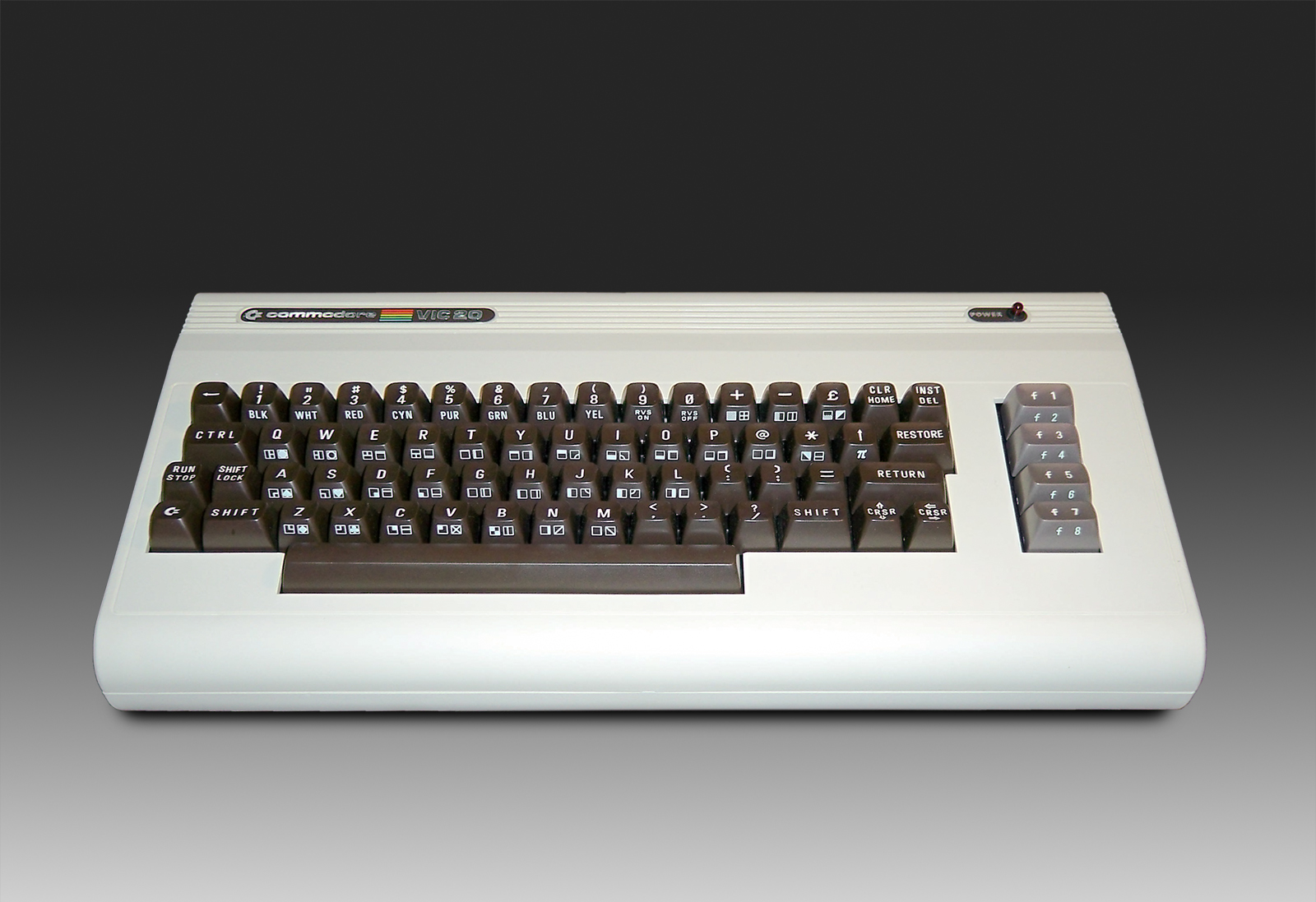
Commodore VIC-20

3D Monster Maze

В 1981 году вышла игра Utopia, разработанная Доном Даглоу для Mattel Intellivision. Игра стала очень популярной за свой оригинальный игровой процесс. Фактически Utopia является одним из первых графических симуляторов градостроения и градоуправления. Игра оказала своё влияние на развитие жанров пошаговых стратегий и симуляторов управления городом.
В мире компьютерных игр происходит знаменательное событие — Muse Software выпускает игру Castle Wolfenstein для компьютеров Apple II — первую игру жанра стелс-экшен. Игра стала достаточно популярной, и была выпущена для других популярных настольных компьютеров (IBM PC, Atari (8-битная серия), Commodore 64). Игра оказала большое влияние на развитие жанра стелс-экшен и многих экшен игр.
Другая основанная в 1981 году компания — Softdisk — стала знаменита тем, что именно в её стенах собралась группа разработчиков компьютерных игр, известная как Id software. Тем не менее именно в Softdisk были созданы или изданы такие знаменитые серии игр как Rescue Rover, Dangerous Dave, Catacomb (включая знаменитые Catacomb 3-D и Catacomb Abyss), а также игры Shadow Knights, Commander Keen: Keen Dreams и Hovertank 3D.
Начавшееся в 1980 году «нашествие» домашних компьютеров продолжилось с новой силой в 1981-м. Развивая свой успех на новом для себя рынке, Sinclair Research выпускает Sinclair ZX81 — улучшенную и ещё более дешёвую модель домашнего компьютера. Несмотря на возросшие характеристики домашнего компьютера, его цена в виде набора для сборки составляла всего 49,99 английских фунтов, а в виде готового собранного изделия — 69,99 фунтов. Sinclair ZX81 стал первым настольным компьютером стоимостью менее 50 фунтов. Успех этой модели был ещё более значительным, чем успех предшественника — всего за год удалось продать почти 400 000 экземпляров. Значительную конкуренцию на британском рынке компьютерам сэра Клайва Синклера смогли составить опять только компьютеры компании Acorn Computers.
Acorn как раз заканчивала разработку новой модели под названием Proton, который должен был прийти на смену Acorn Atom. В это время Британская корпорация BBC (British Broadcasting Corporation) запускает проект по созданию национального настольного компьютера. Будущий Acorn Proton подходит под спецификацию BBC и вскоре увидел свет под названием BBC Microcomputer (или позднее более известен как BBC Micro). Компьютер от Acorn стоил существенно дороже, чем ZX81 — 299 фунтов и 399 фунтов в зависимости от модели, поэтому такой популярности, какой обладал ZX81, в 1981 году не имел. Тем не менее, он имел постоянную рекламу на национальном телевидении и достаточно долгий период продаж — к 1994 году BBC Micro преодолел отметку в 1,5 миллиона проданных экземпляров.
В США, на фоне высокой популярности компьютеров Apple II и весьма удачной линейки 8-разрядных домашних компьютеров Atari, компания Commodore Business Machines выпускает свою версию дешёвых домашних компьютеров — модель Commodore VIC-20. Появившийся на рынке по цене 299,95 долларов и продававшийся в течение 4 лет, VIC-20 нашёл своих поклонников во всём мире и разошёлся тиражом 2,5 миллионов экземпляров.
В Японии появился свой компьютер, претендовавший на звание народного. Компания NEC продолжая успешную серию персональных компьютеров NEC PC-8000 начала продажи компьютеров NEC PC-8801. Построенный на Z80 совместимом процессоре новый компьютер имеет более развитые графические возможности, но главное он стоит существенно меньше чем его предшественник. В результате чего PC-8801 (или часто называемый просто PC-88) становится очень популярным домашним компьютером в стране восходящего солнца. Отчасти это объясняется тем, что многие японские производители видеоигр поддержали новый компьютер. Кроме того, многие игры создавались эксклюзивно только для PC-88. Многие популярные игровые серии впервые появились именно на машинах этой серии. Среди них знаменитые серии игр Dragon Slayer и Ys.
Каждый из этих компьютеров нашёл свою армию пользователей и, естественно, большую библиотеку прикладных программ, в том числе компьютерных игр. Для данных компьютеров выходит несколько тысяч компьютерных игр, некоторые из которых весьма оригинальны. Так, например, игра 1981 года для Sinclair ZX81 под названием 3D Monster Maze (за авторством Малькольма Эванса) становится первой трёхмерной игрой с видом от первого лица для персонального компьютера.
Также в этом году произошло ещё одно знаменательное событие в секторе персональных компьютеров. 12 августа IBM выпустила свой первый массовый персональный компьютер под скромным названием модель IBM 5150, или более известный как IBM PC. И хотя на момент выпуска модель не располагала даже графическим режимом, она оказалась весьма популярной, а сама архитектура IBM PC надолго стала доминирующей на рынке персональных компьютеров.

### 1982
К 1982 году количество проданных игровых систем (домашних компьютеров и игровых приставок) достигло критического количества и компьютерные развлечения резко меняют многие сферы общества. Выходит множество новых периодических изданий о видеоиграх. Вслед за BBC (см. выше) передачи о компьютерах и компьютерных развлечениях появляются на других каналах — из наиболее популярных шоу того времени можно отметить игровое ТВ-шоу появившееся в 1982 году Starcade (канал WTBS, США). Появляются мультсериалы, главными героями которых становятся герои видеоигр. Возникает и встречная ситуация — в этом году выходит огромное число видеоигр по мотивам комиксов, мультсериалов и популярных кинокартин. Вслед за Activision на рынке возникает множество новых компаний производителей видеоигр. Многие крупные компании сектора развлечений выходят на рынок компьютерных игр. Сами игры становятся более технологичными — окончательно формируются некоторые жанры (в первую очередь автосимуляторы, шутеры и платформеры), а также активно используются новые технологии — такие как изометрическая проекция, Parallax scrolling, появляются игры использующие недокументированные возможности игровой платформы. Активно развиваются все сектора самого рынка видеоигр — в 1982 году выпускается множество новых аркадных автоматов, новые домашние компьютеры, компьютерные игры, игровые приставки, карманные игровые устройства и видеоигры для игровых приставок. Самой популярной домашней игровой системой остаётся Atari 2600, но в этом году игровая приставка и её создатель становятся центром событий негативно отразившихся на всей индустрии игровых приставок.
На волне успеха аркадного автомата Donkey Kong, в августе Nintendo выпускает новый аркадный автомат Donkey Kong Jr. Игра представляет собой ещё одну раннюю реализацию аркадного платформера. И хотя «младший» не смог повторить успеха оригинала, тем не менее прочно занял место в списке классических игр золотого века аркадных автоматов и входит в десятку самых популярных игровых автоматов мира. Как и многие популярные игры, позже Donkey Kong Jr. была перевыпущена для большинства домашних игровых систем, тем самым только усилив свою популярность. Интересным является и то, что игра является единственной, где Марио выступает в роли верховного злодея.
Несмотря на то, что Donkey Kong Jr. стала самым популярным аркадным автоматом 1982 года, игре пришлось испытать огромную конкуренцию. В этом же году выходит большое число игровых автоматов, ставших классикой. Такой можно назвать и игру Q*bert от корпорации Gottlieb. Очень успешный игровой автомат стал попыткой создания абсолютно нового игрового процесса, не существующего до того момента. Аналогично создателям Pac-Man создатели Q*bert попытались изобрести новый игровой жанр, предложив игрокам новый игровой опыт и завоевать внимание новых людей, что им в конечном итоге и удалось. Q*bert стала очередной классической аркадой (и первой успешной аркадой в изометрической проекции), а её персонажи стали одними из самых узнаваемых героев видеоигр. Игра получила широкое распространение и за пределами залов аркадных автоматов, — она была выпущена почти для каждой домашней игровой системы, а герои игры даже стали героями мультсериала.
Попыткой создания нового игрового процесса стали игры Dig Dug от Namco и Mr. Do! от Azure (Universal Entertainment Corporation). Имея отдалённо схожий игровой процесс, обе игры предложили свой геймплей и каждая завоевала свою армию поклонников. Обе игры являются классикой золотого века аркадных автоматов и входят в двадцатку самых популярных игровых автоматов мира. Как и многие классические игры, Dig Dug и Mr. Do! обзавелись портированными версиями для игровых приставок и домашних компьютеров.
Data East выпускает для своего универсального игрового автомата DECO Cassette System по-настоящему хитовые игры — BurgerTime и Bump 'n' Jump, тем самым заставив обратить внимание на унифицированные аркадные автоматы вообще, и на DECO Cassette System в частности. Игры хоть и стали достаточно популярными, тем не менее основная популярность к ним пришла после выпуска версий для домашних компьютеров и игровых консолей.
Taito выпускает аркадный автомат Jungle Hunt (первые версии автомата выпускались под названием Jungle King). Игра представляет собой очередную раннюю реализацию аркадного скролл-платформера. Jungle Hunt была попыткой создать новый вид платформера, и была очень популярным аркадным автоматом своего времени (свыше 18 000 игровых автоматов только в США, не считая продаж в других странах). Впоследствии игра развила свою популярность на домашних игровых системах.
Irem выпускает аркадный автомат Moon Patrol. Игра представляет собой смесь скролл-шуттера и скролл-платформера, и обладает простым, но увлекательным игровым процессом, что делает её достаточно популярным игровым автоматом. Помимо всего, Moon Patrol является первой известной игрой, в которой применена технология параллакс скроллинга. Имеет множество портов для домашних игровых систем.
Ещё одной попыткой создания нового игрового процесса и повторения судьбы Pac-Man стала игра Pengo от Sega. Несмотря на некоторый успех, популярность автомата была несравненно ниже Pac-Man, тем не менее выпуск версий игры для домашних видеосистем был очень успешным.
Отдельного упоминания заслуживает аркадный автомат Pole Position, выпущенный Namco (кроме Северной Америки), и перевыпущенный в США компанией Atari. Игра представляет собой гоночный симулятор болида Формула-1 и является первой популярной игрой с видом от третьего лица (вид на трек позади болида), что практически стало стандартом для автосимуляторов. Кроме того, Pole Position является первой гоночной игрой, которая воспроизводит реальное окружение (реально существующая трасса Фудзи Спидвей). Плюс ко всему игра является первой попыткой реализации продакт-плейсмента в видеоиграх (на треке можно встретить рекламные щиты реальных компаний и продуктов, таких как Pepsi, Canon, 7-Eleven, Dentyne, Centipede, Marlboro и Martini & Rossi). Pole Position является признанной классикой золотого века аркадных видеоигр и одной из самых популярных игр 1982 года. Pole Position — самый популярный игровой автомат 1982 года в Северной Америке. Популярность игры сделала её участником многих телевизионных программ (первоначально на канале MTV), а позже по мотивам игры был выпущен одноимённый анимационный телесериал. Pole Position оказала огромное влияние на популяризацию и развитие жанра гоночных видеоигр. Как и любая популярная игра тех времён, игра была переиздана для большинства домашних игровых систем, а позже получила развитие в виде множества сиквелов.
Ещё одним интересным аркадным автоматом стала игра Robotron: 2084, выпущенная Williams Electronics. Игра представляет собой обычный экшн-шуттер, но предложила инновационное управление — впервые один игрок управлял игровым процессом с помощью двух джойстиков. За оригинальное управление автомат пользовался большой популярностью у игроков и считается классической игрой золотого века аркадных видеоигр, а также входит в пятёрку самых продаваемых автоматов 1982 года.
Bally Midway выпускает аркадный автомат Tron по мотивам одноимённого популярного фильма. Несмотря на коммерческий успех киноленты, аркадный автомат стал первой игрой по мотивам фильма, сборы от которой превысили сборы от фильма. Игре Tron журналом Electronic Games была присвоена награда «Coin-Operated Game of the Year».
В 1982 году жанр скролл-шуттеров пополнился двумя аркадными играми, которые сегодня считаются классикой. Namco выпускает шутер Xevious, который к тому же является первым аркадным автоматом, рекламируемым по телевидению. Sega выпускает автомат Zaxxon, который к тому же является первой Shoot 'em up аркадой в изометрической проекции. Обе игры позже с большим успехом были перевыпущены для домашних игровых систем.
Почти все популярные игры того времени имели одинаковый жизненный цикл — выпускался аркадный автомат, через некоторое время выходила версия для игровых приставок, и, наконец, выпускались версии для домашних компьютеров. Однако встречались и исключения. Так, например, игра Choplifter изданная Brøderbund Software в 1982 году для компьютеров Apple II оказалась настолько популярной, что была портирована на другие домашние компьютеры, а позже и на игровые приставки. Ещё одним интересным событием стал выпуск компанией Thinking Rabbit на территории Японии игры Sokoban для компьютеров NEC PC-8801. В виду того, что платформа NEC PC-8801 была распространена только в Японии, популярность игры росла только в пределах этой страны. Но после того как европейские и американские разработчики обратили своё внимание на популярную компьютерную головоломку, Sokoban был выпущен почти для всех моделей домашних и офисных компьютеров, а сама игра стала очень популярной во всём мире.
Для игровых приставок также выходит несколько популярных игр. Традиционно Atari продолжает портировать популярные игры с аркадных автоматов на приставку Atari 2600. Тем не менее компания выпускает несколько популярных оригинальных игр. Так, например, в этом году выходит Yars' Revenge, которая стала самой популярной оригинальной игрой Atari для Atari 2600. Кроме того, Atari выпускает игру Raiders of the Lost Ark по мотивам фильма о приключениях Индианы Джонса. Raiders of the Lost Ark является первым случаем выпуска видеоигры для домашней игровой системы по лицензии кинопроизводителя. Игра по популярному фильму также пользовалась успехом.
Предвкушая ещё больший интерес к игре по только что вышедшему фильму Стивена Спилберга Инопланетянин, Atari пытается купить права на создание игры. Atari задаётся целью выпустить игру к рождественским праздникам, но переговоры сильно затягиваются, и когда сделка наконец состоялась, на создание игры осталось всего пять недель. Разработку игры поручают Говарду Скотту Варшоу (Howard Scott Warshaw), создателю таких хитов Atari, как Yars' Revenge и Raiders of the Lost Ark. Говард завершает разработку в срок, но качество игры, созданной за такой короткий промежуток времени, не выдерживает никакой критики. E.T. the Extra-Terrestrial получает резко отрицательные отзывы критиков, а затем и игроков. Первое время игра продаётся очень хорошо — за первые два месяца удалось продать 1,5 миллиона экземпляров, что делает игру самой продаваемой игрой рождества, однако продажи делает в основном громкое имя. Atari продолжает выпуск картриджей с игрой многомиллионным тиражом, но по завершении сезона продажи игры сходят на нет. Игра стала одной из самых серьёзных потерь для Atari — дорогая лицензия плюс производство огромного тиража картриджей, большую часть которых пришлось уничтожить, по некоторым оценкам обошлись Atari в 125 миллионов долларов убытков.
Activision в этом году выпускает для Atari 2600 несколько популярных игр. Особой популярностью пользуются игры River Raid и Pitfall!. River Raid считается классическим скролл-шуттером и стала первой популярной игрой жанра для домашних игровых систем и первым оригинальным скролл-шуттером для игровых приставок. Игра оказала большое влияние на развитие жанра и была перевыпущена для большинства других игровых приставок и домашних компьютеров. Помимо того, что игра входит в десятку самых продаваемых игр для Atari 2600, она, обычно, оказывалась в числе бестселлеров для других игровых систем.
Другая популярная игра Activision — платформер Pitfall!. Она часто называется игрой, сформировавшей жанр платформеров. Pitfall! является самой популярной игрой для Atari 2600 от стороннего производителя и входит в тройку самых продаваемых игр для Atari 2600 (свыше 4 миллионов экземпляров). Игра стала первым большим успехом Activision и была с большим успехом переиздана для других домашних игровых систем. Популярность героев переросла видеоигры и герои находят своё воплощение в анимационном сериале. Pitfall! не являлась первой игрой жанра платформер, но тем не менее оказала огромное влияние на развитие жанра, и многие последующие платформеры приняли правила жанра, представленные именно в этой игре. Поэтому очень часто Pitfall! называется первым классическим платформером.
Вслед за Activision в 1982 году на рынок игр для Atari 2600 выходит множество новых компаний, и, соответственно, большое число игр. К сожалению, большинство игр не отличаются высоким качеством, но встречаются и несколько заслуживающих отдельного внимания. Так, например, Imagic выпускает несколько оригинальных игр. Среди них особо заметна игра Atlantis. Игра представляет собой фиксированный шуттер, но динамичность процесса делает её достаточно популярной, и Imagic перевыпускает игру для некоторых других игровых платформ, а чуть позже (в том же году) выпускает продолжение Atlantis — игру Cosmic Ark. Помимо прочего, Cosmic Ark является первым сиквелом игры для игровой приставки и первой игрой, которая использует конструктивную ошибку игровой приставки с целью создания новых возможностей — эффект звёздного неба в игре был получен именно в результате некорректной работы Atari 2600 в определённых программно созданных условиях.
Помимо Imagic и других менее успешных новичков на рынок приходит множество именитых компаний. Так, известная в сфере развлечений компания Data East выпускает популярную игру BurgerTime для Atari 2600.
20th Century Fox выступает в качестве издателя игр Sirius Software для этой платформы, а чуть позже начинает создавать собственные игры: M*A*S*H по одноимённому сериалу, Crypts of Chaos и Alien — игру по одноимённому популярному фильму Чужой (выпущен студией в 1979 году). К сожалению, игры 20th Century Fox ничем оригинальным не выделялись и популярностью не пользовались.
Компания Coleco Industries также выходит на рынок игр Atari 2600. Компании удаётся заключить лицензионное соглашение с несколькими компаниями, в результате чего в 1982 году она выпускает на рынок игры: Smurf: Rescue in Gargamel's Castle (лицензия Peyo), Mouse Trap (Exidy), Venture (Exidy), Donkey Kong (Nintendo), Carnival (Sega) и Zaxxon (Sega).
Другой крупный поставщик развлечений Parker Brothers (создатель Монополии, подразделение компании Hasbro) также выступает производителем и издателем игр для Atari 2600. Стартовая линейка по традиции состоит из игр созданных по лицензии. Это игры Frogger (лицензия Konami), Amidar (Konami), Spider-Man (Marvel Comics) и Star Wars: The Empire Strikes Back (Lucasfilm).
Такая ситуация в корне не устраивает Atari. Компания теряет контроль над своим же собственным рынком. И дело даже не в том, что дополнительные игры создают ненужную конкуренцию играм самой Atari и не приносят прибыли компании. Качество большинства игр оставляет желать лучшего, но в таком большом ассортименте качественные игры просто теряются. Так, если за весь 1980 год для Atari 2600 выходит около 12 игр (из них 8 от Atari и 4 от Activision), то в 1982 году выходит около полутора сотен игр. И если покупатель раньше из 3-4 новых игр в магазине мог выбрать действительно интересную для него игру, то теперь ему приходилось пересматривать десятки игр сомнительного качества, и, в большинстве случаев, игрок просто не находил в многообразии игр качественного продукта.
Ещё больше осложнила ситуацию компания Mystique, выпустив несколько игр для Atari 2600 сомнительного качества, но привлекая покупателей «взрослым содержанием». Особенно большой шум произвела игра Custer's Revenge. Целью игры было совершение насилия сексуального характера над коренной американской женщиной. И хотя графика игры была выполнена в упрощённом шутливом стиле, сама тема вызвала большой резонанс в обществе сразу же после выхода игры. С акциями протеста и публичными демонстрациями выступают различные организации: группы коренных жителей Америки, защитники прав женщин, группа WAP (Женщины против порнографии), группы противников видеоигр, сообщества возмущённых родителей и многие другие группы населения. Проблема ещё больше усугубляется тем, что на тот момент в США отсутствует ограничивающее продажи некоторых категорий видеоигр определённым возрастным группам населения законодательство, и регулирование продаж происходит самими продавцами. Более того, большинство претензий предъявляется к хозяину игровой платформы, а не к производителю игры. Atari становится заложницей ситуации, в то время как большинство претензий предъявляется к ней, она уже не может контролировать рынок игр и повлиять на ситуацию, что наносит ещё один серьёзный удар по репутации компании.
В 1982 году образуется ещё несколько новых компаний, занимающихся видеоиграми. Среди них — образованная 28 мая Трипом Хокинсом (Trip Hawkins) со стартовым капиталом всего в 200 тысяч долларов США Amazin' Software. Компания, позже переименованная в Electronic Arts, становится заметным игроком на рынке. На сегодняшний день Electronic Arts является третьим в мире производителем и дистрибьютором компьютерных игр (после Nintendo и Activision).
В медиаимперии Джорджа Лукаса создаётся дочерняя компания Lucasfilm Games. Компания создаётся как разработчик собственных видеоигр по произведениям Lucasfilm — в первую очередь по вселенной Звёздных войн и приключений Индианы Джонса. Тем не менее студия, через несколько лет переименованная в LucasArts Entertainment, стала знаменита не только играми по кинолентам, но также подарила большое число популярных оригинальных игр.
Из прочих студий созданных в этом году стоит указать студию MicroProse Software, основанную Сидом Мейером и Биллом Стили. Студия долгое время радовала игроков оригинальными продуктами. Так, именно в этой студии были созданы знаменитые Pirates!, Civilization, серия X-COM, множество классических авиа- и автосимуляторов и большое число других популярных игр.
В 1982 году основана компания Ashby Computers & Graphics Ltd (ACG), которая знаменита многими хитами для домашних компьютеров, выпущенных под маркой Ultimate Play The Game (иногда просто Ultimate). В конце 1980-х компания была переименована в Rare Ltd и переключилась на игровые приставки компании Nintendo, для которой также выпустила большое число видеоигр, ставших хитами. С 2002 года компания является подразделением корпорации Microsoft и занимается созданием игр для приставок материнской компании.
В том же году создаётся компания Imagine Software. Компания портировала на домашние компьютеры большое число популярных игр с аркадных автоматов. Известность к студии пришла после того, как Imagine Software перестала существовать как самостоятельная компания и стала одной из студий Ocean Software. Именно под лейблом Imagine вышли многие популярные проекты студии, такие как Target: Renegade, Renegade III, Freddy Hardest.

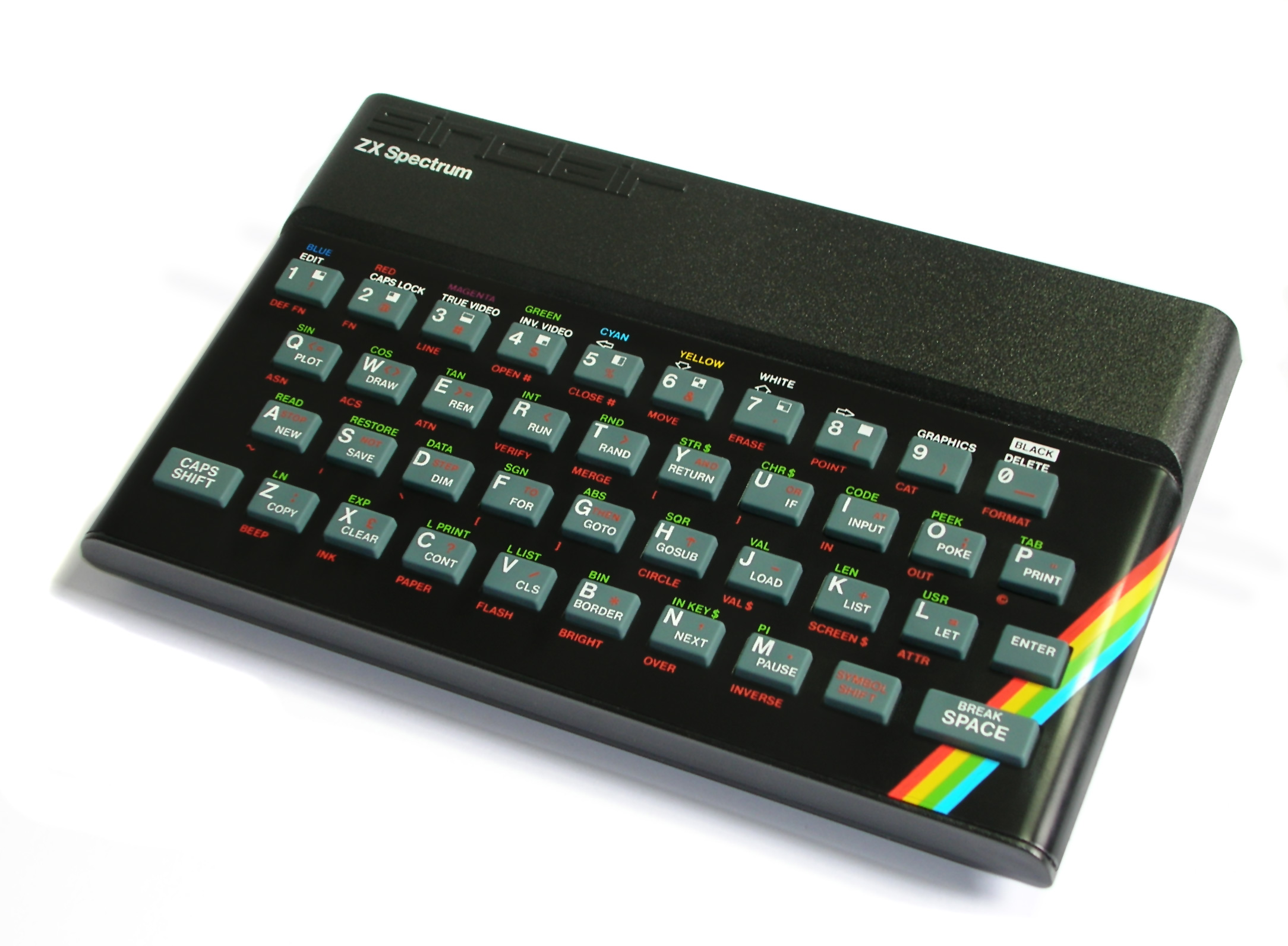
Sinclair ZX Spectrum

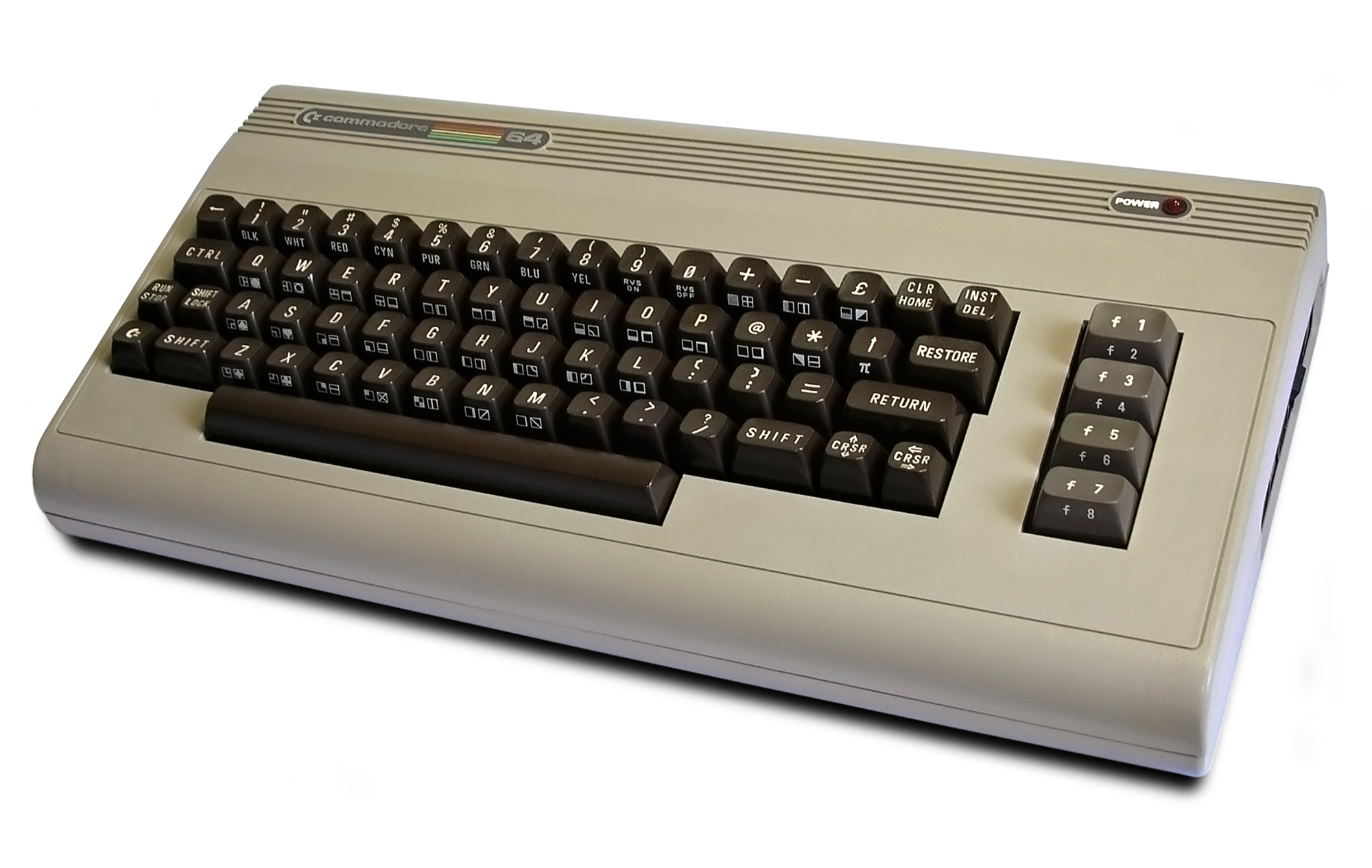
Commodore 64

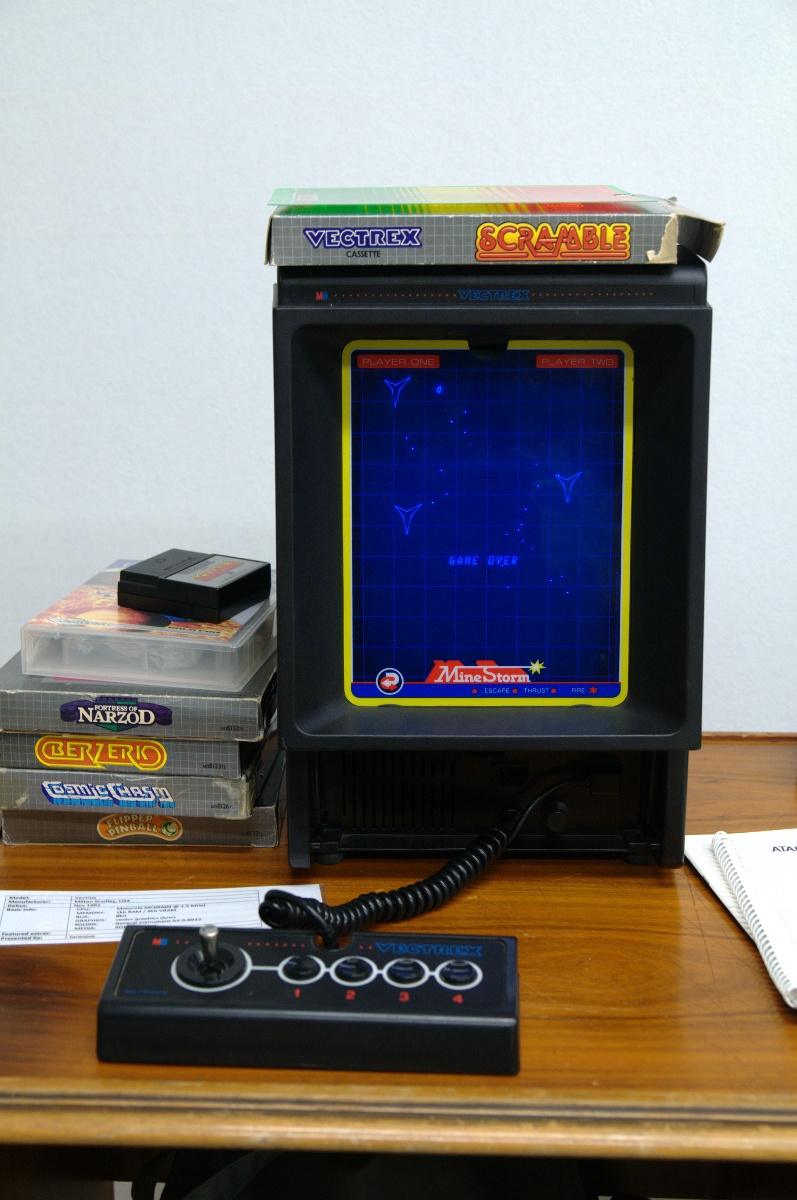
Vectrex

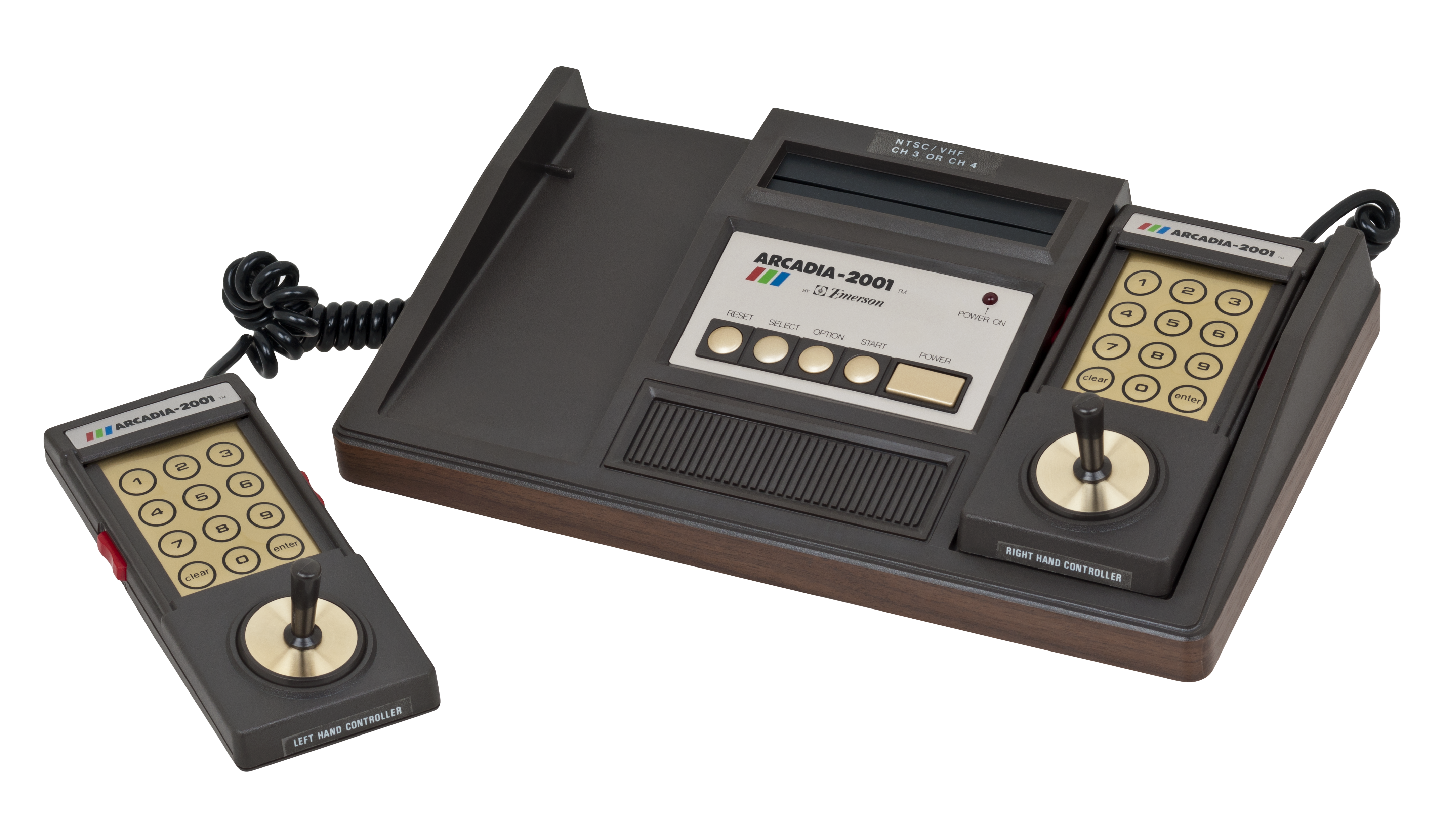
Arcadia 2001

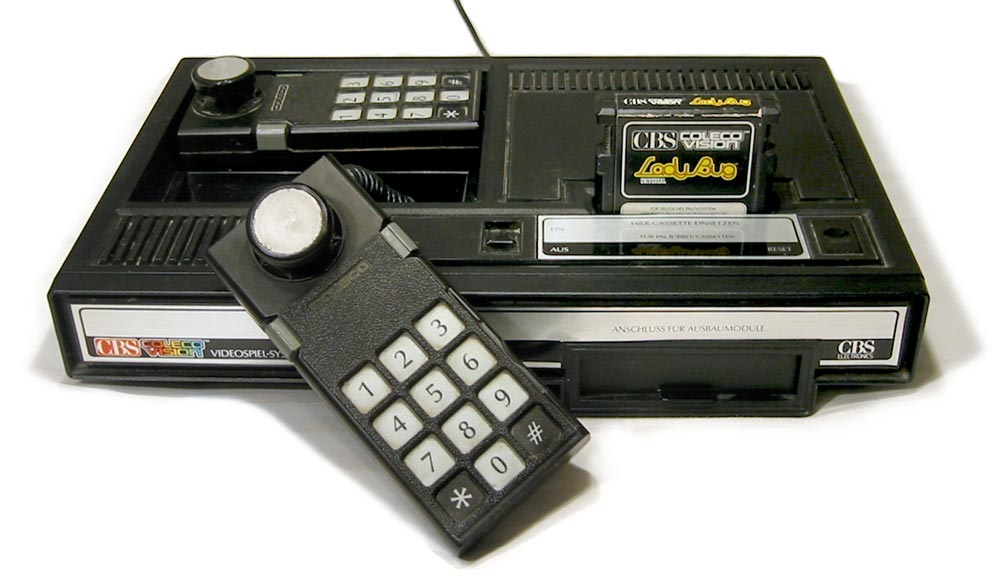
ColecoVision

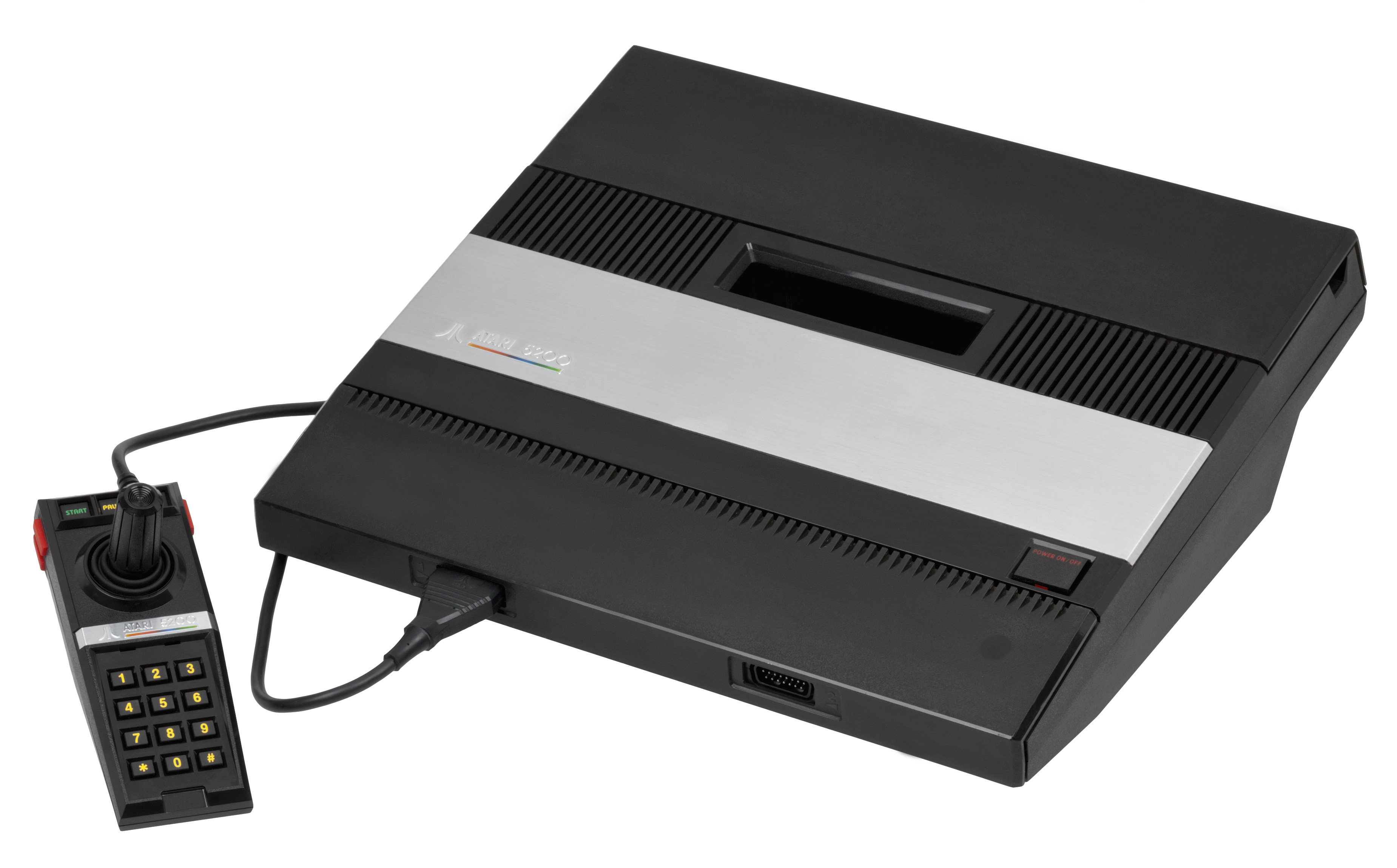
Atari 5200

В 1982 году выпускается множество моделей домашних компьютеров. Некоторые крупные производители бытовой электроники пытаются войти на развивающийся рынок. Есть и компании новичков. Выходят и абсолютно новые модели, и новые модели в существующем модельном ряду. Среди последних — пополнение в ряду 8-разрядных компьютеров Atari моделей 600 XL, 800 XL и 1200 XL. Именно эти модели стали самыми популярными компьютерами Atari.
Однако 23 апреля компания Sinclair Research Ltd выпускает новый домашний компьютер ZX Spectrum. В отличие от предыдущих компьютеров компании, Speccy стоит дороже ста фунтов и не совместим с ZX80 и ZX81. За 125 фунтов покупатель получал продвинутый домашний компьютер с цветной графикой, быстрым процессором Zilog Z80A и 16 Кб ОЗУ (модель с 48 Кб ОЗУ была доступна по цене 175 фунтов), тем не менее ZX Spectrum практически мгновенно становится самым популярным компьютером в Великобритании, а чуть позже — и самым популярным компьютером в Европе. Для него выпускается огромное число периферийных устройств и компьютерных программ — офисных, обучающих, технических, а в первую очередь игр. За всё время для ZX Spectrum было выпущено свыше 24 тысяч программных продуктов. Компьютер успешно продавался и за пределами Европы, хотя и не стал там «номером один». Тем не менее, на территории Северной Америки под маркой Timex Sinclair успешно конкурировал с компьютерами компаний Commodore и Atari. С учётом того, что в конструкции Speccy была применена лишь стандартная элементная база, через некоторое время во всём мире (даже за железным занавесом СССР) появляются Spectrum-совместимые компьютеры, что только увеличивает популярность этой архитектуры. ZX Spectrum со временем продолжал развиваться и новые его модели выпускаются официально до 1992 года, а неофициальные Spectrum-совместимые компьютеры производятся до начала XXI века. Spectrum-совместимые компьютеры являются одной из самых популярных платформ игровых домашних компьютеров восьмидесятых годов.
Лишь новому домашнему компьютеру компании Commodore International удалось стать более популярным, чем Spectrum. Спустя четыре месяца после начала его продаж, компания выпускает новый персональный компьютер Commodore 64 по цене 595 долларов. Модель отличает производительный процессор MOS Technology 6510 (одна из модификаций классического MOS Technology 6502), цветной графический адаптер с аппаратным выводом спрайтов и развитый звуковой процессор. Несмотря на развитие линейки, именно первая модель Commodore 64 остаётся самой популярной и продолжает успешно продаваться до 1994 года. В общей сложности модель Commodore 64 была продана тиражом более 30 миллиона компьютеров. Более того, этот рекорд занесён в книгу рекордов Гиннесса и до сих пор не побит. Ни одна другая модель компьютера не продавалась таким тиражом. В 1980-е годы Commodore 64 был самым популярным домашним компьютером в мире, за исключением стран Европы, где безраздельно господствовал ZX Spectrum. Для компьютера Commodore было создано порядка 10 тысяч различных программных продуктов. Commodore 64, наряду со Spectrum-совместимыми компьютерами и 8-разрядными компьютерами Atari, входит в тройку самых популярных игровых домашних платформ восьмидесятых годов XX века.
В сентябре Джей Майнер (Jay Miner) основывает компанию Hi-Toro, чуть позже переименованную в Amiga. Компания занимается разработкой игровой приставки нового поколения, а также выпуском игровых картриджей и джойстиков для игровых приставок. Буквально через три года компания создаст один из самых знаменитых мультимедийных персональных компьютеров Amiga.
В 1982 году на рынок выходит сразу несколько новых моделей игровых приставок второго поколения от различных производителей. Среди них есть и весьма экзотические модели. Среди них можно назвать игровую приставку Adventure Vision от компании Entex. Приставка не имела коммерческого успеха — было выпущено всего 50 тысяч готовых устройств, а производство приставки было свёрнуто уже в 1983 году. За короткую жизнь для приставки было выпущено всего 4 игры. Тем не менее уникальность игровой приставки в том, что Adventure Vision является полноценной игровой системой и не требует подключения к телевизору. Более того, встроенный электро-механический дисплей (дисплей с механической развёрткой) главная особенность системы. Entex Adventure Vision является первой игровой приставкой с электро-механическим дисплеем, и до 1995 года оставался единственной домашней игровой системой с дисплеем такого типа (до выхода Nintendo Virtual Boy).
Ещё более необычная консоль была разработана General Consumer Electric и выпущена в 1982 году под маркой Vectrex. Сердцем Vectrex был процессор Motorola 68A09 на частоте 1,6 МГц — гораздо более быстрый, чем центральные процессоры приставок конкурентов (в частности, он существенно превосходил в производительности легендарный MOS 6502). Игровая консоль даже имела трёхканальный звуковой генератор General Instruments AY-3-8912, чем также не могли похвастаться конкуренты. Но главным отличием Vectrex был встроенный в консоль экран. В отличие от большинства других игровых систем, так же как и Entex Adventure Vision, игровая консоль не подключалась к телевизору, но, в отличие от Adventure Vision, использовала свой собственный уникальный векторный графический монитор. По этому показателю Vectrex действительно является уникальной домашней игровой системой. Ни до неё, ни после на рынке не появлялось домашней игровой системы с векторным экраном. В то же время в секторе аркадных автоматов было достаточно много использующих вместо растровых векторные экраны машин. Самым популярным векторным игровым автоматом была игра Atari Asteroids. Поэтому в то время выход векторной домашней игровой системы был вполне ожидаем и сопровождался большим интересом. Vectrex была не из дешёвых консолей, тем не менее была достаточно популярна, а её выпуск признан коммерчески успешным. Для консоли было выпущено несколько десятков игр, при этом достаточно большая их часть использовала полноценную 3D графику — крайне редкий случай на других консолях того времени. Для Vectrex было выпущено несколько периферийных устройств, при этом часть из них были по-настоящему уникальными для своего времени. Так было выпущено световое перо, которое позволяло игроку рисовать прямо на экране, или же устройство под названием «3-D Imager», превращающее 2D изображение на экране в 3D при помощи анаглифных 3D-очков.
Рынок пополняется и традиционными игровыми приставками. Emerson Radio Corporation выпускает игровую приставку Arcadia 2001. Arcadia создавалась с оглядкой на самую технически продвинутую игровую приставку того времени Intellivision. Игровые приставки имеют близкие технические характеристики, схожий внешний вид и похожие игровые контроллеры. Arcadia 2001 не имела успеха в США, тем не менее Emerson Radio Corporation лицензировала приставку нескольким компаниям по всему миру, в результате чего было выпущено более 30 различных консолей аппаратно совместимых с Arcadia 2001 (не всегда совместимых программно и механически).
Компания Coleco Industries выпустила новую консоль второго поколения ColecoVision и нанесла самый серьёзный удар по конкурентам на рынке домашних игровых приставок. Внешний вид системы был похож на другие игровые приставки того времени, копируя достаточно удачные решения — чёрный прямоугольный пластиковый корпус с углублениями для игровых контроллеров, при этом дизайн игровых контроллеров был схожим с контроллерами Intellivision. Технические характеристики ColecoVision существенно превосходили характеристики конкурентов тем не менее: быстрый центральный процессор Zilog Z80A, 16-цветный видеоконтроллер Texas Instruments TMS9918 с аппаратным отображением спрайтов (до 32 спрайтов на экране) и четырёхканальный звукогенератор Texas Instruments SN76489. Столь продвинутая аппаратура позволяла выполнять перенос игр с аркадных автоматов с большой точностью. Более того, компания Coleco заключила соглашение с компаниями Nintendo, Sega, Konami и Universal. Большинство популярных игр с аркадных автоматов этих производителей было перенесено на ColecoVision, при этом результат переноса был на удивление точным. Обладая эксклюзивной лицензией на игры этих производителей Coleco выпускает картриджи и для других популярных игровых приставок — для Atari 2600 и Intellivision, но существенно более слабая аппаратура не позволяет тем же играм выглядеть столь же привлекательно, как на ColecoVision. Каждая игровая приставка ColecoVision комплектуется популярной игрой Donkey Kong, что только повышает привлекательность системы. Coleco выпускает для своей новой консоли несколько уникальных периферийных устройств, наиболее интересным из которых является Expansion Module #1. Этот модуль расширения позволял на игровой приставке ColecoVision запускать игровые картриджи Atari 2600, что автоматически делало библиотеку игр для консоли Coleco самой большой среди всех консолей того времени. Expansion Module #2 представлял собой новый вид контроллера — рулевое колесо для автосимуляторов. Новая игровая приставка быстро становится популярной — до конца года было продано около миллиона устройств. Хотя приставка выпускалась неполные два года (до весны 1984 года), за это время было продано около шести миллионов экземпляров, а для приставки было выпущено около 170 игр.
ING поставила игровую приставку ColecoVision на 12 место лучших игровых приставок всех времён.
Интересным является и то, что вскоре после выпуска Expansion Module #1 Mattel анонсирует новую версию игровой приставки Intellivision (Intellivision II), а также устройство для запуска игр Atari 2600 на этой консоли.
В момент выхода «второй волны» игровых приставок второго поколения продажи Atari 2600 быстро сокращаются. Atari в своё время отказалась от обновления модельного ряда игровых приставок в пользу выхода на рынок домашних компьютеров (см. 1979 год), и в 1982 году располагает единственной консолью с устаревшей аппаратной частью. Для срочного исправления ситуации Atari в спешном порядке «размораживает» проект отменённой в 1979 году игровой приставки и на существующей элементной базе 8-битных компьютеров Atari 400/800 разрабатывает новую игровую систему второго поколения. Уже в ноябре 1982 года свет увидела игровая приставка Atari 5200. Несмотря на то, что приставка в целом повторяет устройство существующих компьютеров Atari, она предлагает ряд интересных решений. Так к Atari 5200 можно было подключить до четырёх игровых контроллеров (вместо стандартных двух), а сами контроллеры были достаточно революционны. Atari 5200 является первой укомплектованной аналоговыми джойстиками игровой приставкой, а сами джойстики впервые имели четыре кнопки «огня» и расположенные непосредственно на корпусе контроллера кнопки «старт», «пауза» и «сброс». Но революционное устройство аналогового джойстика становится одной из ахиллесовых пят системы, так как является частой причиной поломки контроллера. Несмотря на почти идентичное устройство, Atari 5200 по ряду причин программно не совместима с компьютерами Atari 400/800/XL/XE. Но ещё большее удивление у потенциальных покупателей системы вызывает факт отсутствия совместимости с Atari 2600. В результате Atari получает игровую приставку несовместимую ни с чем, а следовательно с нулевой библиотекой игр, и хотя к выходу Atari 5200 было выпущено несколько штук игр для новой консоли, по большому счету они являлись адаптированными версиями игр Atari 2600 и не могли привлечь новых покупателей. Atari попадает в замкнутый круг — либо она выпускает игры к приставке Atari 2600, продажи которой к тому времени подходят к 40 миллионам штук, либо выпускает игры к игровой приставке Atari 5200 продажи которой составляют всего несколько тысяч устройств. Рассчитывая, что количество проданных игровых картриджей будет пропорционально количеству проданных приставок, Atari, в непростой для себя период, концентрируется на выпуске игр для модели 2600. В результате для Atari 5200 было официально выпущено только 69 игр (как от Atari, так и от других производителей). Естественно, большой популярностью игровая приставка не пользовалась. К моменту прекращения продаж модели 5200 было продано всего около 1 миллиона экземпляров консоли.

### 1983
1983 год стал началом мирового кризиса рынка домашних консолей, широко известный как Кризис индустрии компьютерных игр 1983 года. Кризис продолжался до 1985 года, в результате чего многие компании были вынуждены покинуть рынок.
Начало года лидер рынка Atari встретила большими убытками. Приставка Atari 2600 технически устарела, и игры для неё существенно проигрывают в исполнении перед играми для приставок конкурентов — в первую очередь ColecoVision. Более новая игровая приставка Atari 5200 хоть и имеет достаточно неплохие технические характеристики, но отличается высоким процентом поломок и очень малой библиотекой игр. Более того, для модели 5200 эксклюзивных игр, которых не было бы на других приставках, просто не было. Кроме этого, для приставок ColecoVision и Intellivision II выходят адаптеры, позволяющие запускать игры от Atari 2600. В результате устойчивым остаётся только спрос на игры для модели 2600. Однако этот рынок Atari также уже не контролирует. На рынке сложилась высокая конкуренция, но ситуация ещё более опасна тем, что большинство игр выпускается новичками рынка и качество основной массы игр крайне низкое. Игроки пытаются покупать игры от «проверенных производителей», однако сама Atari выпускает в конце 1982 года несколько низкокачественных игр (в первую очередь многими отмечается игра E.T. the Extra-Terrestrial) и, таким образом, подрывает доверие как к компании, так и в целом к 2600-й платформе.
Выбирающие себе игровую платформу игроки находятся в замешательстве. На рынке присутствует большое число разнообразных и несовместимых друг с другом игровых платформ, со своим уникальным в каждом случае набором игр. Так, на начало года покупателю представлялась возможность выбрать игровую консоль из следующих моделей: Adventure Vision, Atari 2600, Atari 5200, Bally Astrocade, ColecoVision, Emerson Arcadia 2001, Fairchild Channel F System II, Magnavox Odyssey², Mattel Intellivision, Vectrex и некоторых других. Более того, к тому времени выходят клоны этих приставок, что только увеличивает выбор.

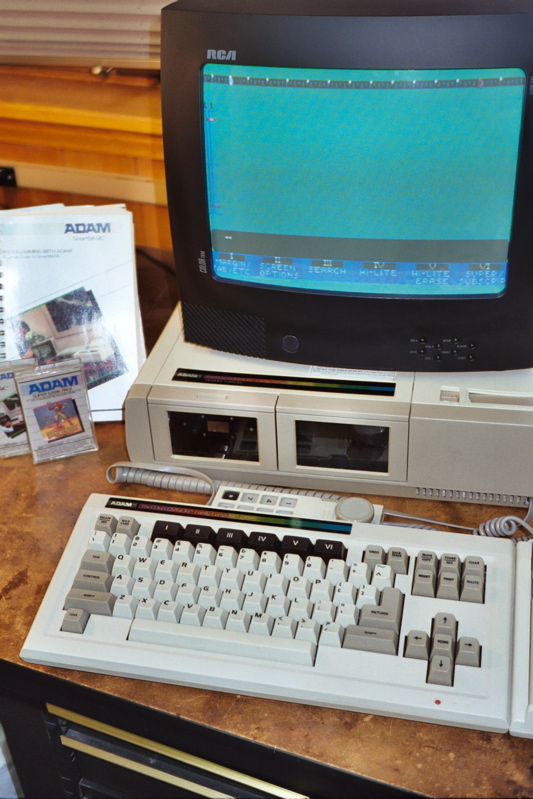
Coleco Adam

Таким образом, покупатель испытывал трудности как в выборе платформы, так и в поисках качественных игр для игровых приставок. Плюс к этому в 1983 году были анонсированы игровые приставки следующего поколения. Atari объявила о скором выходе Atari 7800, Magnavox — об Odyssey³, что ещё больше убеждало покупателей более не приобретать консоли второго поколения. Неожиданно более привлекательным устройством оказался домашний компьютер, цена которых существенно снизилась, а техническое оснащение самых популярных моделей как минимум не уступало характеристикам игровых консолей. При этом многие пользователи считали, что домашний компьютер серьёзнее игровой приставки — ведь для персональных компьютеров создаётся большое число офисных, обучающих, технических и других прикладных программ, а не только игр. Тем более что с играми новые домашние компьютеры также справляются весьма успешно. Вдобавок ко всему, компания Commodore International развязала ценовую войну. Цена на её компьютер Commodore 64 постоянно падала, а вслед за ней снижали цены и производители других компьютеров. Commodore даже запустила программу замены старых игровых систем на Commodore 64. Всем покупателям компьютера Commodore 64, приславшим в компанию старую игровую приставку или другой домашний компьютер, компания высылала обратно по почте 100 долларов. В результате именно домашние компьютеры стали самыми продаваемыми игровыми системами года, в то время как продажи всех игровых приставок практически прекратились. Многие производители игровых приставок покинули рынок в ближайшие два года.
Некоторые компании пытались быстро подстроиться под резко изменившиеся условия. Так, например, Coleco разработала очередной модуль расширения для ColecoVision, превращающий игровую консоль в компьютер. На основе этих разработок компания создала в 1983 году полноценный компьютер Coleco Adam. Компьютер мог похвастаться достаточно хорошими характеристиками и богатой комплектацией: центральный процессор Zilog Z80A (частота 3,58 MHz), три вспомогательных процессора Motorola 6801s, 80 КБ ОЗУ, кассетный привод, полноформатный матричный принтер и набор программного обеспечения, включая игру Buck Rogers: Planet of Zoom. Однако столь щедрая комплектация определяла достаточно высокую цену устройства. Стоимость Adam составила 725 долларов, в то время как цена Commodore 64 в 1983 году опустилась ниже 300 долларов. Высокая цена вместе с некоторыми производственными проблемами определили судьбу компьютера Coleco. Adam никогда не пользовался серьёзной популярностью — за всё время удалось продать менее 100 тысяч экземпляров.

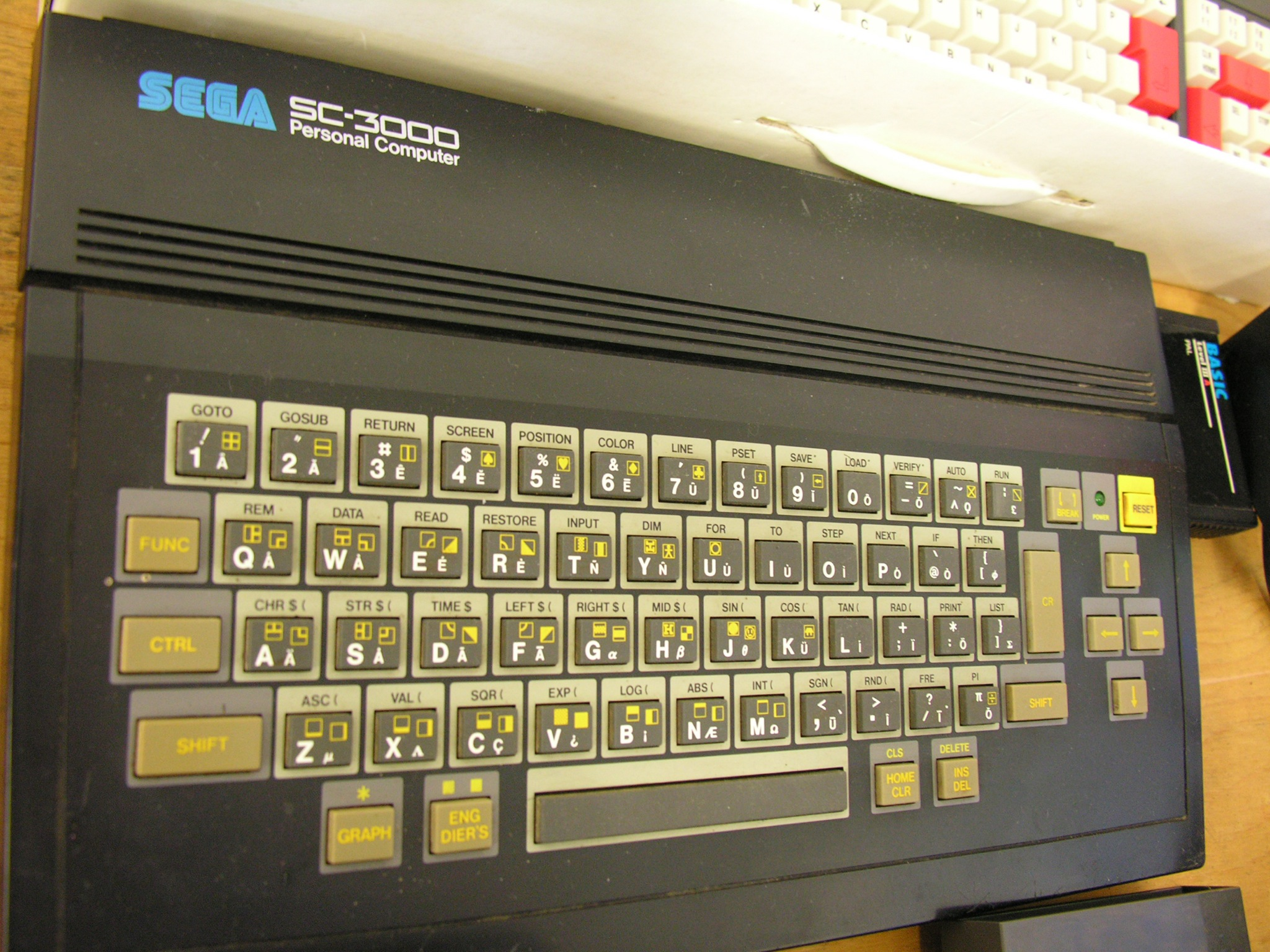
Sega SC-3000

По схожей схеме действовала компания Sega. У компании есть разработанная в 1981 году консоль SG-1000. На основе этих разработок компания создаёт и выпускает домашний компьютер SC-3000, который почти повторяет характеристики консоли SC-1000, в результате чего был полностью совместим с данной игровой приставкой. Компьютер продавался преимущественно на территории Японии, но получил некоторое распространение и в других странах. Продажи SC-3000 были во много раз меньше популярных моделей тех лет, тем не менее модель пользовалась локальным успехом и часто называется первой успешной игровой системой Sega.

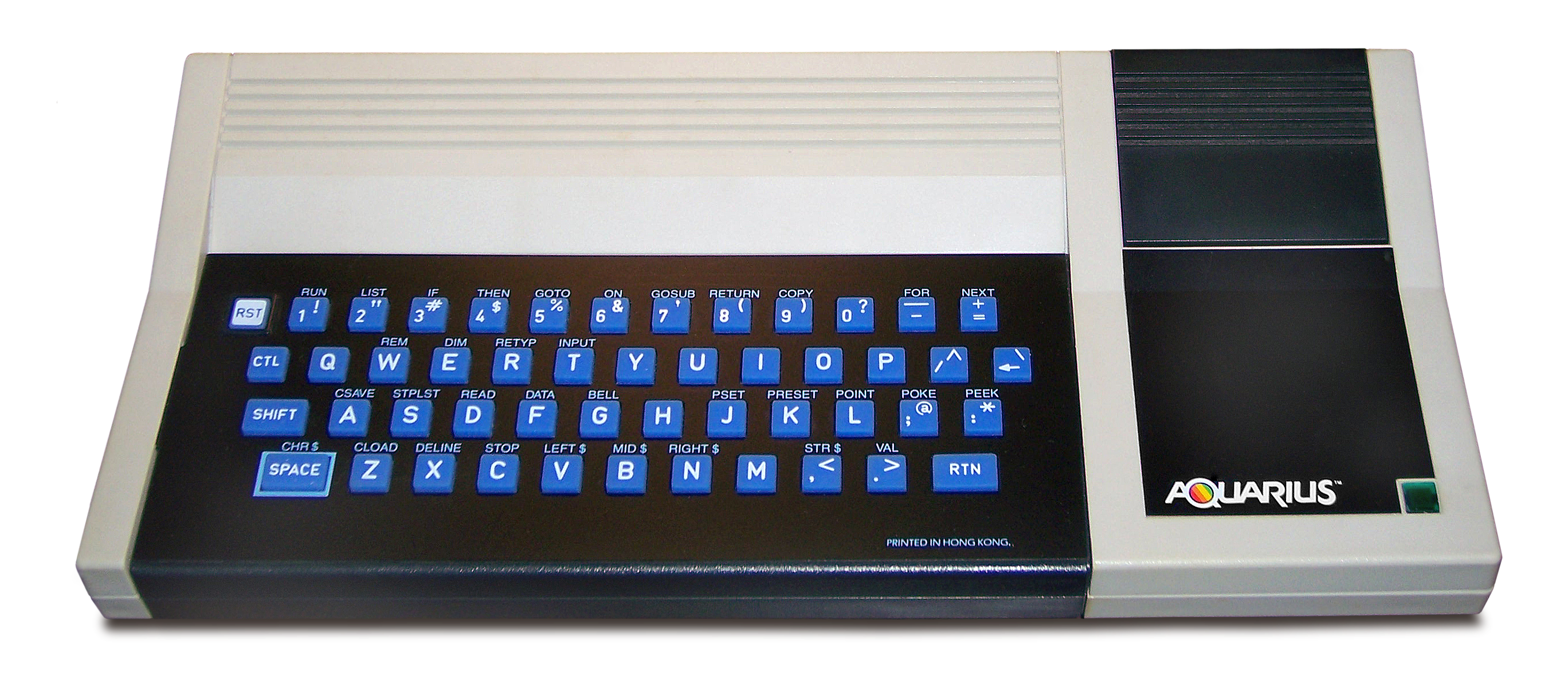
Mattel Aquarius

По-иному пути пошёл производитель приставок Mattel. Компания заключает договор с Гонконгским производителем электроники Radofin. Radofin разработала и производила компьютер на основе микропроцессора Zilog Z80. Компьютер не пользовался успехом, тем не менее права на производство компьютера покупает Mattel и выпускает его под маркой Mattel Aquarius. Компьютер Aquarius также не пользуется успехом, в основном по причине того, что его технические характеристики выглядят очень слабо, а следовательно и игры, которые выпускает Mattel, выглядят даже хуже, чем на более старой игровой приставке Mattel Intellivision, при том что Intellivision стоит существенно дешевле чем компьютер Aquarius. Некоторое время компьютер поддерживается производителем — для него выпускаются периферийные устройства и новые программы, но на популярность это большого влияния не оказало. Вскоре Mattel прекращает выпуск этой модели компьютера и анонсирует Aquarius II, который так и не был выпущен.
Другая ситуация складывается с компанией Atari. Хотя компания временно отстраняется от рынка игровых приставок, тем не менее активно развивающийся рынок домашних компьютеров ею успешно освоен. Более того, компьютеры Atari присутствуют на рынке с 1979 года, а в 1983 году архитектура Atari входит в тройку самых популярных домашних игровых платформ персональных компьютеров после Commodore 64 и ZX Spectrum. Однако компания Commodore International развязывает ценовую войну и цены на домашние компьютеры неуклонно снижаются. Положительный момент в том, что популярность домашних компьютеров увеличивается с каждым днём, а следовательно растут продажи. Отрицательный — себестоимость компьютеров Atari намного выше, чем затраты Commodore на выпуск Commodore 64. В результате, для того чтобы удержаться на этом рынке Atari приходится удешевлять производство, в том числе упрощать конструкцию моделей компьютеров и переносить сборку компьютеров в развивающиеся азиатские страны — в частности в Тайвань, Китай и Гонконг. Все эти действия отрицательно сказываются на качестве продукции, а также приводят к срывам программы выпуска. Но, что более важно, Atari удаётся снизить себестоимость компьютеров, но не настолько, чтобы безболезненно конкурировать с Commodore. В результате, к концу года компания Warner Communications отмечает, что Atari — её подразделение ещё недавно приносившее более половины дохода компании, теряет по несколько миллионов долларов в день и срочно ищет для него покупателя.

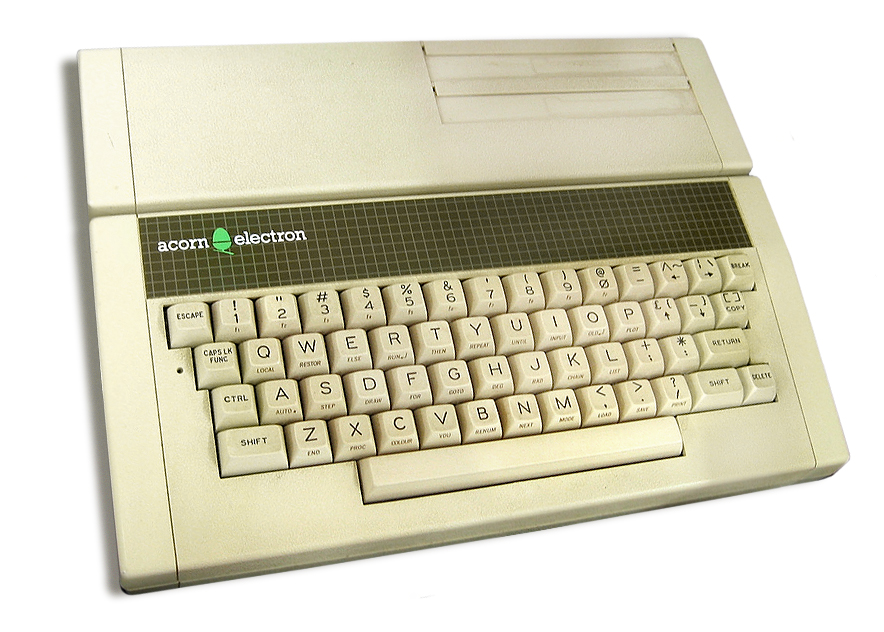
Acorn Electron

Тем не менее, в целом рынок домашних компьютеров развивается, и, несмотря ни на что, некоторым компаниям приносит прибыль. Как уже говорилось, самыми популярными моделями остаются компьютеры Commodore 64 и ZX Spectrum, за ними с некоторыми потерями следует компания Atari со своей линейкой домашних ПК. Имея поддержку правительства на территории Великобритании большое распространение получают компьютеры BBC Micro. Но в качестве домашнего компьютера BBC Micro распространения не получил, в основном из-за достаточно высокой цены. Разработчик и производитель компьютера компания Acorn Computers не оставляет надежд выйти на рынок домашних персональных машин и в 1983 году представляет новый компьютер Acorn Electron. Конструкторам удалось существенно снизить себестоимость новой модели, при этом сохранив базовые функции BBC Micro. Правда на старте продаж компания Acron сталкивается с серьёзными производственными трудностями. Компании не удалось в срок поставить даже предзаказанные компьютеры. Acron удовлетворяет только около 12 % спроса. В результате компьютер хоть и являлся популярным на старте, Acron так и не смогла этим воспользоваться, а неспособность обеспечить предзаказы только подрывает репутацию компьютера. И хотя Acorn Electron в качестве домашнего компьютера использовался чаще чем BBC Micro, тем не менее он так и не смог получить массового распространения. Впрочем, для Electron было выпущено свыше тысячи компьютерных игр.

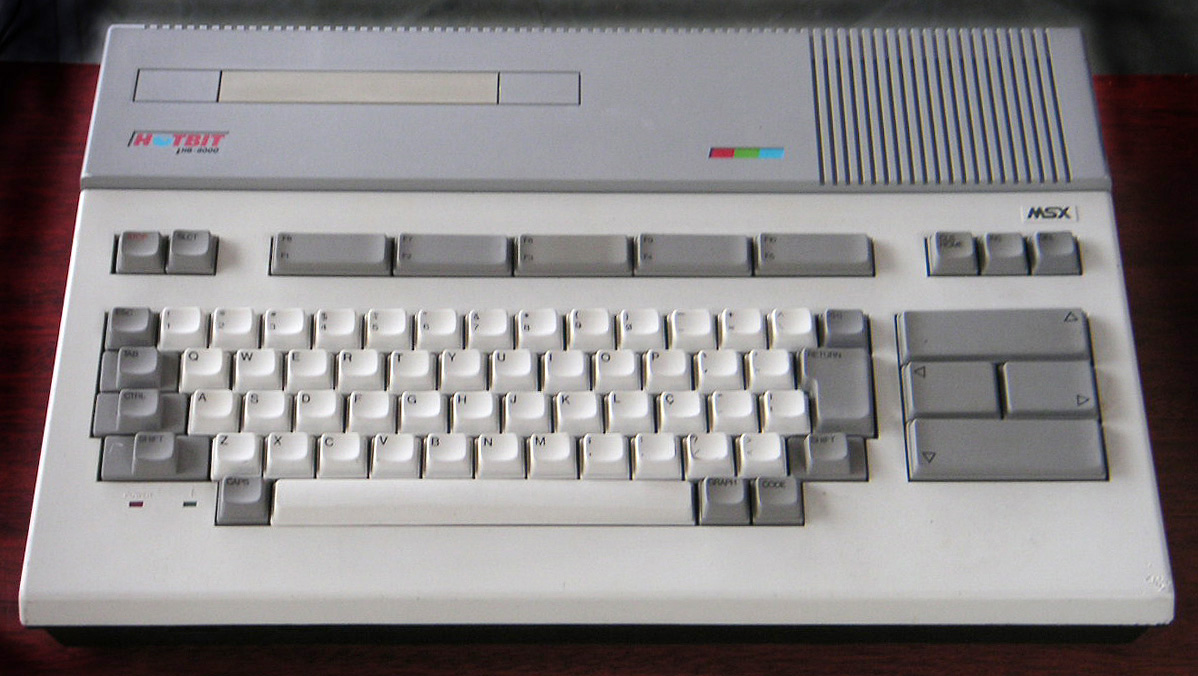
Компьютер Sharp HotBit, один из многих представителей компьютеров стандарта MSX

Восьмидесятые годы отмечены бурным экономическим ростом в Японии. Автомобили и бытовая электроника из страны восходящего солнца с огромным успехом продаётся почти во всём мире. Однако на рынок бытовых компьютеров японские компании выйти не решаются. Но ситуация меняется после того, как 27 июня 1983 года японское отделение компании Microsoft публикует стандарт домашнего компьютера разработанный внутри подразделения совместно с японской компанией ASCII Corporation под названием MSX. Появление стандарта было принято с большим энтузиазмом, большое число крупных японских компаний начали выпуск компьютеров MSX. MSX стал фактически стандартом домашнего компьютера в Японии. Многие знаменитые японские производители компьютерных игр создали для платформы большое число оригинальных игр (большую часть игр для компьютеров MSX выпустили компании Konami и Hudson Soft). Так, именно для компьютеров стандарта MSX впервые вышли знаменитые игры Antarctic Adventure, Bomberman, Castlevania, King's Valley, Metal Gear, Valis и другие игры, многие из которых стали классикой и были перевыпущены для других игровых систем, а некоторые из них стали началом для успешных серий игр. Достаточно быстро к японским производителям компьютеров MSX присоединились крупные производители бытовой электроники Европы, Северной Америки и Южной Кореи. Компьютеры MSX производились под марками Al Alamiah, Canon, Casio, Daewoo, Fujitsu, GoldStar, Hitachi, JVC, Mitsubishi, National, Panasonic, Philips, Pioneer, Samsung, Sanyo, Sharp, Sony, Spectravideo, Talent, Toshiba, Yamaha и других компаний. И хотя рекордными продажами не могла похвастать ни одна модель любого из производителей, тем не менее за всё время существования во всём мире было продано более 7 миллионов компьютеров стандарта MSX, что является очень хорошим показателем тех лет. Как уже говорилось, компьютеры были популярны в основном в Японии, но получили распространение и в странах Среднего Востока, Нидерландах, Бразилии, Испании, Советском Союзе и некоторых странах Восточной Европы. Однако на двух крупных рынках — Североамериканском и Западноевропейском — популярностью не пользовался. Интересно, что некоторое время компьютеры MSX официально импортировались в СССР, что было почти уникальным явлением того времени. Компьютеры MSX как игровая платформа оставили заметный след в истории компьютерных игр, сама платформа продолжала развиваться до начала 1990-х годов, а сами машины встречались в продаже до середины девяностых годов.
Домашние компьютеры имели ещё одно существенное преимущество помимо всего вышеназванного — это носитель. Если для игровых приставок повсеместно используются картриджи, то для домашних компьютеров игры распространяются на картриджах, дискетах и аудиокассетах. При этом самыми дешёвыми в производстве носителями являются аудиокассеты, а самыми дорогими — картриджи. В результате цена аудиокассеты с игрой для домашних компьютеров оказывается существенно ниже, чем цена картриджа с игрой для игровой приставки. Рынок картриджей с консольными играми с 1982 года переполнен, чтобы распродать излишки многие магазины снижают цены на картриджи в несколько раз. Многие производители игр для консолей переключились на растущий рынок игр для домашних компьютеров, что только увеличило популярность последних. Для персональных компьютеров выходит множество оригинальных качественных игр. В то же время компании которые остались на рынке игр для игровых приставок вынуждены продавать новые картриджи по ценам в несколько раз ниже чем раньше, так как цены на картриджи с играми упали в несколько раз, а значит, им приходится ориентироваться на бюджетные проекты и существенно ограничивать стоимость разработки новых игр. Как следствие, качественных и оригинальных игр для приставок второго поколения больше не выходит.
Несмотря на разразившийся кризис рынка домашних консолей, аркадные автоматы продолжают развиваться и предлагать игрокам новые оригинальные игры. Cinematronics выпускает новый игровой автомат Dragon’s Lair, который практически сразу же становится хитом. Игра является первой, в которой игровой процесс отображается полноэкранной кинематографической анимацией. В отличие от других игр того времени, анимация которых выполнена технологией векторной графики или же с помощью небольших спрайтов, графика игры Dragon’s Lair ничем не отличается от качественного мультипликационного фильма. Секрет автомата был достаточно простым. Все игровые моменты действительно были созданы методом классической рисованной анимации. Эту работу превосходно выполнил аниматор Дон Блут (бывший аниматор студии Disney). Получившиеся эпизоды мультипликационного фильма были записаны на Laserdisc и воспроизводились проигрывателем, управляемым микропроцессором в порядке, зависящим от «качества» игры пользователя. Контраст с другими игровыми автоматами был разительным. Успех Dragon’s Lair привёл к появлению множества портированных версий, сиквелов и связанных игр. Естественно, портированные на домашние компьютеры и игровые приставки версии игры были выполнены при помощи стандартных спрайтовых технологий, а значит, имели существенно упрощённую графику. Сам аркадный автомат с игрой Dragon’s Lair стал самым популярным игровым автоматом 1983 года, а также положил начало новому классу аркадных автоматов на лазерных дисках. Dragon’s Lair не является первой разработанной использующей видеотехнологию Laserdisc игрой. Первой игрой на этой технологии является Astron Belt, разработанная и показанная компанией Sega ещё в 1982 году. Однако на решение производственных, аппаратных и программных проблем уходит так много времени, что игра появляется только в 1983 году, гораздо позже чем Dragon’s Lair. Кроме того, Astron Belt большой популярностью не пользовался.
Традиционные для аркадных автоматов космические шутеры пополняются новой игрой Gyruss от Konami. Игра становится достаточно популярной, что порождает выпуск версий для домашних компьютеров и игровых приставок. Однако игра многим запоминается звуковым сопровождением. Gyruss является первым аркадным использующим фоновую стереомузыку в игровом процессе автоматом. Для реализации этого было применено оригинальное техническое решение. Само управление автоматом производилось двумя процессорами Zilog Z80, процессором Motorola 6809 и микроконтроллером Intel 8039, а звуковая система была построена на основе ЦАП и пяти трёхголосных чипов General Instrument AY-3-8910.
Nintendo выпускает аркадный автомат с игрой Mario Bros., которая достаточно быстро становится популярной. В главной роли снова появляется Марио, но впервые в качестве водопроводчика, и впервые же в компании с братом Луиджи. Также впервые, в игре появляются черепахи под именем «Панцирный Ползун». В последующих играх ползуны известны как черепахи Купа. Герои этой игры являются одними из самых популярных персонажей компьютерных игр. Сама игра хоть и является упрощённым платформером, тем не менее обрела широкую популярность не только на аркадных автоматах, но и на игровых приставках и домашних компьютерах. Игра стала предпосылкой к созданию знаменитой серии платформеров Nintendo о приключениях братьев Марио.
Atari выпустила аркадный автомат Star Wars по мотивам первого фильма вселенной Звёздных войн. Игра использовала фирменную технологию Atari векторного дисплея QuadraScan, которая реализовывала векторную графику в цвете, однако игра выделялась оцифрованными звуковыми семплами с голосами героев из оригинального фильма — данная технология применялась в аркадных автоматах впервые. Знаменитый фильм, качественная техническая реализация и хорошо проработанный геймплей делают игровой автомат очень популярным. Автомат Star Wars расходится превышающим 12 тысяч экземпляров тиражом и занимает место в числе самых популярных игровых автоматов золотого века аркадных игр. Игра была перевыпущена в виде версий для почти всех домашних компьютеров и игровых приставок того времени.
Ещё один выпущенный Atari в этом году аркадный автомат — I, Robot — стал событием в отрасли. Игра является первой коммерческой игрой с трёхмерной полигональной графикой и плоской моделью теней, с возможностью управления камерой. Несмотря на серьёзный технический прорыв, игра была абсолютно непопулярной, и является типичным примером игры, в которой техническая реализация доминирует над концепцией игрового процесса. В результате I, Robot получила крайне низкую оценку критиков и почти нулевую популярность игроков, а сам автомат стал одним из самых больших коммерческих провалов — при больших затратах на разработку, аркада имела весьма слабые продажи.
Ещё один популярный аркадный автомат выпускает Bally Midway. Компания выпускает игру Spy Hunter. Игра представляет собой скроллинг и гоночный экшен с элементами шутера на тему шпионских боевиков. Spy Hunter привлекал игроков простым, но увлекательным игровым процессом, хорошей графикой и качественным музыкальным сопровождением. В результате чего игра вошла в десятку самых популярных игровых автоматов 1983 года, и продолжила свою популярность в виде версий для домашних компьютеров и игровых приставок, а позднее получила развитие с выпуском нескольких сиквелов.
Bally Midway отметилась выпуском ещё одного популярного ставшего классикой аркадного автомата. Компания выпускает игру Tapper, которая за свой простой, но увлекательный игровой процесс находит большое число почитателей. Популярность игры возрастает ещё больше после того, как появляется версии игры для домашних компьютеров и игровых приставок. Игра остаётся популярной и в настоящее время, а главный герой игры является одним из самых узнаваемых героев видеоигр. Интересно, что игра часто критиковалась общественными организациями за скрытую пропаганду пива, поэтому часто в переизданиях из кегов вместо пива лилось корневое пиво (рутбир), Mountain Dew и другие безалкогольные напитки.
Как уже отмечалось, многие разработчики игр для игровых приставок переключаются на производство игр для домашних компьютеров, на этот же рынок приходит множество новых разработчиков — как компаний, так и независимых авторов. В результате для домашних компьютеров выходит множество уникальных проектов. Так, для популярной платформы ZX Spectrum, в этом году, выходит игра Ant Attack (автор Sandy White) — первая игра с изометрической графикой и трёхмерным лабиринтом с перемещением в шести степенях свободы, а также первая трёхмерная игра с изменением точек обзора. Выходит платформер Manic Miner (Bug-Byte Software) — первая игра для ZX Spectrum с фоновой музыкой. Появляются такие популярные игры, как Jetpac (Ultimate Play The Game), Atic Atac (Ultimate Play The Game) и Deathchase (Micromega). Игра Deathchase была достаточно простой, но увлекательный игровой процесс позволил ей занять первое место в списке 100 лучших игр всех времён составленным журналом Your Sinclair. Для Apple II появляется классическая игра Lode Runner (Brøderbund), а также знаменитая B.C.'s Quest for Tires (Sydney Development). На Commodore 64 выходят такие хиты, как Stix (Supersoft) и Blue Max (Synapse Software). Для компьютеров Atari издаются знаменитые Archon: The Light and the Dark (Electronic Arts) и Alley Cat (Synapse Software). На платформе MSX дебютирует игра Bomberman (Hudson Soft). Почти все игры с большим успехом переиздаются на других игровых платформах и становятся классикой.
1983 год, стал годом основания компании Infogrames Entertainment. Эта знаменитая французская компания подарила миру множество хитов для домашних игровых систем. Так, например, в 1992 году компания выпустила знаменитую игру Alone in the Dark. Со временем в состав Infogrames вошло множество других компаний игровой индустрии: Atari, Ocean Software, Gremlin Interactive, Accolade, Melbourne House и многие другие именитые производители видеоигр.
В том же году создаётся другая не менее знаменитая компания-производитель видеоигр — Interplay Entertainment. Компания создала и выступила издателем для многих классических игр, некоторые из которых получили развитие в качестве целых игровых серий. Именно Interplay дала начало таким классическим игровым сериям как Wasteland, Battle Chess, Descent, MDK, Fallout и Baldur’s Gate.
Ричард Гэрриот — создатель серии игр Ultima, в 1983 году работал уже над четвёртой игрой серии. Предыдущая игра Ultima II: The Revenge of the Enchantress была выпущена компанией Sierra On-Line и пользовалась небывалым успехом. В результате Гэрриот принимает решение расторгнуть соглашение с Sierra и основать свою собственную компанию. В 1983 году братья Роберт и Ричард Гэрриот, их отец Оуэн Гэрриот и Чак Буш основывают компанию Origin Systems. И в том же году компания выпускает свою первую игру Ultima III: Exodus, которая сразу же приносит компании успех. Помимо серии Ultima Origin Systems знаменита сериями игр Wing Commander, Crusader, а также играми Shadowcaster, System Shock и BioForge. А игра Ultima II, несмотря на большую популярность остаётся единственной игрой серии выпущенной компанией Sierra On-Line.
Sierra On-Line отметилась в этом году не только как издатель. Компания выпустила приключенческую игру King’s Quest: Quest for the Crown. Разработкой игры занималась непосредственно сама Роберта Уильямс. Игра создавалась как эксклюзивный проект для нового компьютера IBM ориентированного для домашнего применения IBM PCjr. Сам компьютер провалился по продажам, однако игру спасло переиздание для IBM PC-совместимых машин, многие из которых были более популярными, чем оригинальный IBM PC (в первую очередь Tandy 1000 который как домашний компьютер пользовался наибольшим успехом). Игра представляет собой первый полноцветный графический квест с анимированной графикой, хотя управление по-прежнему вводится командами с клавиатуры. Тем не менее, именно эта игра окончательно сформировала жанр приключенческих игр, определив его основные принципы и правила. Достаточно сказать, что само название жанра квест изначально пришло из игры King’s Quest. Игра пользовалась небывалой популярностью и увидела по крайней мере восемь переизданий. Помимо IBM PC-совместимых компьютеров игра была выпущена для компьютеров Apple II, Amiga и Atari ST, а также для игровой приставки Sega Master System. Популярность игры дала начало знаменитой серии игр King’s Quest, и послужила толчком в развитии жанра приключенческих игр. Вскоре Sierra On-Line представила новые квесты: Space Quest, Police Quest и Leisure Suit Larry. А некоторое время спустя другие компании выпускают свои приключенческие игры. Тем не менее, все они следовали базовым заложенным в игре King’s Quest: Quest for the Crown принципам.
В 1983 году было создано огромное число новых компаний по разработке и распространению компьютерных игр. Помимо вышеназванных, в индустрию вошли такие компании, как Beyond Software (издатель знаменитых игр The Lords of Midnight, Spy vs. Spy и др.), Dinamic Software (разработчик и издатель таких хитов как Army Moves, Fernando Martín Basket Master, Freddy Hardest, Game Over, Hundra, Narco Police, West Bank и др.), Domark Software (знаменитая играми Бондиады для домашних компьютеров), Durell Software (создатель Harrier Attack!, Saboteur!, Deep Strike, Thanatos, Turbo Esprit, Saboteur II: Avenging Angel, Sigma 7 и других игр), Incentive Software (знаменитая своими трёхмерными адвенчурами, в том числе Total Eclipse, Castle Master, Dark Side), Mastertronic (One Man and His Droid, Amaurote, Finders Keepers и прочие), Palace Software (известная играми Cauldron, Cauldron II: The Pumpkin Strikes Back, Barbarian: The Ultimate Warrior, Barbarian II: The Dungeon of Drax), Software Projects (создатель Manic Miner, Jet Set Willy и Hysteria), Virgin Games Ltd (издатель игр Dan Dare: Pilot of the Future, Dune, Dune II: The Building of a Dynasty, The 7th Guest, Cool Spot, Disney’s Aladdin, The Jungle Book, Lion King, Toonstruck и серий игр Action Force, Command & Conquer) и, наконец, компания Vortex Software (создатель хитов Cyclone и Highway Encounter).

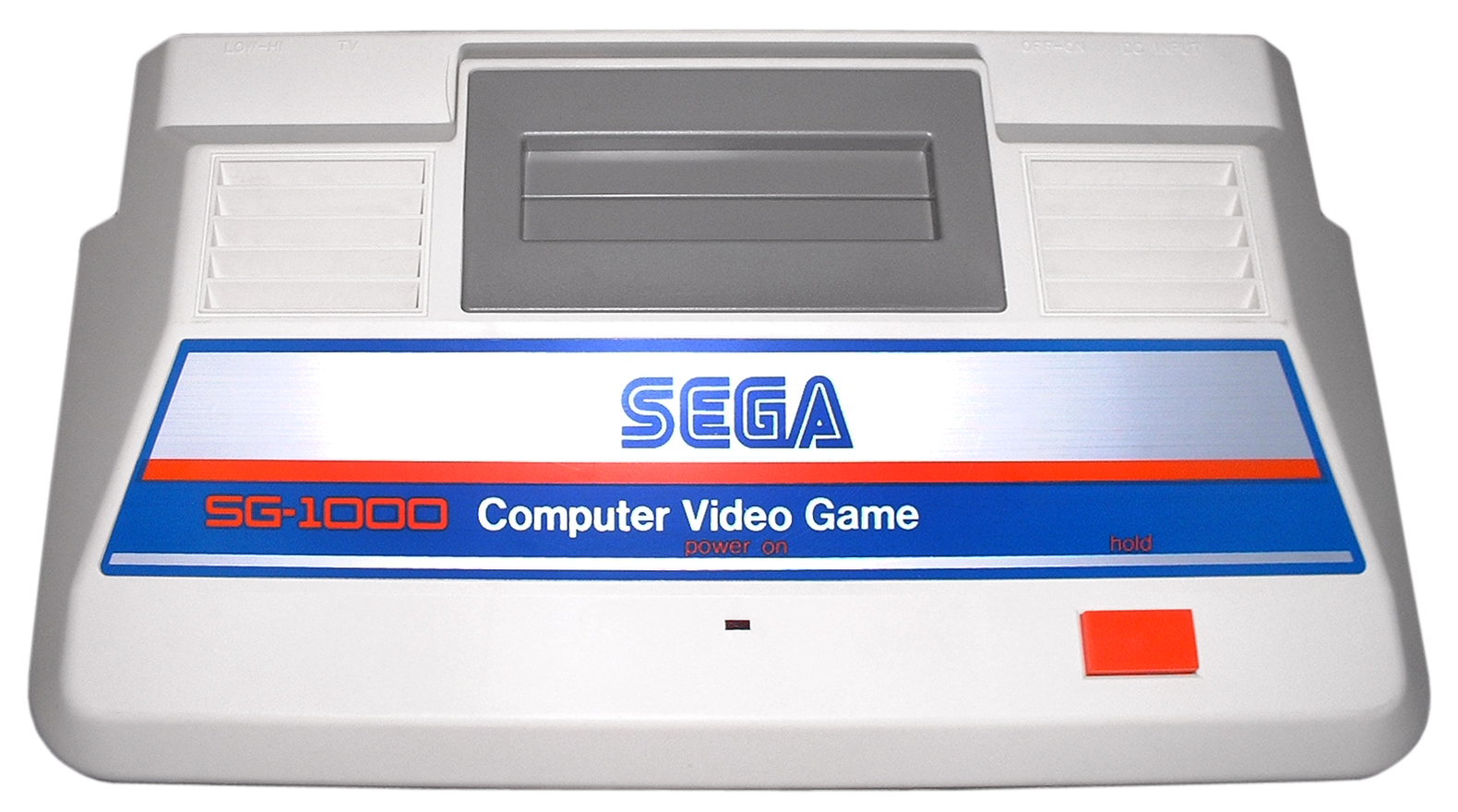
SEGA SG-1000

В 1983 году SEGA выпустила игровую приставку SG-1000 (сокращение от полного названия SEGA Game 1000). Приставка впервые была выпущена в продажу в 1981 году, но после пробных продаж первой партии выпуск консоли был отложен до 1983 года. В июле 1983 года начались массовые продажи SG-1000 в Японии, но приставка не обрела популярности. Хотя приставка относится ко второму поколению игровых систем, она являлась наиболее технически развитой из всех консолей своего поколения, а также обладала многими характеристиками игровых приставок следующего поколения. Тем не менее, приставка не получила серьёзного распространения и признания покупателей, в основном по следующим причинам: приставка вышла уже на закате консолей второго поколения (хотя и до выхода первой игровой приставки следующего поколения); SG-1000 появилась на рынке в разгар кризиса индустрии видеоигр; производимый SEGA домашний компьютер SC-3000 был полностью совместим с SG-1000, в то время как приставка имела лишь ограниченную совместимость, что в год взрыва популярности домашних компьютеров также не добавляло популярности игровой приставке. Тем не менее, SG-1000 стала первой домашней игровой приставкой компании SEGA и послужила основой для создания следующих игровых приставок компании.

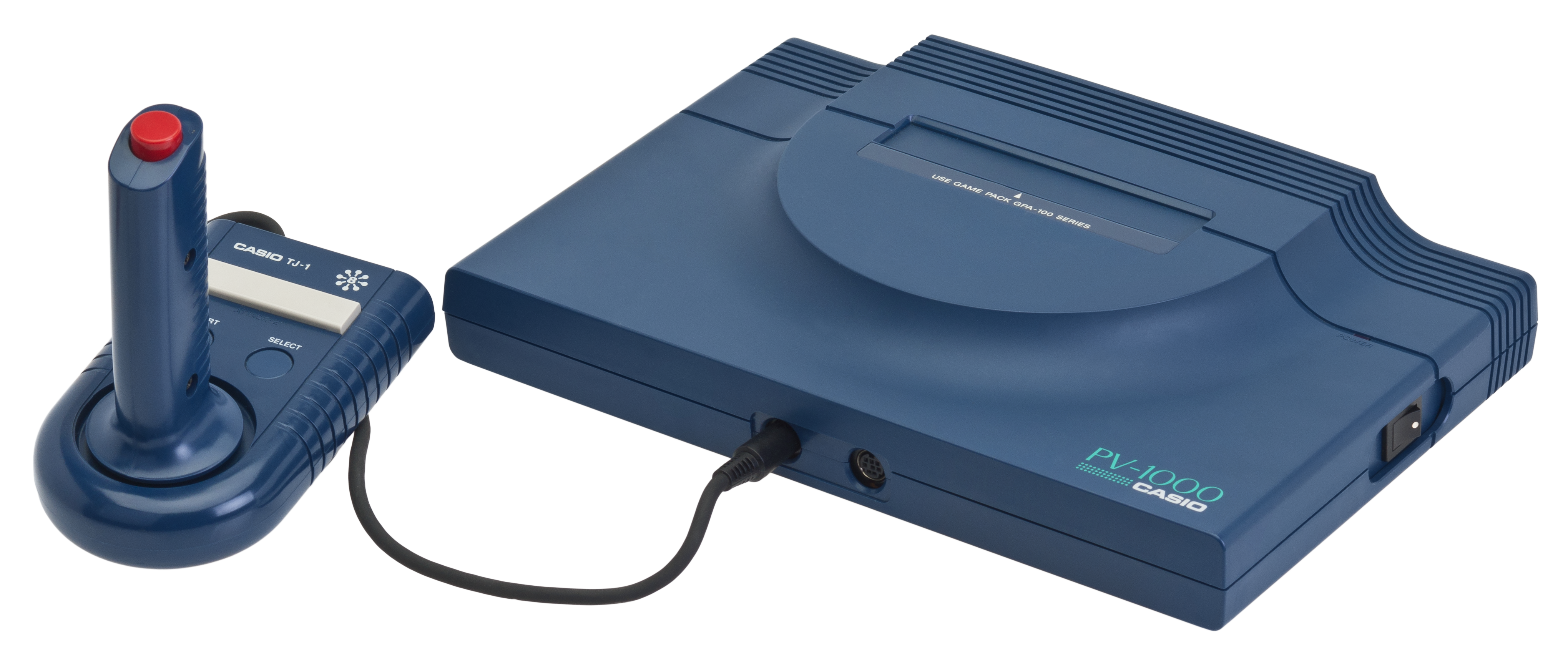
Casio PV-1000

Попытку выйти на рынок игровых приставок предприняла компания Casio. В октябре 1983 года эта японская компания выпустила игровую приставку PV-1000. Вместе с консолью было выпущено 15 картриджей с играми. Успеха PV-1000 не имела, через несколько недель после старта продажи были прекращены, а заполненные полки розничных магазинов опустошала сама Casio.

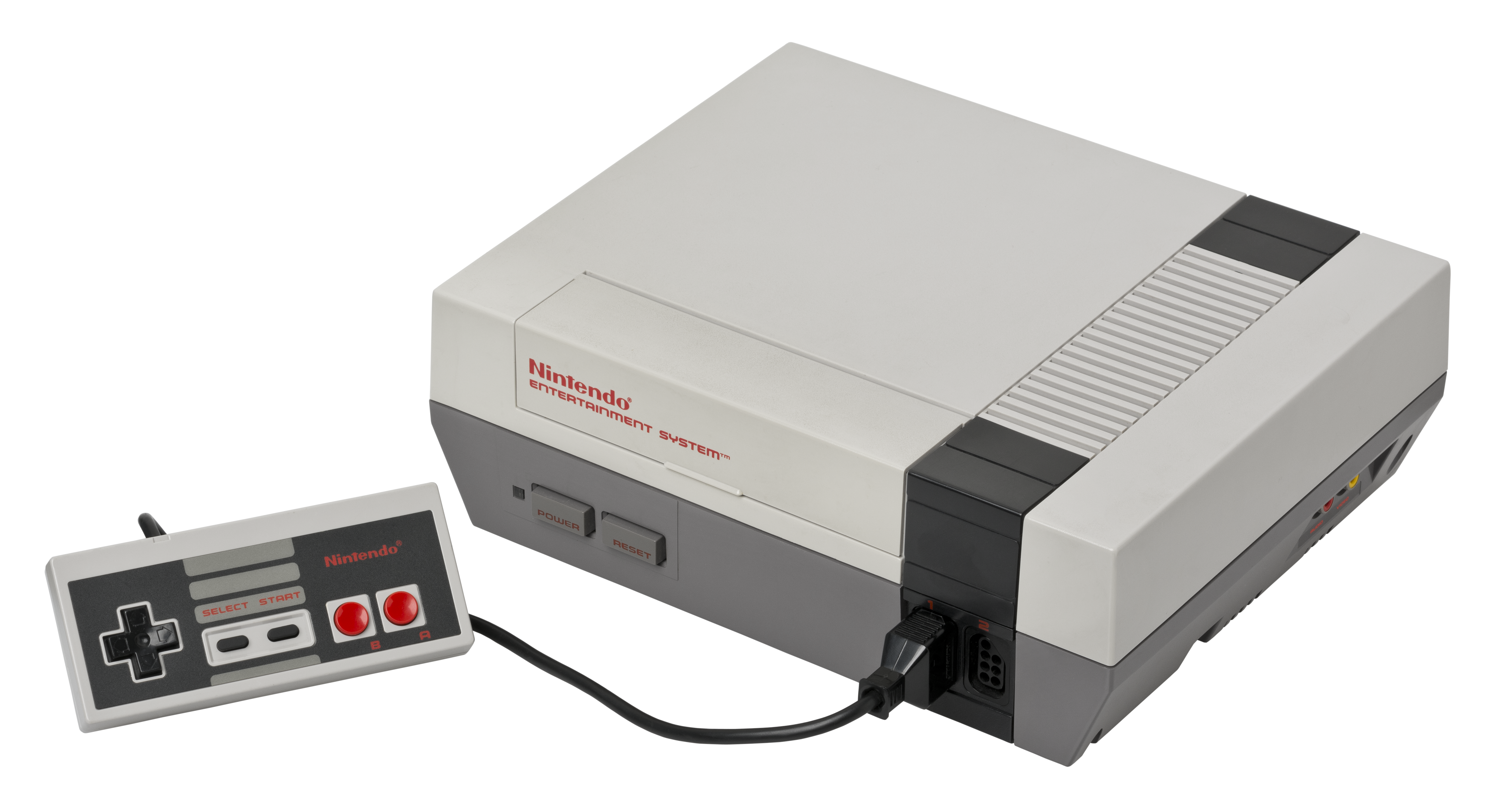
Nintendo Entertainment System

15 июня компания Nintendo выпустила в Японии игровую приставку Nintendo Family Computer (сокращённо Famicom). Nintendo основательно подошла к проектированию своей первой игровой приставки. Специально для Famicom был разработан центральный процессор Ricoh 2A03, представляющий собой процессорное ядро классического MOS 6502 со встроенным пятиканальным звукогенератором, таймером, контроллером прерываний, контроллером прямого доступа к памяти и портами ввода-вывода. Таким же образом Nintendo использовала специально разработанный Ricoh видеоконтроллер RP2C02 с достаточно продвинутыми характеристиками. Консоль уже на старте обладала внушительной библиотекой игр, а развитая аппаратная часть позволяла создавать игры с высоким качеством графики, анимации, музыки и звуковых эффектов. Качество даже первых игр для Famicom зачастую превосходило игры для других популярных домашних игровых систем того времени, в том числе и домашних компьютеров. Однако разгар кризиса, а также сдержанные отзывы критиков из-за невысокого качества первой ревизии игровой приставки, явились причинами крайне низких продаж консоли. В результате Nintendo в 1984 году отозвала консоль и после переработки повторно выпустила Family Computer в продажу. Эта версия приставки продавалась настолько хорошо, что к концу 1984 года Famicom стала самой продаваемой игровой приставкой в Японии. А в следующем году Nintendo переименовала игровую приставку в Nintendo Entertainment System (NES) и начала продажи в США (до 1986 года в Японии приставка продавалась под маркой Famicom), а ещё год спустя продажи начались во всём мире. NES стала исключительно популярной и практически безраздельно господствовала на рынках США и Японии во второй половине 1980-х годов. Nintendo Entertainment System официально производилась до 2003 года и входила в число самых популярных консолей — за всё время было продано более 60 миллионов игровых систем и более 500 млн игровых картриджей (без учёта клонов и пиратских копий игр). Во многих странах получило распространение большое количество неофициальных клонов приставки. В России большой популярностью пользовалась неофициальная версия приставки под названием Dendy. Именно с выпуском Nintendo Entertainment System многие аналитики связывают завершение кризиса индустрии видеоигр и возрождения игрового рынка. NES начала новую эру игровых приставок, открыв третье поколение игровых систем.

### 1984
1984 год начинается безрадостно для сферы видеоигр. Кризис индустрии игр продолжается, и многие аналитики сомневаются в будущем рынка, считая, что популярность такого рода развлечений была не более чем модой, которая прошла и более не вернётся. Популярность домашних игровых приставок минимальная. Золотой век аркадных видеоигр близится к завершению. Правда, остаются популярными игры для компьютеров, а популярность домашних персональных компьютеров продолжает расти, однако многие аналитики рассматривают рынок компьютерных игр как вторичный (первичным считается рынок делового программного обеспечения для домашних компьютеров). Многие компании, оставшиеся на рынке видеоигр, терпят убытки, в том числе и недавний лидер рынка компания Atari (подразделение корпорации Warner Communications).
Зато рынок домашних компьютеров продолжает расти, в первую очередь благодаря непрерывному снижению цен на популярные модели. Темп задаёт компания Commodore International, постоянно снижающая цены на свои популярные домашние персональные компьютеры Commodore 64 и VIC-20. Тем не менее, в январе «из-за разногласия по базовым вопросам» компанию покидает основатель Commodore Джек Трэмел. Вскоре он основывает новую компанию Tramel Technology Ltd, которая должна разработать домашний компьютер нового поколения. Многие компании к тому времени уже ведут разработки компьютеров, которые должны сменить текущее поколение 8-разрядных машин. Причём многие компании проектируют персональные компьютеры, основанные сразу на 32-разрядных центральных процессорах, минуя 16-разрядные микропроцессоры. Более того, первый компьютер на основе 32-разрядного процессора Motorola 68000 был объявлен компанией Apple ещё в 1983 году. А 4 января Amiga Corporation (ранее известная как Hi-Toro) провела демонстрацию своего прототипа мультимедийного 32-разрядного компьютера — знаменитую анимацию «Boing», которая произвела настоящий фурор, а сама компания получила большое внимание участников отрасли.

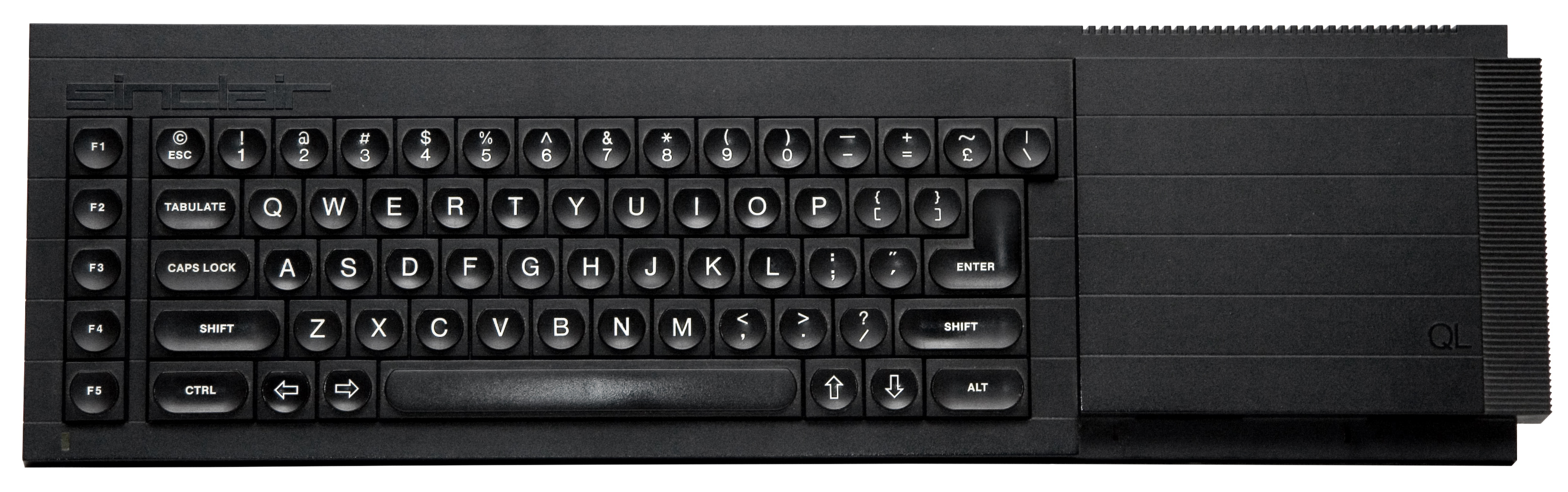
Sinclair QL

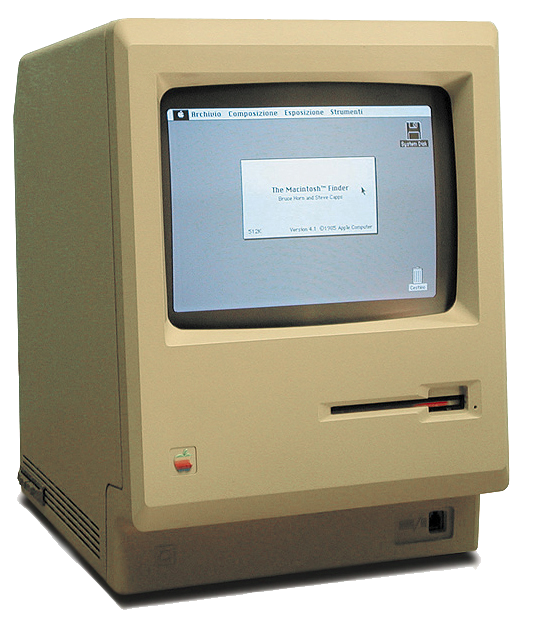
Apple Macintosh

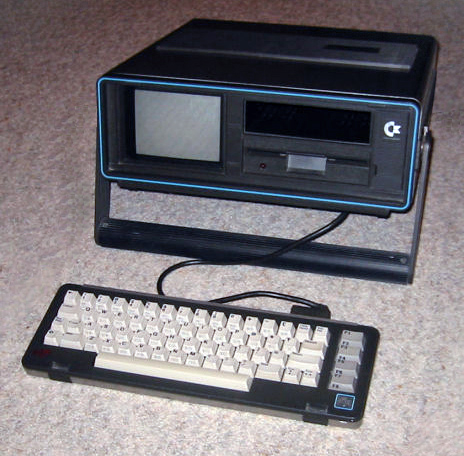
Commodore SX-64 — портативная версия знаменитого Commodore 64

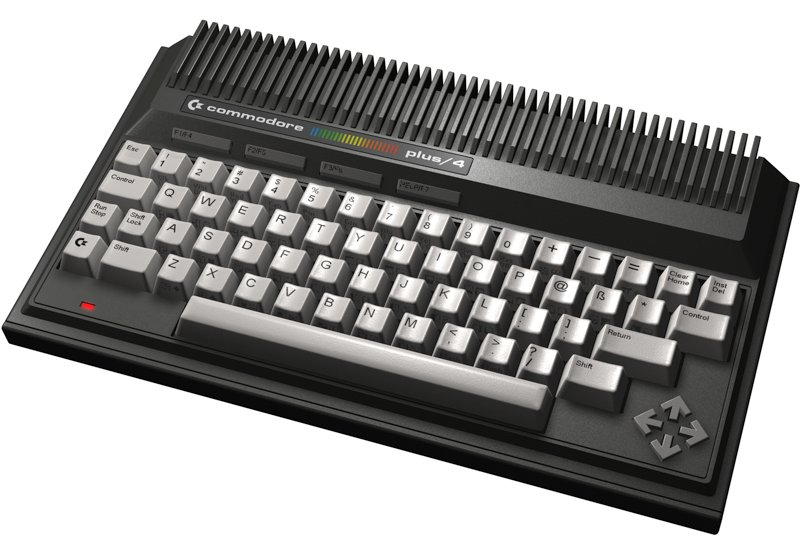
Commodore Plus/4

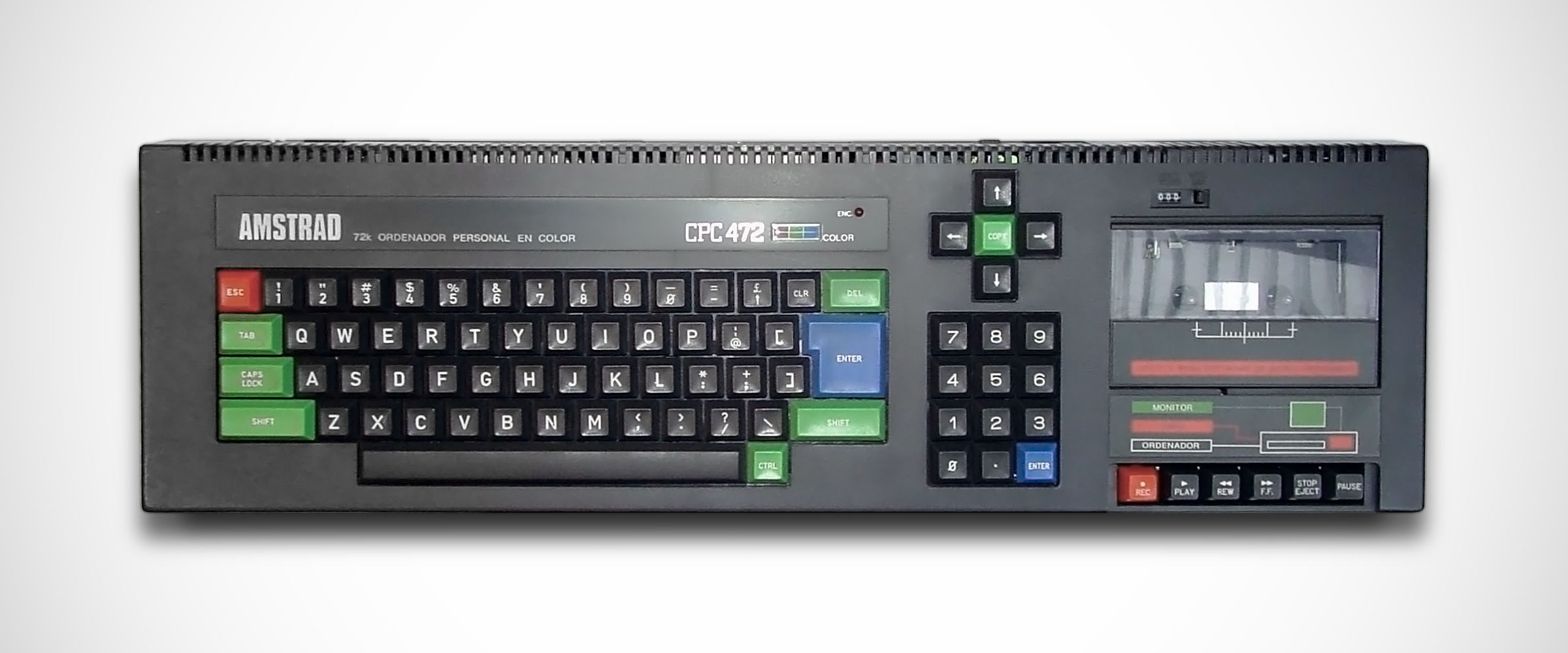
Amstrad CPC

Первой в гонке компьютеров нового поколения побеждает компания Sinclair Research. 12 января она выпускает первый домашний компьютер на 32-разрядной архитектуре Sinclair QL (сокращение от словосочетания Quantum Leap англ. — квантовый скачок). Разработка компьютера началась ещё в 1981 году, однако когда Клайв Синклер узнал, что Apple также готовит компьютер на 32 разрядном процессоре, ориентированный для домашнего использования и малого бизнеса, им было приложено максимум усилий для того, чтобы успеть выпустить Sinclair QL раньше компьютера Apple. Спешка привела к тому, что некоторые функции компьютера содержали ошибки, а от реализации некоторых попросту пришлось отказаться. Sinclair QL имел достаточно оригинальную архитектуру — процессор Motorola 68008 с 32-разрядной внутренней архитектурой использовал внешние 8-разрядные шины. Компьютер задумывался как наследник сверхпопулярного компьютера ZX Spectrum, однако по ряду причин (в числе которых многими называется слишком ранний выпуск компьютера на рынок) Sinclair QL ждал коммерческий провал. Для компьютера было выпущено около 200 компьютерных игр, однако популярность машины как игрового компьютера была практически нулевая. После этого Sinclair Research приняла решение отказаться от развития этого компьютера и сфокусироваться на линейке 8-разрядных машин ZX Spectrum.
Спустя всего несколько дней после выхода Sinclair QL, 24 января, Apple начинает продажи первой модели линейки персональных компьютеров Apple Macintosh. Первая модель линейки известная как Macintosh 128K выгодно отличалась от прочих компьютерных систем. Эта модель стала первым компьютером, где абсолютно всё взаимодействие с пользователем происходило при помощи графического интерфейса и манипулятора мышь (по правде говоря, аналогичные разработки присутствовали и у других производителей компьютеров, но такие компьютеры никогда не были массовыми, а управление на мышь передавалось лишь в некоторых программах). Macintosh 128K был достаточно успешной моделью — за первые полгода продаж удалось реализовать около 70 тысяч машин. Компьютер был очень популярным в бизнес-среде, однако достаточно высокая цена (2495 долларов США) не способствовала распространению линейки в качестве домашнего компьютера. Тем не менее, Macintosh 128K стал первым компьютером очень популярной линейки Macintosh, которая под именем Mac существует и по сей день. Для компьютера было выпущено большое число игр, а развитая графическая система Mac-машин даёт возможность некоторым разработчикам создавать уникальные игровые проекты. До сих пор компьютеры Mac, помимо прочего, являются игровой системой с большой армией пользователей.
Видя, что первые компьютеры нового поколения уже выходят на рынок, Джек Трэмел ищет компанию, которая уже близка к завершению разработки домашнего компьютера нового поколения. К счастью, уже долгое время Warner Communications ищет покупателя для своего убыточного подразделения компании Atari. В июле компании достигают соглашения и Tramel Technology поглощает Atari Inc. Почти сразу же Tramel Technology Ltd переименовывается в Atari Corporation, таким образом компания Atari перерождается в новом качестве.
В стенах Atari тем временем заканчивается работа по проектированию компьютера на 32-разрядном процессоре Motorola 68000. Однако Трэмел обращает внимание на разработку компании Amiga (ранее известная как Hi-Toro). Новый компьютер основывается на Motorola 68000 так же, однако характеристики разработанного командой Amiga чипсета «Lorraine» оказываются на голову выше аналогичного набора чипов Atari. Компания Amiga в то время испытывает серьёзные финансовые трудности и Atari производит финансовые вливания в Amiga для завершения разработок под условием эксклюзивного использования чипсета «Lorraine» в будущих продуктах Atari (игровых приставках и персональных компьютерах) вместо собственных разработок. Тремел пытался полностью подчинить компанию Amiga и затягивает с выплатами, предполагая, что, испытывая серьёзные проблемы с финансированием, Amiga готова будет к любым соглашениям с Atari. Однако, вместо этого, Amiga ищет нового спонсора, и находит его в лице корпорации Commodore International. Commodore в восторге от разработок Amiga и полностью покрывают долги Amiga перед Atari, а также покупает компанию для завершения работы над новым компьютером Amiga под брендом Commodore. Попытки судебных разбирательств со стороны Atari, которая купила в том году права на эксклюзивное использование чипсета «Lorraine» успехом не увенчались, так как сама Atari не выполняла обязательства по срокам выплат денежных средств в пользу Amiga. Таким образом, в Atari пришлось вернуться к разработке собственной версии 32-разрядного игрового компьютера.
Из других успешных компьютеров — новая модель персонального компьютера от компании IBM, выпущенная в том году. И хотя IBM PC/AT не стал популярным домашним компьютером, и тем более распространённым игровым компьютером, тем не менее, модель стала первым серьёзным развитием линейки совместимых с IBM PC машин и пользовалась достаточной популярностью в качестве офисного компьютера. IBM PC/AT стала первой полностью 16-разрядной машиной из IBM PC совместимых машин (ранее 16-разрядные ПК IBM PC использовали 8-битные шины данных и слоты расширения). Однако широкое распространение IBM PC/AT и совместимых с ней машин спровоцировали выпуск большого количества игровых приложений для этих машин, а сама платформа со временем стала одной из самых популярных игровых платформ в мире.
1984 не стал переломным моментом перехода от 8-разрядных игровых систем. Ещё долгое время 8-разрядные игровые системы (как домашние компьютеры, так и игровые приставки) оставались самыми популярными. Более того, рынок до 90-х годов активно пополнялся новыми моделями 8-битных игровых систем. Так, компания Commodore выпустила в 1984 году два новых компьютера. Модель Commodore SX-64, являющийся портативной версией компьютера Commodore 64, и модель Commodore Plus/4 — новая линейка 8-разрядных компьютеров Commodore. Обе модели по продажам полностью провалились. Commodore SX-64 по причине достаточно высокой цены и сомнительной мобильности, а Commodore Plus/4 вызвал отторжение покупателей в основном отсутствием совместимости с Commodore 64.
В этом же году ещё один британский производитель электроники — компания Amstrad — выпускает свой 8-разрядный домашний компьютер Amstrad CPC. Компьютер неожиданно нашёл место на, казалось бы, уже занятом рынке персональных домашних компьютеров. Линейка CPC оказалась достаточно удачной, за всё время было продано около 3 миллионов устройств (не считая клонов и совместимых машин). Широкое распространение и достаточно хорошие графические и звуковые возможности системы обратили на себя внимание многих производителей компьютерных игр. CPC долгое время пользовался популярностью у игроков, а совместимые с CPC машины долгое время оставались популярной игровой платформой.
В 1984 в полной мере проявились перемены на рынке компьютерных игр. Если ранее лучшие игры выходили на аркадных автоматах и лишь потом переносились на домашние игровые системы, то теперь популярность игровых автоматов сильно снижается. Большинство оригинальных видеоигр выходит для домашних компьютеров. На этот период приходится закат так называемого золотого века аркадных видеоигр. Тем не менее, аркады продолжают пользоваться популярностью, и, хотя ни один выпущенный с тех пор аркадный автомат так и не смог превзойти по популярности классические аркадные игры, выпускается большое множество новых автоматов и, соответственно, много новых интересных игр.
Так, например, Atari выпускает аркадный автомат Paperboy. Игра пользуется успехом, однако основная популярность приходит с выпуском игры для домашних компьютеров, а позже для игровых приставок нового поколения. Незамысловатый игровой процесс доставки газет по жилому кварталу оказался достаточно увлекательным и получил неплохие отзывы как у пользователей, так и у критиков. Версии для игровых компьютеров неоднократно отмечались наградами (например, UK number-one Spectrum game — January 1987). Игра получила продолжение с выпуском сиквела. Ещё одной популярной аркадой от Atari стала игра Marble Madness, которая сформировала новый нестандартный жанр видеоигр. Проработанная игровая механика и нестандартность игрового процесса обратила на себя внимание большого числа поклонников. Традиционно игра была перевыпущена для многих домашних игровых систем.
Capcom выпускает свой первый хит — игру 1942. Эта игра стала одним из самых популярных аркадных автоматов 1984 года и вывела компанию Capcom в лидеры поставщиков игровых аркадных развлечений. 1942 стала первой игрой в успешной серии видеоигр 19xx. Вертикальный скролл-шутер получил популярность не только в качестве аркадного автомата, но и в версиях для домашних компьютеров и игровых приставок. Игра до сих пор пользуется успехом и переиздаётся для современных игровых платформ.
Namco продолжает тему Pac-Man и выпускает игровой автомат Pac-Land. Интересным является то, что игра создана не по мотивам оригинальной игры, а по мотивам анимационного сериала. В результате игровой процесс Pac-Land в корне отличается от игр основной линейки и представляет собой платформер. Игровой автомат пользовался популярностью, хотя и не смог даже приблизиться к уровню популярности первого Pac-Man. Как и многие популярные игры того времени, Pac-Land была переиздана для большинства популярных домашних игровых систем.
Неожиданно заявила о себе компания Tehkan (сегодня известная как Tecmo) выпуском аркадного автомата Bomb Jack. Автомат был весьма популярным, что по традиции повлекло за собой создание версий игры для домашних игровых платформ, где игра была встречена с ещё большим успехом. Версии игры для домашних компьютеров часто входили в число бестселлеров.
Konami отметилась игровым автоматом Circus Charlie. Игра представляет собой аркадный платформер с простым, но увлекательным игровым процессом. В результате автомат, где игроку предстоит в роли циркового клоуна Чарли исполнять опасные трюки, стал весьма популярным, а сама игра впоследствии была портирована на многие 8-разрядные игровые системы. Игра входит в состав классики аркадных автоматов Konami.
Компания Nintendo выпустила в этом году несколько аркадных автоматов. В феврале был выпущен игровой автомат Punch-Out!!. Это была первая аркадная игра-симулятор бокса и первый игровой автомат с двумя мониторами. Punch-Out!! стала одной из самых популярных видеоигр Nintendo и вскоре получила продолжение в виде игры Super Punch-Out!! и спин-оффа Arm Wrestling. На основе Punch-Out!! были выпущены игры для консолей и домашних компьютеров — Punch-Out!!, Mike Tyson's Punch-Out!!, Super Punch-Out!!, Frank Bruno's Boxing, Frank Bruno's World Championship Boxing и другие. Последняя игра серии Punch-Out!! была выпущена в 2009 году для игровой приставки Nintendo Wii. Кроме Punch-Out!! в 1984 году Nintendo выпустила третью игру серии Donkey Kong, которая предлагала абсолютно новый игровой процесс по сравнению с другими играми серии и получила двойственные отзывы критиков и сдержанную популярность у игроков. Игра хоть и считается коммерчески успешной, но её популярность существенно ниже, чем у других игр серии Donkey Kong.
На волне успеха Dragon's Lair компания Cinematronics выпускает новую Laserdisc-игру Space Ace. Как и Dragon’s Lair, новая игра выделялась качеством анимации на уровне лучших мультипликационных кинофильмов. Превосходная анимация таким же образом была выполнена Доном Блутом. Игровой процесс в целом остался аналогичным — игроку было необходимо в определённый момент совершать движение джойстиком или нажать определённую кнопку чтобы правильно разыграть предварительно записанный эпизод мультипликационного фильма. Но были и новшества. Некоторые сцены могли быть пройдены различными способами — для этого было создано несколько анимационных эпизодов. Игра, как и предшественник, была встречена достаточно хорошо и пользовалась популярностью, хотя и не смогла превзойти по популярности Dragon's Lair.
В той же степени интересно, что в этом году Atari выпускает две универсальные расширяемые аркадные платформы Atari System 1 и Atari System 2. В отличие от классических аркадных автоматов, которые создавались под конкретную игру, платформы Atari System исполняли игру, записанную на картридже. Это позволяло упростить создание игр для аркадных автоматов и регулировать разнообразие игр в игровом салоне в зависимости от их популярности. Упомянутая выше игра Marble Madness была выпущена для Atari System 1, а Paperboy — для Atari System 2. Аналогичный подход к созданию аркадных автоматов (как универсальные платформы) использовала компания Data East ещё с 1980 года — ею была создана первая унифицированная система DECO Cassette System. Позже появились системы Taito SJ System от Taito (1981) и Sega System 1 от Sega (1983), однако они имели просто одинаковую платформу для нескольких игр, и выпускались в виде отдельных игровых автоматов с одной игрой. Atari System стала первой аркадной платформой со сменными играми от крупного игрока рынка. Позже, практически все производители аркадных автоматов выпустили аналогичные унифицированные системы. Тем не менее, ещё долгое время встречались попытки создания уникального игрового автомата, для которого разрабатывалась специальная аппаратная платформа.
Под влиянием популярности домашних компьютеров продолжают создаваться новые игровые студии. В 1984 году двое основателей компании Activision Алан Миллер (Alan Miller) и Боб Уайтхед (Bob Whitehead) создают новую компанию Accolade. Студия производила игры для широкого спектра игровых платформ, практически для всех популярных игровых приставок и домашних компьютеров. Accolade выпустила и издала множество популярных игр, ставших хитами. Из наиболее успешных игр — Grand Prix Circuit и Turrican, а также игровые серии Test Drive, Star Control, Bubsy, HardBall!.
В том же году основывается издательская компания Elite Systems, которая занималась преимущественно портированием популярных игр с аркадных автоматов (реже других игровых платформ) на домашние игровые системы (преимущественно домашние компьютеры) и изданием их под своим именем. Кроме того, компания издавала игры независимых разработчиков и небольших игровых студий. Компания пользовалась хорошей репутацией у игроков, а также неоднократно награждалась игровыми изданиями за качественные портированные версии популярных игр и как издатель популярных игр.
Другой игровой студией, созданной в этом году, является Gremlin Graphics — известный разработчик и издатель компьютерных игр. Под маркой Gremlin вышло немало популярных игр (знаменитые Dark Fusion, Jungle Strike, Fatal Racing) и несколько известных игровых серий (серия игр про крота Monty, серии знаменитых гоночных симуляторов Lotus и Top Gear). Не меньшей популярностью пользовались игры компанией Telecomsoft таким же способом образованной в 1984 году. Компания выпускала игры под марками Firebird, Silverbird и Rainbird. Популярные игры Don't Panic, Booty, Chimera были разработаны в недрах Telecomsoft. Кроме того, компания являлась крупным игровым издательством.
Ocean Software — очередная компания, разработчик и издатель компьютерных игр, основанная в этом году. Компания занималась разработкой своих оригинальных игр, но особую известность получила как разработчик качественных игр по кинолицензиям, а также версий игр для домашних компьютеров с аркадных автоматов по лицензиям Konami, Taito и Data East. Кроме того компания выступала издателем игр сторонних студий. Игры Ocean неоднократно получали награды авторитетных изданий (в том числе как победитель Golden Joystick Awards 1988 года как лучший разработчик игр для 8-битных систем). Серии игр о семейке Адамс, приключениях Бэтмена, видеоигры серии Rambo, серия игр RoboCop, серия Chase H.Q. неизменно оказывались в числе бестселлеров. Огромной популярностью пользовались игры Cobra, Cool World, Dennis The Menace, Eek the Cat, The Flintstones, Highlander, Hook, Sleepwalker, Jurassic Park, Miami Vice, Platoon, Short Circuit, Total Recall, The Untouchables, Cabal, Cheesy, F29 Retaliator, Head Over Heels, Kid Chaos, Operation Wolf, Operation Thunderbolt, Rainbow Islands, The NewZealand Story.
Аналогично работала образованная в этом же году компания U.S. Gold. Несмотря на название, компания базировалась в Великобритании и занималась изданием компьютерных игр собственного и стороннего производства. В U.S. Gold разрабатывали оригинальные игры и версии для домашних компьютеров успешных игр с аркадных автоматов и других игровых систем. Игры компании пользовались популярностью игроков и положительно встречались критиками. Игры компании неоднократно получали награды от авторитетных изданий (в том числе как победитель Golden Joystick Awards 1988 года в номинациях лучший разработчик игр и лучшая игра года).
Большое количество студий по производству игр для домашних компьютеров, естественно, приводит к появлению большого количества оригинальных видеоигр. Некоторые проекты удивляют своей неординарностью. Так, Мел Краучер (Mel Croucher) создаёт для компании Automata UK игру Deus Ex Machina (оригинальная платформа ZX Spectrum). Игра была с большим интересом встречена критиками и получила положительные отзывы, однако, издатели посчитали проект рискованным и отказались распространять Deus Ex Machina. Automata UK столкнулась с небанальной ситуацией. Игра была хорошо встречена критиками, предварительный спрос со стороны покупателей был хорошим, однако не нашлось ни одного издателя, который бы взялся за распространение игры. В результате Deus Ex Machina распространялась исключительно почтовыми заказами. Работа с распространением через почту Automata UK совершала самостоятельно. Сложная система дистрибуции приводит к большому количеству пиратских копий этой игры, тем не менее, игра приносит коммерческую прибыль. Deus Ex Machina, несмотря на трудности, получает широкое распространение и пользуется успехом, а Automata UK, на волне популярности игры, выпускает версии для других 8-разрядных систем того времени. Игра включена в книгу 1001 игра, в которые вы должны сыграть до того, как умрёте (1001 Video Games You Must Play Before You Die). Несмотря на свободную доступность игры и нестандартность игрового процесса, преимущественно пиратское распространение сделало игру объектом андеграундного искусства.
Созданная в 1982 году игровая студия Джорджа Лукаса Lucasfilm Games неожиданно удивляет двумя проектами. Игровое подразделение созданное для разработки игр вселенных Звёздных войн и Индианы Джонса в марте 1984 выпускает две оригинальные игры, ставшие классикой. Rescue on Fractalus! и Ballblazer для 8-битных компьютеров Atari и Atari 5200 стали неожиданно популярными и самыми успешными проектами студии того времени. Качественная техническая реализация и динамичный игровой процесс изменили стандартное представление о видеоиграх для домашних игровых систем — обе игры использовали вид от первого лица, при этом отличались плавностью движений и высокой динамикой. Игра Rescue on Fractalus! использует технологию отображения фрактальных объектов для создания горных ландшафтов далёкой планеты, на которой игрок выполняет поисково-спасательную операцию. Вид от первого лица (из кабины космолёта) увеличивает глубину погружения в игровой процесс, а постоянные перестрелки со вражескими кораблями поддерживают высокую динамику игрового процесса. Игра Ballblazer представляет собой футуристическую спортивную игру, что-то типа футбола один-на-один на картах. Игра отличается видом от первого лица (из кабины карта) в той же степени, что и высокой динамикой действия. Популярность игр побудила компанию выпустить игры для других популярных игровых систем того времени, где они пользовались заслуженным успехом так же. Триумф этих игр стал для Lucasfilm Games первым большим успехом, а сама студия зарекомендовала себя не только как производитель игр по кинолицензиям головной компании, но и как серьёзный игрок на рынке видеоигр, производящий успешные оригинальные игры.
Отдельного упоминания заслуживает игра Boulder Dash (издана компанией First Star Software в 1984 году для 8-битных компьютеров Atari). Игра о подземных приключениях кладоискателя Рокфора стала настолько популярной, что была перевыпущена для других игровых платформ того времени, и даже для аркадных игровых автоматов, что было всё-таки редкостью. Более того, игра сначала была адаптирована под игровой автомат компании Exidy, а позже была выпущена улучшенная версия для DECO Cassette System компанией Data East. Таким образом Boulder Dash стала тем редким случаем, когда версии одной и той же игры были разработаны не только для разных платформ домашних игровых систем, но и разных платформ аркадных автоматов. Игра дала начало целой серии игр Boulder Dash. Новые игры этой серии продолжают выпускаться по сей день.
До сих пор непопулярный в компьютерных играх жанр Beat ’em up вдруг получил пристальное внимание со стороны игроков после выпуска компанией Datasoft для 8-битных компьютеров Atari игры Bruce Lee. Интересным является тот факт, что впервые для популярной игры протагонистом является реально существующая личность (Брюс Ли). Игра представляет собой смесь платформера и Beat ’em up. При этом нельзя сказать, что механика платформера или составляющей Beat ’em up имеет большую глубину проработки — оба элемента имеют достаточно простую механику. Тем не менее, в целом игровой процесс оказался простым, понятным и увлекательным, а игра получила хорошие отзывы критиков и большую популярность у игроков. Вскоре появились версии игры для других популярных игровых компьютеров того времени: Commodore 64, ZX Spectrum, Amstrad CPC, MSX, BBC Micro, Apple II, NEC PC-8801 и IBM PC-совместимые компьютеры.
Немалый вклад в популяризацию жанра Beat ’em up внесла игра Karateka, выпущенная в этом году компанией Brøderbund. Выпущенная для Apple II игра становится бестселлером и вскоре выпускаются версии для других игровых систем. Karateka была весьма хорошо встречена как игроками, так и критиками. В первую очередь, называлась отличная от других игр реалистичная и плавная анимация персонажей. Для создания такого эффекта автор игры Джордан Мехнер впервые для компьютерных игр использовал технологию ротоскопирования. В дальнейшем этот метод создания компьютерной анимации использовался во многих играх. Игра остаётся популярной и по сей день, а её современный ремейк был положительно воспринят критиками и игроками. Karateka несомненно сделала существенный вклад в популяризацию игр Beat ’em up, а также в развитие компьютерной анимации.
Для ZX Spectrum компания Vortex Software выпустила игру Коста Панайи (Costa Panayi) Tornado Low Level (в той же степени известная как T.L.L.). Игра пользовалась большой популярностью и была перевыпущена для Amstrad CPC. Успех игры позволил автору продолжить разработку компьютерных игр и реализовать ещё более успешные игровые проекты. В списке 100 лучших игр всех времён журнала Your Sinclair игра занимает 10 место.
В Японии компания Nihon Falcom выпускает игру Dragon Slayer для компьютера NEC PC-8801. Игра пользовалась заслуженной популярностью, но настоящий успех пришёл после того, как компания Square выпустила версию игры для компьютеров MSX. Игра в жанре Action/RPG внезапно оказалась самой популярной игрой на японском рынке. Более того, Dragon Slayer имеет высокую историческую ценность, так как является основателем сразу двух новых жанров видеоигр: JRPG и Action/RPG. Игра послужила стартом для успешной игровой серии Dragon Slayer, а также серии игр Xanadu и The Legend of Heroes. Игры этих серий выпускались для многих игровых приставок и пользовались заслуженным успехом и за пределами Японии. Игры классической серии Dragon Slayer выпускались на протяжении одиннадцати лет, а серия Legend of Heroes остаётся популярной и пополняется новыми играми по сей день.
Под маркой Ultimate Play The Game в 1984 году были выпущены первые три игры популярной серии Sabreman. Игры серии изначально создавались для ZX Spectrum, однако позже, в виду исключительной популярности игр, были перенесены на платформы BBC Micro, Amstrad CPC, Commodore 64 и MSX. Игры серии стали серьёзным развитием жанра Action-adventure. Первая игра серии Sabre Wulf стала неожиданным успехом для издателя — продажи игры превысили один миллион экземпляров. Игра занимает 11 место в списке 50 лучших игр всех времён по версии Your Sinclair. Вторая игра серии Underwurlde пользовалась уже ожидаемым успехом у игроков, а Your Sinclair поставил игру на 17 место в своём списке 50 лучших игр всех времён. И, наконец, третья игра — Knight Lore оказалась не только самой успешной игрой серии, но и первой игрой на движке Filmation. В результате игра стала первой изометрической приключенческой игрой. Knight Lore совершила прорыв в жанре Action-adventure игр, а продажи игры превысили другие игры серии. Knight Lore стала игрой года премии Golden Joystick Award, а в списке 50 лучших игр всех времён Your Sinclair поместил игру на второе место и назвал игру «одной из самых важных (и лучших) игр когда-либо написанных для Спекки» (one of the most important (and best) games ever written for the Speccy).
Жанр Action-adventure становится весьма популярным на домашних игровых компьютерах. Для ZX Spectrum выходит игра Pyjamarama, которая становится игрой месяца по версии популярного журнала Personal Computer Games (Game of the Month award November 1984). Pyjamarama является первой игрой серии игр о Уолли Уике (Wally Week) где сам Уолли является главным героем игры (и второй игрой серии). Сама серия игр Wally Week была очень популярной на домашних компьютерах и выпускалась для компьютеров ZX Spectrum, Amstrad CPC и Commodore 64. Ещё одной весьма популярной игрой жанра Action-adventure, выпущенной в этом году, стала игра Tir Na Nog. Выпущенная для ZX Spectrum и Amstrad CPC, игра вскоре была портирована на Commodore 64. Основанная на ирландской мифологии Tir Na Nog была восторженно встречена критиками за новый уровень технологий представленный на 8-битных платформах (в первую очередь внимание привлекал большой лабиринт, крупное изображение главного героя, анимированный задний фон и parallax scrolling). Игра пользовалась заслуженной популярностью у игроков, и через год получила развитие в виде приквела игры Dun Darach.
К слову, техническая реализация многих игр существенно выросла. Разработчики игр научились оптимально использовать ресурсы 8-битных компьютеров. Так Micromega выпустила для ZX Spectrum новый гоночный симулятор Full Throttle. За качественную реализацию симулятора мотоцикла, игра собрала большое число восторженных отзывов критиков. Многие авторитетные журналы назвали Full Throttle лучшим мотогоночным симулятором, а также отметили, что реализация дорожного полотна превзошла даже аркадные автоматы, в том числе и классический Pole Position. Неудивительно, что игра пользовалась огромной популярностью игроков, в том числе и после выпуска версии для компьютеров MSX.
Отдельного упоминания заслуживает графическая приключенческая игра Enchanted Scepters. Она хоть и не может похвастаться большой популярностью, тем не менее, примечательна другим. Enchanted Scepters вышла для нового компьютера Apple Macintosh и сполна использовала новый графический интерфейс взаимодействия с игроком. Для поиска и использования предметов игроку было необходимо использовать мышь. Таким образом, Enchanted Scepters стала первым квестом с управлением Point-and-click.
Нельзя не рассказать об ещё одной игре, увидевшей свет в 1984 году. Acornsoft выпустила игру Elite, разработанную для BBC Micro Дэвидом Брэбеном и Яном Беллом. В том же году была выпущена версия для Acorn Electron. Игра стала настоящим событием. Многие издания назвали Elite настоящим прорывом и присвоили титул игры месяца. Такой горячий приём был небезосновательным, — Elite была построена на принципе абсолютной нелинейности и полной свободы действий игрока, и создала новый жанр компьютерных игр торговый космический симулятор. Игра была переиздана на многих игровых платформах, а также имеет несколько сиквелов. Elite пользовалась огромной популярностью у игроков, и даже сегодня ремейки классической игры пользуются успехом. Более того, многие торговые космические симуляторы, называют Elite-подобными играми. Издание Times в 2007 году поставило игру на третье место в списке десяти игр, оказавших наибольшее влияние.
Достаточно значимым явлением стал выпуск для ZX Spectrum игры Rebelstar Raiders. Джулиан Голлоп создал игру в жанре пошаговой тактики, которая стала настолько популярной, что послужила началом серии игр Rebelstar. Rebelstar Raiders стала большим шагом в развитии жанра. Сам автор впоследствии развил заложенные в Rebelstar идеи, создав сначала Laser Squad, а затем известную серию X-COM. Игры серии Rebelstar неоднократно входят в списки лучших игр как по мнению критиков, так и самих игроков.
Весьма оригинальным игровым процессом выделялась игра Spy vs. Spy, разработанная First Star Software по мотивам серии одноимённых комиксов MAD Magazine. Комическая игра о двух шпионах, пытающихся убить друг друга самыми необычными способами, стала весьма популярной у игроков, положительно встречена критиками за инновационность игрового процесса, получила множество наград и стала бестселлером. Spy vs. Spy была выпущена для большого числа игровых платформ (для домашних и офисных персональных компьютеров, игровых приставок, сотовых телефонов и планшетных ПК).
В этом же году увидела свет Raid over Moscow, разработанная Access Software и распространяемая компанией U.S. Gold. Игра, выпущенная в разгар холодной войны, представляла собой поэтапную миссию по прекращению ядерной атаки на США со стороны СССР. Каждый этап представлял собой уникальную мини-игру, что сильно разнообразило игровой процесс. Это в купе с актуальной тематикой сделало игру популярной у игроков и заслужило хвалебные отзывы от рецензентов. Raid over Moscow вошла в историю ещё и произведённым общественно-политическим эффектом, преимущественно в Финляндии. Сразу после выхода игра получила высокие оценки в журналах, на что левоориентированная газета Tiedonantaja (Финляндия) выпустила статью, осуждающую высокие рейтинги игры, и призвала к запрету продаж антисоветских игр и Raid over Moscow в первую очередь. Обсуждение вышло на уровень правительства Финляндии и официальных представителей СССР на территории Финляндии. Ситуация усугубилась после выхода петиции с требованием запрета распространения книг, журналов и других средств информации, дискредитирующих образ Советского союза в глазах общественности. С другой стороны, законы этой страны не позволяли запретить импорт продукта, если он не наносит вред здоровью (напрямую либо косвенно). Дело закончилось публичными извинениями министра иностранных дел Финляндии за публикации в средствах массовой информации статей, порочащих образ СССР, и подтверждением дружественных отношений между странами. Кстати, на период дебатов Raid over Moscow оказалась самой продаваемой игрой в Финляндии с марта по сентябрь 1985 года Несмотря на высокую популярность игры в других странах, таким же образом существовали ноты протеста против распространения этой игры. В СССР игра попала в список антисоветской военной пропаганды.
В 1984 году весьма популярным жанром становится платформер. Выходит множество новых игр, многие из которых стали очень популярными и дали серьёзное развитие жанру в целом. Так, для Commodore 64 компания Epyx выпускает игру Impossible Mission. Платформер имеет очень качественное и техничное исполнение, что в результате сделало игру одной из самых популярных для платформы Commodore 64. Так, журнал ZZap!64 поставил игру на второе место в списке лучших игр для Commodore 64, в то время как по мнению читателей Impossible Mission заняла первое место в списке. Впоследствии игра была портирована на большое число игровых систем, а также получила продолжение после выпуска сиквелов.
Для ZX Spectrum появляется несколько платформеров. Особой популярностью пользуются игры Wanted: Monty Mole и Jet Set Willy. Wanted: Monty Mole стала одной из самых популярных игр для платформы и вскоре была портирована на Commodore 64. Игра стала началом успешной серии из шести игр о приключениях крота Монти. В списке Your Sinclair 50 лучших игр всех времён игра значится на 15 месте. Однако, ещё больший успех ждал платформер Мэттью Смита о приключениях шахтёра Вилли. Jet Set Willy в течение девяти недель была самой продаваемой игрой в Великобритании, а также пользовалась большой популярностью во всём мире. Продажи игры превысили миллион экземпляров, что в то время являлось большой редкостью. Your Sinclair в своём списке 50 лучших игр всех времён поставил Jet Set Willy на шестое место. Популярность платформера перешагнула родную платформу, — игра была портирована на огромное число других игровых систем. Jet Set Willy по праву считается классикой игр для ZX Spectrum.
Платформа Atari 400/800 таким же способом обзавелась оригинальным и весьма популярным платформером. Игра Montezuma’s Revenge стала настоящим хитом. Приключения искателя за сокровищами Панама Джо в пирамиде императора ацтеков XVI века Монтесумы II была одной из самых популярных игр платформы Atari. В результате издатель игры компания Parker Brothers вскоре выпустила игру для множества других игровых платформ того времени, и ещё большая армия из игроков продолжила осваивать богатую сокровищницу под мотив кукарачи. Интересно, что для некоторых платформ игра существует даже в нескольких версиях. Так, например, родная платформа Atari 400/800 имеет две несколько различных версии игры: собственно сама Montezuma’s Revenge и Preliminary Monty. Аналогично для платформы ZX Spectrum игра встречается в разных вариантах реализации под именами Panama Joe и Preliminary Monty.
Не стоит думать, что круг домашних игровых системы ограничен только персональными компьютерами. Несмотря на то, что в стане игровых приставок продолжается кризис, тем не менее, армия обладателей игровых консолей достигла поистине огромных размеров. Так, за семь лет количество проданных Atari 2600 приблизилось к отметке 30 миллионов экземпляров. А это значит, что игра выпущенная для этой платформы имеет 30 миллионов потенциальных покупателей. Таким образом, игры для консолей продолжают создаваться. Например, компания Activision выпускает в 1984 году для консоли Atari 2600 игру H.E.R.O.. Игра стала очень популярной на своей родной платформе, однако вскоре почувствовать себя в роли героя Родерика (Roderick Hero или просто R.Hero) — спасательной команды из одного человека, смогли игроки других платформ. Activision портировала игру на ряд других игровых систем того времени, при этом H.E.R.O. везде пользовалась заслуженным успехом.
Несмотря на закат второго поколения игровых приставок и затянувшийся кризис, самой популярной домашней игровой платформой оставалась консоль Atari 2600, и мода на платформеры не обошла стороной эту игровую приставку. Activision выпустила новую игру — Pitfall II: Lost Caverns — за авторством Дэвида Крейна. Как и оригинал, вторая часть приключений Гарри Питфолла стала настоящим событием на оригинальной платформе. Игра в буквальном смысле превзошла возможности консоли. Специально для этой игры Дэвид Крейн разработал дополнительный звуковой процессор, который встраивался в игровой картридж и существенно улучшал музыкальные характеристики игровой приставки. Pitfall II стала первой игрой, которая использовала дополнительный сопроцессор в картридже для улучшения технических характеристик игровой системы. Опыт был достаточно успешным и впоследствии ещё не раз использовался в видеоиграх, а некоторые игровые приставки изначально поддерживали возможность установки дополнительного сопроцессора. Помимо уникального технического решения, игру отличал и увлекательный игровой процесс, сделавший игру необыкновенно популярной. Журнал Retro Gamer в списке 25 лучших игр для Atari 2600 поставил Pitfall II на первое место. Игра была традиционно портирована на другие популярные игровые системы. Более того, компания Sega лицензировала игру и выпустила её в виде аркадного автомата.
В стенах Академии наук СССР Алексеем Пажитновым была создана одна из самых популярных игр в мире и на территории СССР — Tetris. За право на издание тетриса за пределами железного занавеса сражались крупнейшие мировые корпорации: Atari Games, Nintendo и медиа-империя Роберта Максвелла. Разрешение спора сопровождалось несколькими судебными разбирательствами и специальными переговорами на уровне правительства Великобритании и СССР. Сама же игра в результате стала одной из самых популярных компьютерных игр мира, была представлена практически на всех игровых платформах и оказала большое влияние на развитие так называемых казуальных видеоигр. Игра Tetris оказала влияние на современную культуру, а ссылки на игру часто встречаются в современной живописи, мультипликации, кинофильмах и других культурных произведениях.
Для игровых приставок вышло не так уж и много оригинальных компьютерных игр. Будучи совсем недавно локомотивом индустрии видеоразвлечений, теперь игровые консоли находятся в стороне от основных событий. Почти все игры, которые выходят для приставок в этом году являются либо портами с персональных компьютеров, либо адаптацией игр с аркадных автоматов. Оригинальных игр для консолей почти не выпускается. Тем удивительнее появление в этом году на Nintendo Entertainment System игры Duck Hunt. Данный эксклюзив для NES неожиданно оказывается одной из самых популярных игр года. Duck Hunt за всё время была продана тиражом свыше 28 миллионов экземпляров, что делает игру одной из самых популярных игр для консолей третьего поколения, и вторую по продаваемости игрой на Nintendo Entertainment System. Игра имела настолько высокую популярность, что часто однозначно ассоциировалась с самой игровой приставкой.
Сегмент домашних игровых компьютеров и компьютерных игр переживает бурный рост. В секторе игровых приставок полное затишье — кризис индустрии видеоигр продолжается, продажи консолей находятся на минимальном, почти нулевом уровне. Общий доход индустрии сокращается в десятки раз. Тем не менее, многие компании продолжают надеяться на восстановление рынка. Atari пытается оживить рынок домашних игровых консолей. На смену неудачной модели Atari 5200 готовится к выходу новая игровая приставка и 21 мая на выставке Consumer Electronics Show состоялся анонс Atari 7800. Однако продажа компании (в июле компания Atari была поглощена компанией Tramel Technology) отложила старт продаж новой консоли ещё на пару лет. Тем не менее, анонс приставки от бывшего лидера вызвал интерес как прессы, так и конечных игроков, что в итоге дало надежду на завершение кризиса.
Аналогичную попытку предпринимает компания SEGA. В июле компания на смену приставки SG-1000 выпускает обновлённую модель SG-1000 II. Несмотря на явные улучшения и исправления некоторых недостатков первой консоли, модель под номером II так и не смогла превзойти по популярности домашний компьютер SEGA SC-3000. Существенных успехов на рынке обновлённая игровая приставка так и не добилась.
Для Nintendo год складывается несколько иначе. Выпущенная в прошлом году Nintendo Famicom практически провалилась на рынке и компания отзывает продукт. Переработанная версия консоли была выпущена в Японии в том же году под тем же именем. Обновлённую Famicom ждёт неожиданный успех, популярность приставки была подобно взрыву. К концу календарного года на территории Японии было продано более 2.5 миллионов экземпляров. Такого высокого уровня продаж игровых приставок Япония ещё не знала. Вместе с приставками активно продавались картриджи с играми. На конец года почти все аналитики заявляли о завершении кризиса компьютерных игр в Японии и явное оздоровление ситуации. В целом это событие дало надежду на скорое завершение кризиса во всём мире.

### 1985
C 1985 годом бизнес-аналитики связывали серьёзные надежды. И, хотя мировой кризис индустрии видеоигр ещё продолжался, японский рынок к тому моменту полностью восстановился. Более того, рынок игровых приставок на территории этой страны даже увеличился. И, в отличие от остального мира, в Японии уверенно лидировали по продажам игровые системы третьего поколения. Поэтому шансы на возрождение других крупных рынков игровых приставок — североамериканского и европейского, как и мирового рынка в целом, оценивались достаточно высоко.
15 декабря 1985 года была создана первая коммерческая онлайн-игра в жанре MUD - Island of Kesmai, к которой могло подключиться одновременно до 100 игроков.

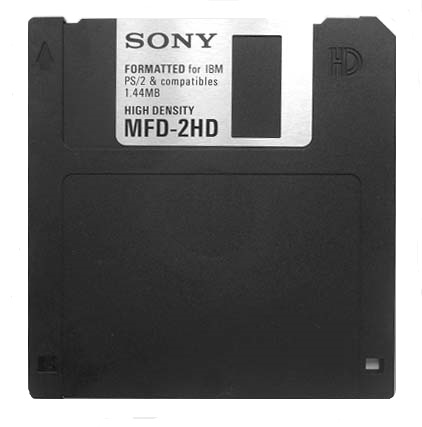
Дискета формата 3½ дюйма

Впрочем, основной игровой платформой того времени остаются 8-битные домашние компьютеры. Персональные компьютеры не такие удобные игровые системы как, например, игровые приставки. Тем не менее, 8-битные домашние компьютеры — устройства более функциональные и достаточно дешёвые, — остаются очень популярными. Всё это приводит к появлению новых моделей популярных игровых ПК. Интересно, что для всех персональных компьютеров примерно в это время происходит смена формата носителя. До этого года программы для персональных компьютеров (игровые, системные, офисные и прочие) выходили на различных носителях информации. Так, в качестве носителя особенно большой популярностью пользовались не очень удобные, но очень доступные и дешёвые аудио компакт кассеты, хотя таким же способом использовались картриджи, 8-дюймовые гибкие диски и гибкие диски формата 5¼ дюйма. В некоторых случаях использовались более экзотические устройства, например, микрокассеты или грампластинки, а компьютеры компании Sinclair Research помимо стандартных компакт-кассет использовали ZX Microdrive. Однако консорциум из 21 компании решил создать новый единый стандарт гибкого диска, при этом более дешёвый, надёжный, компактный и удобный чем существующие носители информации. В результате в 1983 году был создан так называемый Microfloppy — гибкий диск формата 3½ дюйма. Правда, до 1985 года большого распространения данный формат не получил. Единственным популярным компьютером, который использовал Microfloppy в качестве основного носителя информации, стал Apple Macintosh 128K. Опыт был весьма успешным, дискеты себя хорошо зарекомендовали, и все компьютеры, которые появляются в 1985 году, уже предполагают использование в качестве дополнительного или даже основного средства хранения информации 3½-дюймовые дискеты. Более того, до середины 1990-х годов именно гибкие диски формата 3½ дюйма остаются основным средством распространения программного обеспечения, в том числе и компьютерных игр.

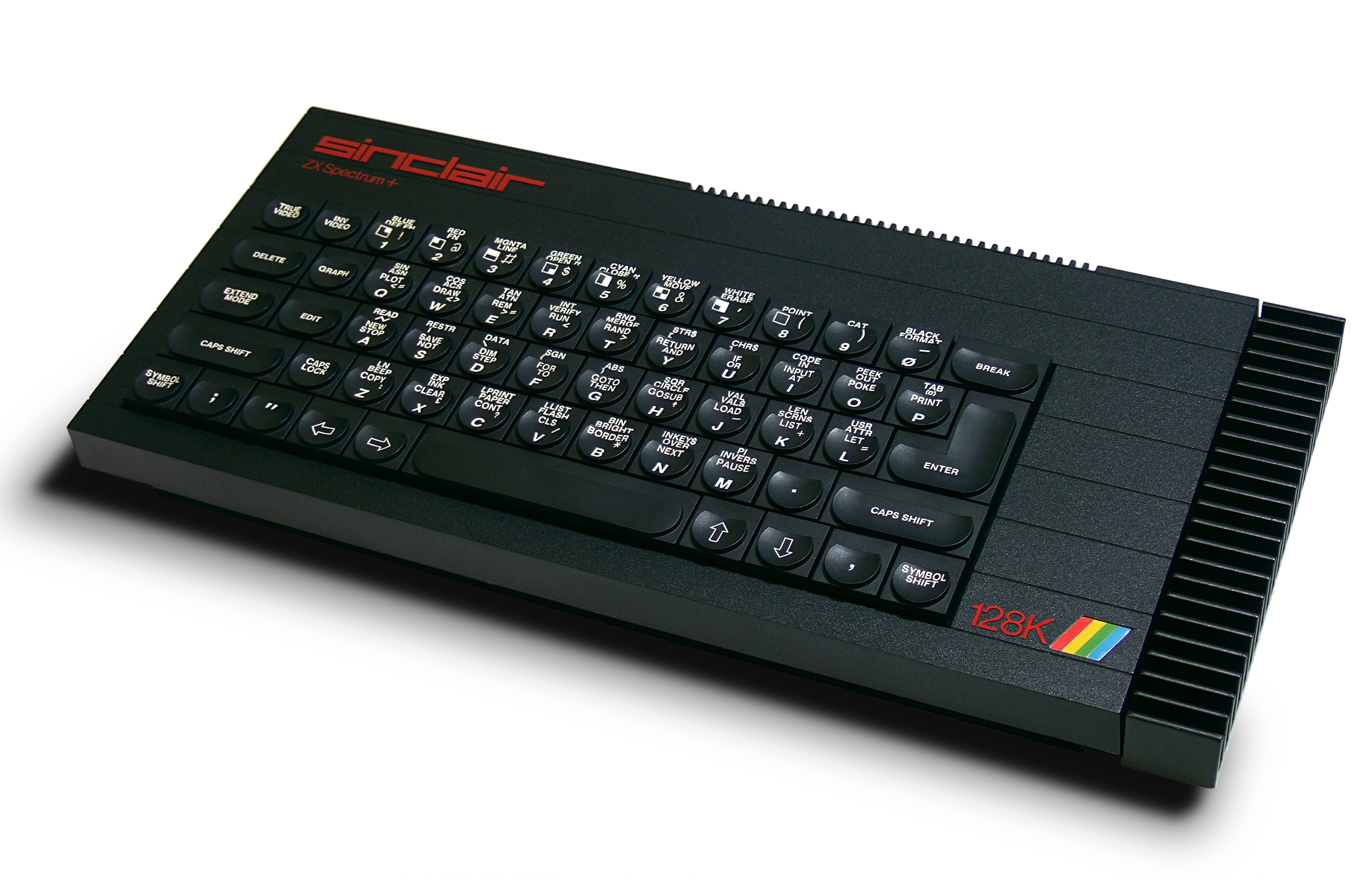
Sinclair ZX Spectrum 128

Как уже говорилось, самой популярной игровой платформой остаются 8-битные домашние компьютеры. Однако, снижение стоимости микросхем памяти и появление новых средств хранения информации подталкивают производителей к обновлению линеек существующих ПК. Так, компания Sinclair Research, потерпев полное фиаско со своим новым 32-разрядным компьютером Sinclair QL, сфокусировалась на развитии популярной линейки ZX Spectrum. Правда, новые модели Spectrum, выпущенные до 1985 года, отличались преимущественно новым корпусом устройства. Но уже на выставке SIMO’85 Sinclair Research представляет действительно новую модель ZX Spectrum 128, разработанную совместно с испанским дистрибьютором Investronica. В этом же году компания начинает продажи компьютера на территории Испании. Интересно, что из-за заполненности складов старыми моделями в Великобритании новый компьютер увидели лишь в 1986 году. Впрочем, новые возможности модели, в первую очередь 128K ОЗУ (вместо 48K у старых) и наличие трёхканального MIDI-совместимого звукового контроллера, делают новую модель очень популярной. Многие игровые студии начинают выпуск игр под две модели: классический ZX Spectrum 48 и новый ZX Spectrum 128. Некоторые производители инициируют ререлиз старых популярных игр под обновлённую платформу. Благодаря этому обновлению модельного ряда ZX Spectrum ещё долгое время остаётся популярной игровой платформой.

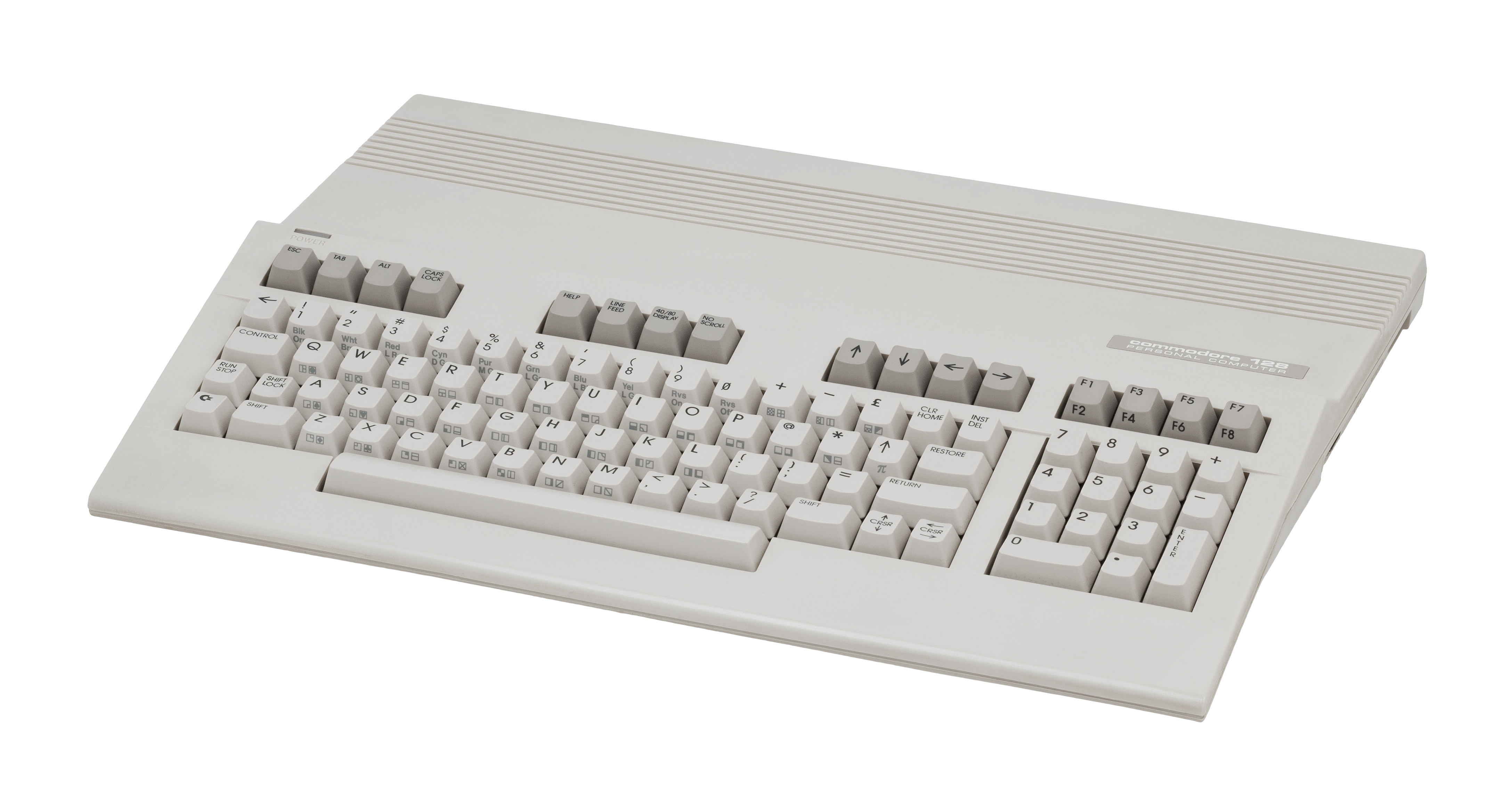
Commodore 128

Потерпев неудачу с выпуском новых моделей 8-битных компьютеров в 1984 году, компания Commodore Business Machines отнеслась к созданию преемника сверхпопулярного Commodore 64 весьма основательно. Commodore 64 в глазах потребителей практически не имел недостатков, тем не менее, он был практически полностью переработан. К середине 80-х годов самой популярной операционной системой на 8-разрядных ПК однозначно является CP/M. К сожалению, данная ОС работает только на процессорах с системой команд 8080, а Commodore 64 в силу наличия в качестве центрального процессора MOS 6510 CP/M не поддерживает. Для решения этой проблемы новый Commodore 128 оснащён сразу двумя центральными процессорами: MOS 8502 и Zilog Z80A. При этом процессор MOS 8502 имел два режима работы: режим полной совместимости со «старым» MOS 6510 и полноскоростной режим (гораздо более производительный). Таким же образом новый компьютер содержал два графических процессора: новый и весьма прогрессивный MOS Technology 8563 и старый MOS Technology VIC-II для обеспечения совместимости с Commodore 64. В целом, компьютер получил несколько новых портов подключения периферийных устройств, обновлённый корпус, расширенное до 128 Килобайт ОЗУ, а для обеспечения работы в различных режимах содержал несколько микропрограмм в достаточно внушительном ПЗУ на 72 Килобайта. Новая машина от Commodore Business Machines оказалась одним из самых продвинутых 8-разрядных персональных компьютеров, однако, сложная схемотехника и большое число микросхем сделало Commodore 128 существенно более дорогим компьютером, нежели популярный Commodore 64. Более того, чтобы воспользоваться новыми возможностями компьютера, необходимо было разрабатывать программы под новые режимы работы, а значит, и существенно менять методы разработки программ. В результате, большинство игровых студий продолжили разработку игр для популярного Commodore 64, а новую методику разработки игр стали создавать уже применительно к новым 16/32-разрядным компьютерам. Таким образом, игр, сполна использующих новые возможности Commodore 128, почти не было, и основным режимом работы этого компьютера остался режим совместимости с Commodore 64. Впрочем, новый коммодор пользовался неплохой популярностью. За всё время было продано более 4 миллионов экземпляров — с одной стороны очень хороший показатель для того времени, с другой стороны, по сравнению с простым Commodore 64, продажи которого подходили к планке в 30 миллионов экземпляров, показатели были весьма скромными. Тем не менее, в целом новый Commodore 128 достаточно часто использовался в качестве игрового компьютера, и являлся популярной моделью игровых 8-разрядных компьютеров Commodore.
Обновился и стандарт компьютеров MSX. В 1985 году консорциум ASCII Corporation и Microsoft опубликовали стандарт MSX 2. Данный стандарт оказался последним, в создании которого участвовала компания Microsoft, все остальные стандарты ASCII Corporation разрабатывала в одиночку. Сам MSX 2 получил обновлённое системное программное обеспечение, улучшенный графический адаптер и возможность работать с ОЗУ размером более 64Кб. В остальном же стандарт удовлетворял первой версии MSX и был полностью с ним совместим. Многие производители компьютеров MSX-1 поддержали обновление платформы и выпустили новые модели компьютера. Персональные компьютеры этого стандарта были весьма популярны и продолжили популярность всей платформы MSX как игровой системы.

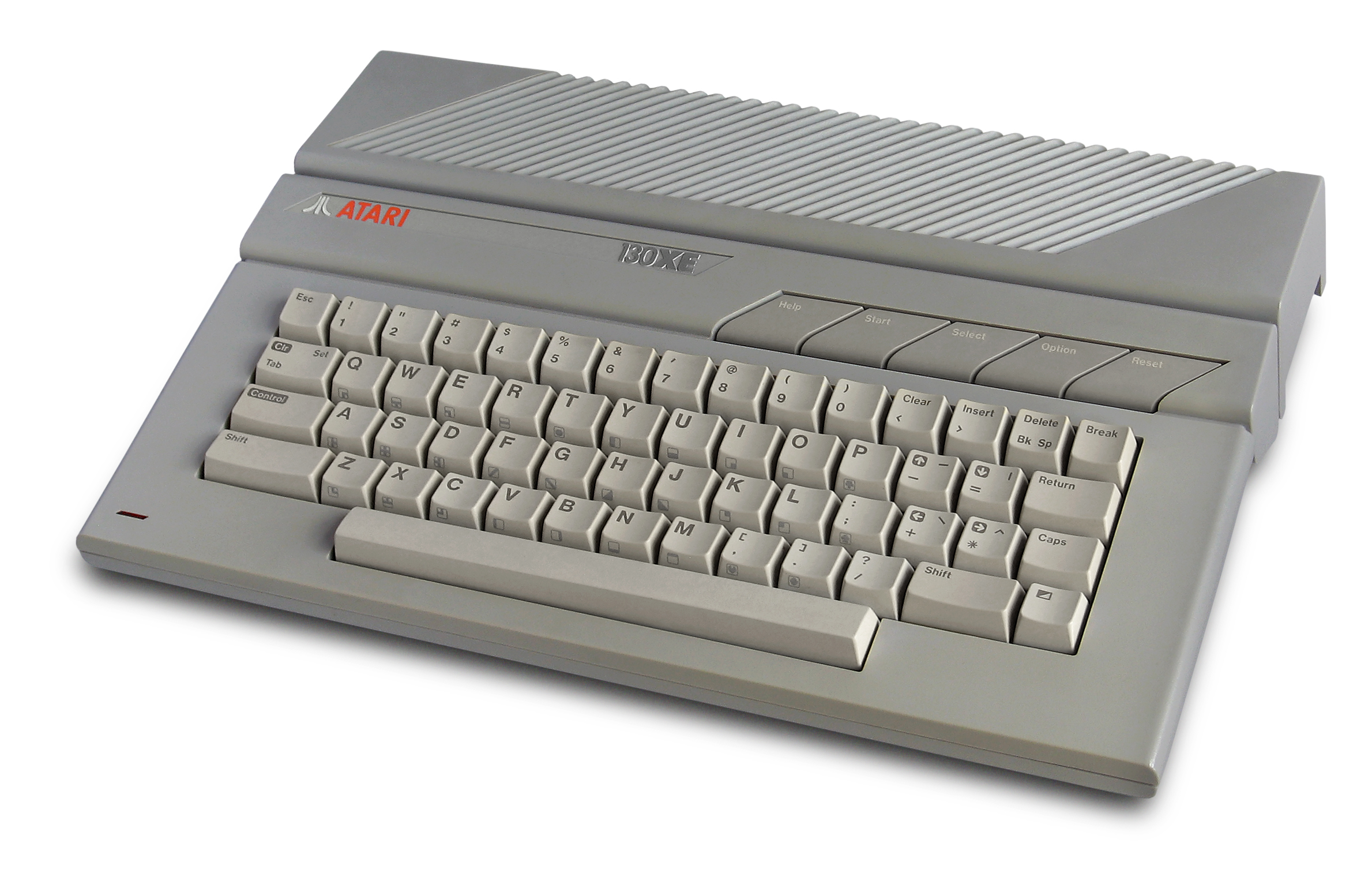
ATARI 130XE

Получила развитие и популярная линейка 8-разрядных компьютеров Atari. Новая серия XE была представлена на Las Vegas Consumer Electronic Show, и вскоре компьютеры Atari XE поступили в продажу. Фактически новая модель Atari 65XE мало чем отличалась от популярной модели Atari 800XL, но получила новый корпус, не имела дорогого и малопопулярного порта расширения PBI, и главное, была дешевле в производстве. А модель Atari 130XE располагала ещё и в два раза большим объёмом оперативной памяти — 128 килобайт против 64. Если ещё в прошлом году казалось, что одна из самых популярных и старейших линеек домашних компьютеров прекращает своё существование, то выход компьютеров серии XE возродил платформу и продлил ей жизнь. Фактически 8-разрядные компьютеры Atari производились до 1992 года, и, таким образом, данная игровая платформа (и не только игровая) просуществовала на рынке около 13 лет, а последние 8 лет жизни Atari продавала компьютеры именно серии XE.

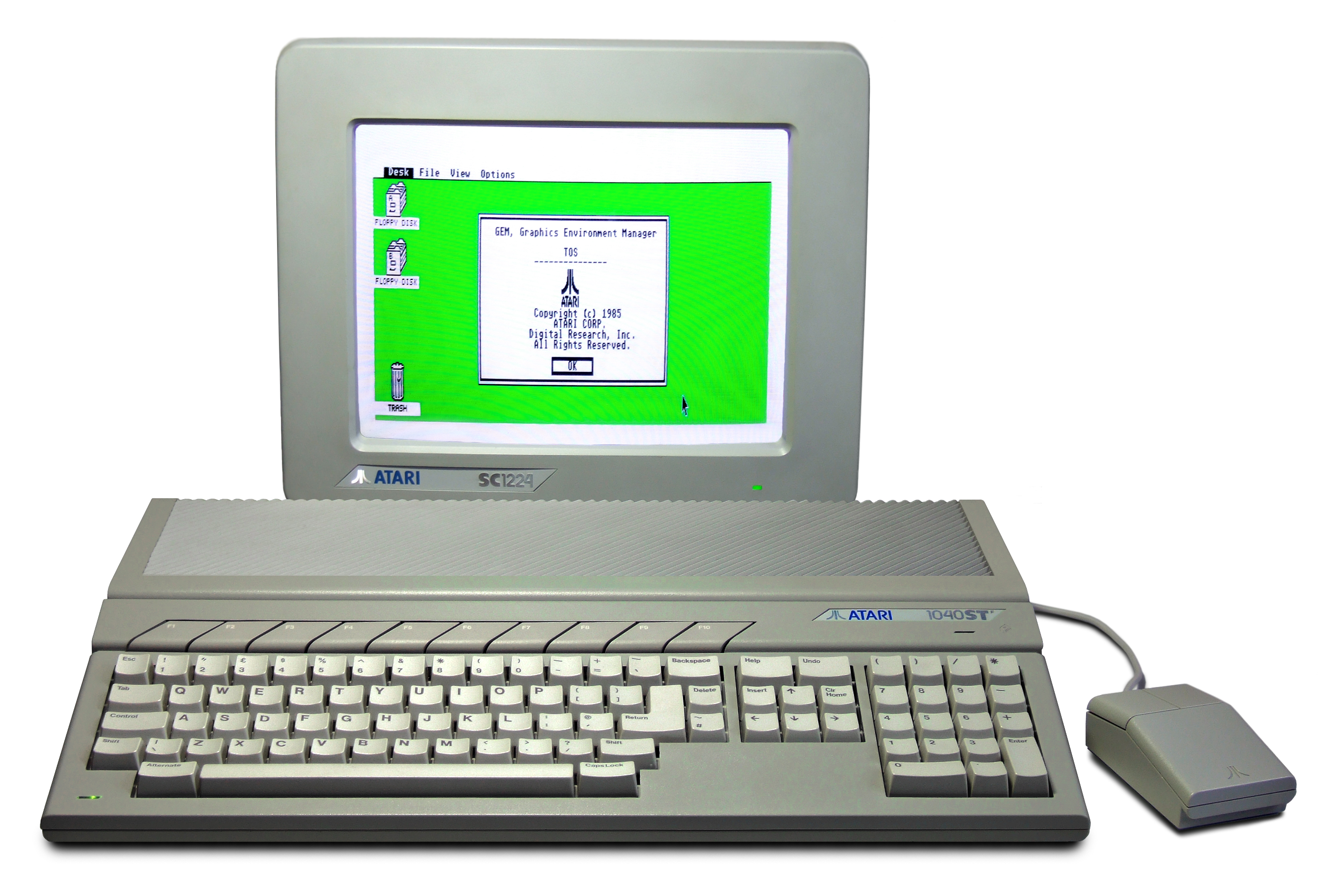
Atari 1040ST — представитель линейки компьютеров Atari ST

Atari ещё некоторое время работала над развитием линейки XE, однако новых моделей 8-разрядных компьютеров этой компании так и не вышло. Корпорация Джека Трэмела достаточно быстро переключилась на создание компьютеров следующего поколения. Как известно, Трэмел потерпел неудачу с привлечением на проект создания компьютера нового поколения команды разработчиков Amiga (см. выше) и вынужден был разморозить разработку компьютера, создаваемого командой Atari. Уже тогда было понятно, что компьютер Atari проигрывает по характеристикам машине Amiga. Поэтому все силы были брошены на то, чтобы новая модель Atari поступила в продажу раньше компьютера Amiga. В результате в июне 1985 года более чем на месяц раньше своего основного конкурента компьютер Atari ST поступил в продажу (а точнее первая модель линейки — 520ST). Новый ПК Atari как и Apple Macintosh 128K был построен на 32-разрядном процессоре Motorola 68000 и имел мышь и графический интерфейс взаимодействия с пользователем, но, в отличие от Macintosh, располагал 512Кб ОЗУ, обладал цветной графикой, мог формировать изображение более высокого разрешения и имел продвинутую звуковую систему, совместимую со стандартом MIDI. И главное, новый Atari 520ST был существенно дешевле. Если Apple Macintosh 128K стоил 2500 долларов, то новый Atari в комплекте с цветным монитором можно было приобрести чуть менее чем за одну тысячу долларов, а в комплекте с монохромным — всего за 799.99 долларов. Достаточно быстро линейка компьютеров Atari ST пополнилась новыми моделями, как более простыми и дешёвыми, так и более дорогими и продвинутыми. В итоге, компьютеры серии ST были хорошо встречены и пользовались успехом. Богатые технические характеристики, а в первую очередь цветная графика, возможность работы с высокими разрешениями и продвинутая MIDI-совместимая звуковая система определили достаточно широкий круг использования компьютеров серии ST. Они достаточно часто использовались в качестве офисных компьютеров, недорогих CAD/CAM-систем, в системах компьютерной вёрстки. Нередко Atari ST использовались профессиональными музыкантам в качестве MIDI-контроллера в студийной и концертной работе. И, безусловно, серия ST достаточно часто использовалась в качестве домашнего персонального компьютера. Для компьютеров Atari ST было разработано большое число программ, в том числе и большое количество компьютерных игр. До конца 1980-х (и даже в начале 1990-х) платформа ST оставалась популярной игровой системой с большой библиотекой интересных игровых проектов.

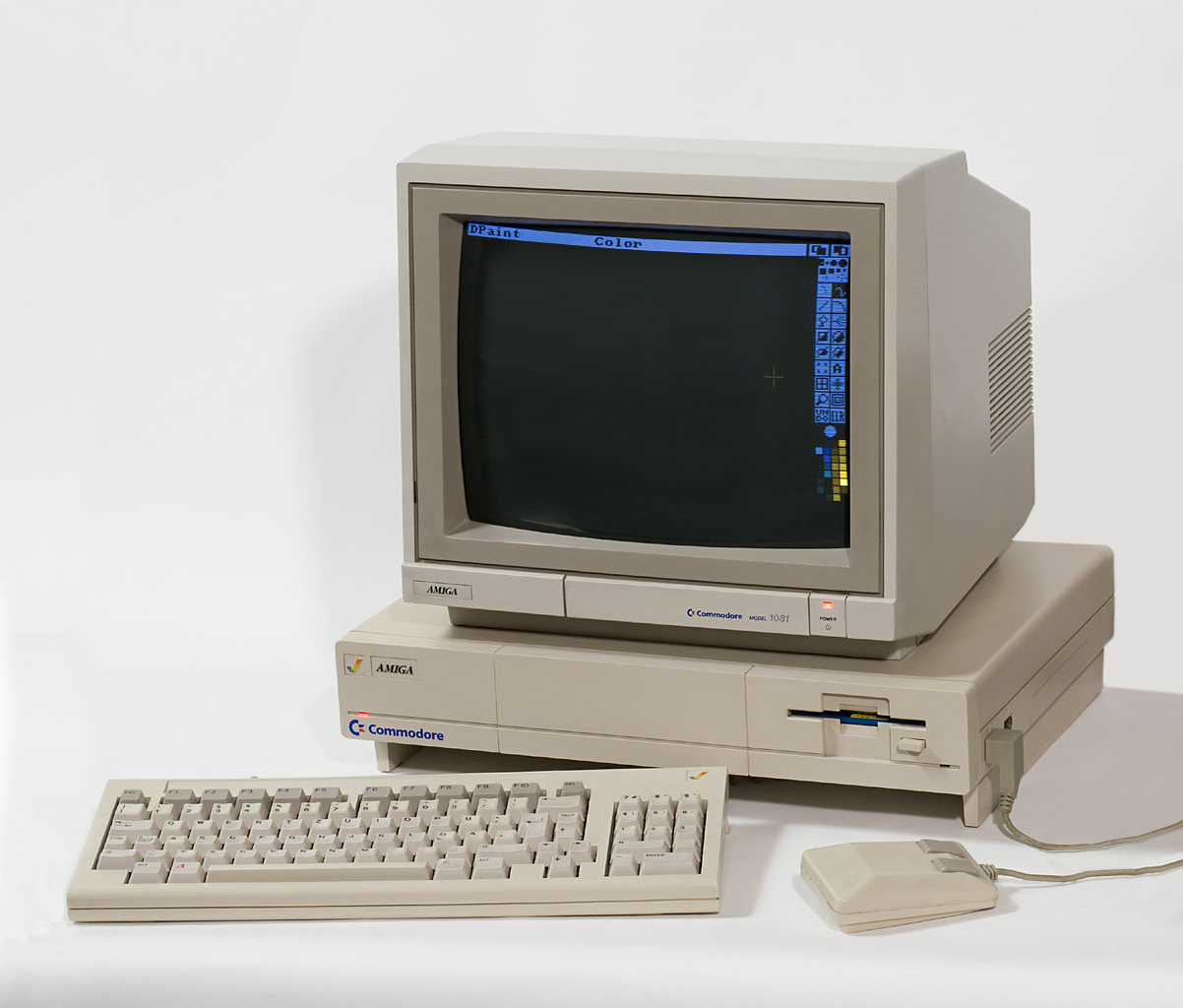
Amiga 1000

Atari ST был, несомненно, очень успешным продуктом, но, как уже говорилось, создатели спешили с выпуском этой линейки компьютеров, так как было очевидно, что новый компьютер Atari существенно уступает новому компьютеру созданному в недрах Amiga Corporation. Это стало ещё более очевидно, когда 23 июля 1985 года в Линкольн-центре (Нью-Йорк, США) компанией Commodore International был представлен новый компьютер Amiga. Машина обладала недостижимыми для других настольных систем характеристиками, и часто называется первым мультимедийным компьютером в мире. Новый персональный компьютер был выполнен в духе других лучших современных машин: графический пользовательский интерфейс, управление при помощи манипулятора мышь, цветная графика. В компьютере был реализован ряд технологий, аналоги которых появились в конкурирующих решениях лишь через несколько лет. Любой компьютер Amiga был способен аппаратно воспроизводить 4-канальный цифровой звук с независимой частотой дискретизации каждого канала. Программно управляя звуковым контроллером можно было получить 14-битный стереозвуковой поток. Видеоадаптер содержал аппаратный ускоритель вывода графики, аппаратно отображал до 8 многоцветных спрайтов, производил аппаратный скроллинг экрана, имел аппаратное отображение системных элементов (например курсора мыши), содержал аппаратный блиттер и мог независимо от процессора выполнять операции по заполнению и копированию областей экрана, а также был способен аппаратно совмещать несколько экранных буферов, используя альфа-канал. Сам графический адаптер был способен работать с графикой высокого разрешения и отображать на экране до 64 настраиваемых цветов (без учёта цветовой палитры спрайтов), а в режиме HAM — до 4096 реальных цветов. Система содержала специальный контроллер памяти с управлением по приоритетам с независимым доступом устройств, микросхем чипсета и процессора к общей памяти. Кроме того, была реализована аппаратная обработка портов ввода-вывода. Таким же образом впервые была применена архитектура автоматического распределения ресурсов для подключаемых устройств расширения. Операционная система AmigaOS была очень продвинутой для своего времени — запуск всех задач происходил в режиме вытесняющей многозадачности. Такие богатые технические характеристики на протяжении нескольких лет заметно выделяли компьютеры Amiga среди остальных настольных систем. В результате на столь производительную компьютерную систему обратило внимание большое число разработчиков программного обеспечения и для Амиги было выпущено огромное число программ. Amiga часто использовалась для обработки звука, изображений, для редактирования и обработки видеоряда. Большой популярностью пользовались компьютерные игры. Созданные для Amiga выгодно отличались от игр для других игровых платформ. Зачастую, разработчики создавали новые игры именно для Амиги, а позже переиздавали игру с некоторыми упрощениями по графике и звуку для других платформ. Для этой платформы вышло и большое число эксклюзивных игр. Вплоть до середины 1990-х годов Amiga оставалась одной из самых популярных игровых персональных компьютеров в мире.
Рынок игровых приставок Японии полностью восстановился, и к 1985 году стал крупнейшим в мире. На этом рынке почти безраздельно господствует компания Nintendo. Компания предпринимает попытку выйти на североамериканский рынок, который до 1983 года являлся крупнейшим. Для продвижения консоли на рынке США Nintendo вступает в переговоры с Atari. Однако Atari, недовольная отношениями между Nintendo и Coleco, факт которых, кстати, так и не был доказан, разрывает отношения и концентрируется на подготовке к запуску собственной консоли Atari 7800. После этого Nintendo попыталась запустить продажи консоли Famicom в США самостоятельно. Попытка оказалась безуспешной и компания решает создать новую версию приставки специально для рынка северной Америки. В июне компания представляет новую версию консоли под названием Nintendo Entertainment System. Пробные продажи обновлённой приставки состоялись в Нью-Йорке и прошли очень хорошо. 18 октября стартовали официальные продажи Nintendo Entertainment System в Нью-Йорке, а в следующем году выпуск состоялся на всей территории США. Вскоре NES стала самой продаваемой игровой приставкой в США и оставалась такой до начала 1990-х годов. Уровни продаж игровых приставок и игр к ним на территории США побили все рекорды, что позволило говорить о завершении кризиса индустрии в США. Сама же Nintendo Entertainment System до середины 90-х годов оставалась самой продаваемой игровой приставкой в мире.

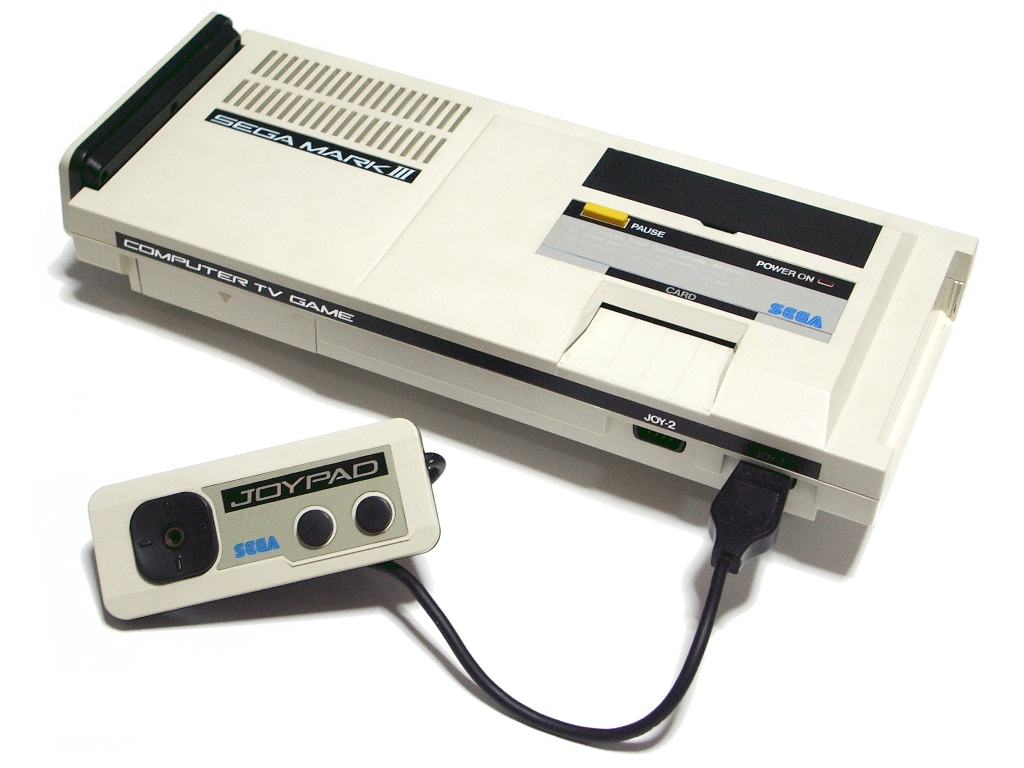
Sega Mark III

Очередную попытку войти на рынок игровых консолей предпринимает компания Sega. В октябре 1985 года на территории Японии начинаются продажи наследника приставок SG-1000 и SG-1000 II — новой игровой системы под названием Sega Mark III. Mark III стала абсолютно новой разработкой компании. При этом консоль по техническим характеристикам даже превосходила Nintendo Entertainment System. Большим плюсом новинки была возможность запуска игр от SG-1000 и SG-1000 II. Однако слабая поддержка игровой приставки со стороны производителей видеоигр и отсутствие игр с узнаваемыми названиями в очередной раз привело к неудаче. Слабые продажи Sega Mark III вынудили Sega остановить продажи игровой приставки и подготовиться к перезапуску в следующем году.
Развитый рынок компьютерных игр и восстановление рынка игровых консолей привлекает новых разработчиков видеоигр. В 1985 году основывается множество новых компаний по разработке и распространению игровой продукции. Стоит упомянуть компанию Electric Dreams Software. Основанная в 1985 году, студия достаточно быстро зарекомендовала себя как производитель качественных игр для домашних компьютеров и в достаточно быстрый срок вошла в восьмёрку крупнейших игровых студий Объединённого королевства. Electric Dreams Software просуществовала до 1989 года и за это время запомнилась как разработчик и издатель множества игр, как оригинальных, так и созданных по лицензиям.
В этом же году появляется компания Odin Computer Graphics, также специализирующаяся на выпуске игр для домашних компьютеров. Их первый же релиз — игра Nodes of Yesod получила положительные отзывы критиков и была успешно принята игроками. Журнал Your Sinclair поставил игру на 30 место в списке 50 лучших игр всех времён. В том же году Odin Computer Graphics выпустила продолжение этого платформера — игру Arc of Yesod, которая также была встречена положительно и пользовалась заслуженным успехом. В том же году компания порадовала игроков ещё одной игрой. Лабиринтная аркада Robin of the Wood аналогично вошла в ряды самых продаваемых игр на 8-разрядных компьютеров. Odin Computer Graphics просуществовала ещё меньше, чем Electric Dreams, и была распущена уже в 1986 году. За своё недолгое существование компания успела выпустить ещё один хит — весьма популярную игру Heartland. Несмотря на короткий срок жизни студии, производимые ей игры были весьма узнаваемыми. Игры Odin Computer Graphics всегда выделялись ярким запоминающимся графическим оформлением и музыкальным сопровождением, а также качественной проработанной анимацией персонажей, достаточно редко встречающейся на 8-битных игровых системах.
Созданная в этом году французская компания Titus Interactive — разработчик и издатель игр для персональных компьютеров и игровых приставок — также заслуживает упоминания. Компания получила известность играми Titus the Fox, The Blues Brothers и Metal Rage, и успешными сериями игр Crazy Cars, Fire and Forget и Prehistorik (в том числе и весьма популярной Prehistorik 2). Titus Interactive со временем поглотила такие компании: Digital Integration и BlueSky Software, а также получила в собственность американские игровые корпорации Interplay Entertainment и Virgin Interactive. Таким образом, когда в 2005 году компания была объявлена банкротом, она являлась одним из крупнейших игроков рынка.
1985 год является годом основания знаменитой игровой студии Westwood Studios (первое время называлась Westwood Associates). Базирующаяся в Лас-Вегасе, компания выпустила большое число знаменитых игр, оказала большое влияние на развитие жанров ролевых игр, квестов и стратегий реального времени. Студия занесена в книгу рекордов Гиннесса как создатель одной из самых успешных игр (игра 1995 года Command & Conquer была продана тиражом более 10 миллионов копий). Изначально Westwood не производила самостоятельных проектов, а выполняла заказы от сторонних компаний по портированию игр с 8-битных систем на платформы Commodore Amiga, Atari ST и IBM PC. Качество выполняемой работы привлекло крупных издателей, которые стали предоставлять Westwood заказы на создание игр по крупным лицензиям и игр знаменитых игровых серий. Студия причастна к выпуску некоторых игр серии BattleTech, Dungeons & Dragons, A Nightmare On Elm Street (1989), The Lion King, Monopoly, Blade Runner. Но особый успех принесли компании проекты собственной разработки: игра Nox, игры серий Eye of the Beholder, трилогии Lands of Lore и The Legend of Kyrandia, а также, несомненно, совершивших прорыв в жанре стратегий реального времени серии игр Dune и Command & Conquer. В 1992 году студия была объединена с Virgin Interactive, а в 1998 вошла в состав Electronic Arts, где являлась одной из студий головной компании до своего закрытия в 2003 году.
Несмотря на то, что фокус видеоигр к 1985 году переместился на домашний сектор, и основными средствами интерактивных развлечений стали домашние игровые приставки и персональные компьютеры, сектор аркадных игровых автоматов хоть и сократился, но всё ещё остаётся достаточно крупным. Многие компании корректируют свой бизнес. Происходит отход от игровых автоматов с векторными экранами в пользу растровых. В этом году вышла всего одна игра для векторного игрового автомата, ставшая популярной. Ей стала Star Wars: The Empire Strikes Back, при этом основную часть популярности игре подарила знаменитая франшиза, а оставшуюся популярный игровой автомат 1983 года. В остальном отмечалось, что игра не отличается оригинальностью и не привносит никаких новых ощущений в игровой процесс. Чтобы повысить распространение новой игры, Atari даже пришлось предлагать игру в качестве аппаратного обновления старого аркадного автомата 1983 года, но и в этом случае многие игровые салоны проигнорировали эту возможность, имея небольшие, но стабильные сборы с классического автомата Star Wars. Почти все прочие векторные автоматы этого года оказались коммерчески безуспешными. Всё большей популярностью пользуются универсальные аркадные автоматы взамен специализированных. Многие компании не имеющие универсальной аркадной платформы выпускают в этом году свои решения. Компания Konami выпускает свои первые универсальные аппараты Konami GX400 и весьма специфичный, использующий магнитоэлектронную память Bubble Memory, Konami Bubble System. SNK аналогично выпускает два универсальных аркадных автомата SNK Hall 21 и SNK Triple Z80. Sega обновляет аппаратуру существующих аркадных автоматов, выпустив модели Sega System 2 и Sega System E, а также представляет новый 16-разрядный аппарат Sega Sysyem 16. Несколько выделяются игровые автоматы от компании Nintendo, которая представила два универсальных аппарата Nintendo VS. UniSystem и Nintendo VS. DualSystem. Обе системы в основе своей построены на аппаратуре игровой приставки Nintendo Entertainment System.
Игры созданные для универсальных систем пользуются не меньшим успехом, чем те, для которых разработаны специальные игровые аркадные платформы. Atari для выпущенного годом ранее универсального автомата Atari System 1 выпускает игру по мотивам недавно вышедшего нового фильма о приключениях знаменитого археолога Индианы Джонса Indiana Jones and the Temple of Doom. Игра не выделялась какими либо уникальными техническими решениями, но была весьма качественно реализована: имела хорошую графику, цифровой звук (в том числе оцифрованные узнаваемые фразы из оригинального фильма) и в качестве музыки аккуратно переложенные музыкальные темы Джона Уильямса. Качественно сделанная видеоигра в знакомом сеттинге пользуется высоким спросом и становится одной из самых популярных игр года. Высокая популярность аркады определяет её дальнейшую судьбу и Indiana Jones and the Temple of Doom вскоре выходит на практически всех популярных домашних игровых платформах: Amstrad CPC, MSX, ZX Spectrum, Commodore 64 (интересно, что для Commodore 64 было выпущено две версии игры от разных производителей), Atari ST, Commodore Amiga, IBM PC и, наконец, Nintendo Entertainment System.
Для недавно вышедших универсальных аппаратов Konami выпускает игру Gradius. Космический горизонтальный скролл-шутер выделялся оригинальной системой развития главного героя (космического корабля) и быстро набрал популярность, став одной из самых популярных игр года сначала в Японии, а чуть позже и в других частях света. Критики тоже благосклонно отнеслись к игре, как и игроки, а система развития, реализованная в Gradius, на много лет вперёд стала эталоном для шутеров. По мнению многих изданий, игра является величайшей классикой скролл-шутеров. Игра традиционно была перевыпущена на большинстве домашних игровых систем. Gradius стала первой игрой большой серии игр, которая насчитывает уже более 20 оригинальных скролл-шутеров.
Специализированные аркадные автоматы продолжают появляться. Та же Atari в этом году выпускает игровой автомат Gauntlet. Игра стала первым многопользовательским игровым автоматом, позволяющим одновременно принимать участие в игре четырём игрокам. Чтобы реализовать эту особенность, Atari разработала специальную аппаратную платформу. При этом главной особенностью игры была развитая игровая механика — каждый игрок мог выбрать одного из четырёх игровых персонажей, каждый из которых обладает уникальными характеристиками. Игрокам предоставляется возможность не только совместно проходить игру, но и действовать сообща, дополняя возможности друг друга. Хорошо проработанный игровой процесс, качественная графика и звуковое оформление, удачный фэнтезийный сеттинг предопределили феноменальный успех Gauntlet. Популярностью пользовались и многочисленные порты для домашних игровых систем. Версии Gauntlet для Commodore Amiga, Atari ST и Sega Genesis были сделаны максимально близко к оригиналу и так же, как и на автомате, позволяли участвовать в игре четырём игрокам, в то время как версии для других систем были созданы с существенными упрощениями. Тем не менее, выход этой игры на всех игровых платформах сопровождался высокой популярностью и успешными продажами.
Для игры Ghosts 'n Goblins, выпущенной в 1985 году компанией Capcom, тоже была разработана собственная аппаратная часть. Несмотря на то, что Ghosts 'n Goblins является обычным платформером, игра стала весьма популярной и считается классикой. Популярность игры послужила причиной к созданию нескольких сиквелов и спин-оффов. Игры этой серии были выпущены и практически для всех популярных домашних игровых систем, где также неизменно оказывались в числе бестселлеров. Тем не менее, многими аналитиками отмечалась чрезмерно высокая сложность игры. Игра является очень трудной по стандартам аркадных автоматов и часто отмечается, что этот факт стал препятствием к ещё большему росту популярности игры. Многие издания включили игру в число самых сложных компьютерных игр из когда либо созданных. Впрочем, игра до сих пор имеет большое число поклонников, а перевыпуск игр серии на современных платформах сопровождается успехом.
Sega выпускает новый аркадный автомат Space Harrier. Игра представляет собой ранний трёхмерный шутер от третьего лица. Space Harrier для отображения псевдотрёхмерных объектов использовала фирменную технологию Sega Super Scaler. Специально для этого автомата была создана новая аппаратная платформа, известная как Sega Space Harrier Hardware. Автомат отличался выдающимися техническими характеристиками — технология Sega Super Scaler позволяла отображать на экране до 128 аппаратно масштабируемых спрайтов, отдельный слой для отображения изображений в перспективе (для формирования поверхности земли) и отдельные слои для отображения растровых и текстовых данных. При этом Space Harrier одним из первых игровых автоматов отображал 16-битную графику. Аркада стала одной из самых популярных игр года и оказала серьёзное влияние на развитие как жанра, так и на развитие игровых платформ. Популярность игры спровоцировала выход версий для домашних игровых приставок и компьютеров, а также получила продолжение с выходом игр Space Harrier 3-D, Space Harrier II и Planet Harriers. Аппаратная платформа Sega Space Harrier Hardware не стала универсальным игровым автоматом, но тем не менее была использована компанией Sega ещё в нескольких специализированных аркадных аппаратах. Один из них, Hang-On, был выпущен так же, и в 1985 году стал одним из самых продаваемых игровых автоматов года. Использование фирменной технологии Sega Super Scaler позволило достаточно точно передать атмосферу мотогонок. Кабинет игрового автомата нередко выпускался в виде настоящего мотоцикла, где вместо лобового стекла был установлен экран. Игра пользовалась большой популярностью у игроков, и позже была портирована на домашние игровые системы. Со временем было выпущено несколько игр, продолжающих серию Hang-On, включая весьма популярные Super Hang-On и Limited Edition Hang-On.
Capcom выпускает игровой автомат Commando. Для создания нового вертикального скролл-шутера Capcom разработала новую аппаратуру аркадного автомата. Игра изначально была выпущена в Японии под названием Senjō no Ōkami (戦場の狼, что переводится с японского примерно как «Волк на поле боя»), а чуть позже была представлена на рынке стран Северной Америки и Европы уже под именем Commando. Военный шутер пользовался большой популярностью, но ещё большая популярность к игре пришла после выпуска игры на персональных игровых системах. Commando была выпущена для огромного числа персональных компьютеров и игровых приставок, где пользовалась ещё большим успехом. Игру увидели пользователи Commodore 64, Amstrad CPC, MSX, ZX Spectrum, Intellivision, Atari 2600, Atari 7800, Amiga, Nintendo Entertainment System, Acorn Electron, BBC Micro и IBM PC. Игра была портирована в том числе и на некоторые игровые приставки второго поколения, что, например, для Atari 2600 было несомненно значимым моментом. Понятно, что игровая приставка Atari в своё время разошлась огромным тиражом и обладала одной из самых больших групп игроков, однако, выпущенная в 1977 году, на заре использования микропроцессоров, обладала весьма скромными техническими характеристиками. Авторам порта на Atari 2600 удалось, хоть и в упрощённом виде, создать узнаваемый аналог оригинальной игры, что можно несомненно считать достижением в рамках достаточно серьёзного ограничения технических возможностей платформы. Игра Commando оказала серьёзное влияние на жанр вертикального скролл-шутера. Появился поджанр скролл-шутера военных действий. Достаточно быстро появились копирующие игровой процесс Commando игры, которые, зачастую, назывались Commando-клонами. Появлялись и весьма успешные игры, копирующие игровой процесс Commando. Из наиболее успешных можно назвать знаменитые Who Dares Wins II (1985), Ikari Warriors (1986), Guerrilla War (1987).
Taito выпустила аркадный автомат Action-платформер на достаточно простой 8-битной платформе The Legend of Kage. Игра не отличалась особой оригинальностью, тем не менее пользовалась относительной популярностью. Настоящая большая популярность пришла к игре с выпуском её на домашних игровых системах. The Legend of Kage вышла на компьютерах и игровых приставках Amstrad CPC, Commodore 64, MSX, Nintendo Entertainment System, Sharp X1 и ZX Spectrum. Именно на домашних игровых платформах игра стала узнаваемой классикой. Версии игры встречаются и на современных платформах. Taito выпустила обновлённую версию игры в сборнике Taito Legends Power Up на игровой приставке PlayStation Portable, а в 2008 году вышел полноценный сиквел игры The Legend of Kage 2 для Nintendo DS.
Выпуск The Legend of Kage пришёлся на пик мировой популярности восточных единоборств, и Konami выпускает свой аркадный автомат Кун-фу тематики. Yie Ar Kung-Fu является в большей степени файтингом с достаточно большим количеством разработанных приёмов. Хотя на игру оказали влияние Beat ’em up-игры того времени, графика в игре нарочито «мультяшная», анимация большинства движений серьёзно упрощена, а некоторые элементы выполнены весьма условно (например использование оружия ближнего боя). Впрочем, игра оказалась весьма успешной и пользовалась популярностью, а также оказала некоторое влияние на развитие жанра. Игра имела один режим игры — игрок-против-компьютера, но в Yie Ar Kung-Fu каждый уровень представляет собой бой с уникальным противником со своими уникальными особенностями и боевым стилем. Игру увидели и игроки многих 8-битных игровых систем, включая NES, MSX, Commodore 64, ZX Spectrum, Amstrad CPC и Acorn Electron. Во многих странах именно на домашних игровых система к Yie Ar Kung-Fu пришла популярность, а сама игра оказалась в числе бестселлеров.
Konami отметилась в этом году ещё и выпуском популярного игрового автомата Rush'n Attack (в той же степени известная в Европе и Японии под названием Green Beret). Обыгрывая популярную тему холодной войны, данный action-платформер пользовался неплохой популярностью в игровых салонах. Настоящая популярность пришла к игре, когда Imagine Software купила у Konami лицензию на создание и выпуск игры на домашних 8-разрядных компьютерах. В результате Rush’n Attack увидели владельцы ZX Spectrum, Commodore Plus/4, Commodore 64, Amstrad CPC, 8-битные компьютеры Atari, MSX и BBC Micro. Впоследствии версии с этой игрой перебрались на игровые приставки, и в первую очередь на популярную Nintendo Entertainment System.
Основная же масса игр в этом году была выпущена для домашних компьютеров. Так, успех игр на технологии Filmation, выпущенных в 1984 году под маркой Ultimate Play The Game, дал повод выпустить в 1985 году игру Alien 8. Как и Knight Lore, игра Alien 8 была изначально выпущена для платформы ZX Spectrum, а позже перенесена на компьютеры BBC Micro, Amstrad CPC и MSX. Игра, хоть и не повторила успеха Knight Lore, тем не менее оказалась весьма успешной и пользовалась популярностью на всех игровых платформах. В этом же году сам игровой движок был переработан и получил название Filmation II. Основными инновациями новой технологии стало большое пространство игрового мира (вместо ограниченных комнат в первой версии) и полноэкранный скроллинг. В этом же году вышла первая игра на этой технологии — Nightshade. Использование обновлённой технологии и высокое качество исполнения проекта было высоко оценено критиками и хорошо встречено игроками. Эта игра была изначально выпущена для ZX Spectrum и позже успешно перевыпущена для платформ BBC Micro, Amstrad CPC, MSX и Commodore 64. Начиная с этой игры, Ultimate Play The Game стала всё больше ориентироваться на более широкий рынок игр для Commodore 64.
Microsphere в этом году выпустила для ZX Spectrum весьма оригинальную игру Skool Daze, и в этом же году продолжение — игру Back to Skool. Игры были с огромным воодушевлением встречены критиками и получили весьма положительные рецензии за небанальный игровой процесс. Обе игры пользовались большим успехом и у игроков. Игры неоднократно отмечались наградами и включались в число лучших игр для платформы ZX Spectrum.
Компания Activision также выпустила оригинальную игру Little Computer People. Не имея жанровой ориентации игра позиционировалась производителем как House-on-a-Disk (в переводе с англ. — «дом на диске»), по факту же игрок наблюдал за жизнью компьютерного персонажа и интерактивно взаимодействовал с ним — давал простые команды, играл с ним в игры. С другой стороны персонаж со временем сам начинал выступать инициатором общения с игроком. Little Computer People являлась не чем иным, как первой игрой сформировавшей жанр симулятора жизни. Игра была очень популярной и была выпущена практически для всех популярных компьютеров того времени. Little Computer People получила множество восторженных отзывов критиков и наград. Золотая медаль журнала ZZap64 и награда Golden Joystick Awards лучшей оригинальной игре года тому подтверждение. Помимо всего игра стала предшественником Тамагочи, Princess Maker и, наконец, The Sims. Более того, создатель Little Computer People Рич Голд консультировал Уилла Райта, когда тот создавал The Sims.
Palace Software отметилась выпуском action-adventure-платформера Cauldron. Игра вышла сразу для трёх игровых платформ ZX Spectrum, Amstrad CPC и Commodore 64, и получила восторженные отзывы критиков, которые отметили качественный дизайн, хорошую графику проекта и увлекательный игровой процесс. Хорошие отзывы совместно с грамотной дистрибуцией игры дали высокие продажи. Cauldron пользовался заслуженной популярностью и у игроков, а Palace Software через год выпустила сиквел под названием Cauldron II: The Pumpkin Strikes Back, пользовавшийся не меньшим успехом.
Vortex Software отметилась выпуском новой оригинальной игры Коста Панайи (Costa Panayi) Cyclone. Игра была выпущена эксклюзивно для ZX Spectrum и использовала тот же движок и те же идеи, что и предыдущая игра Коста Tornado Low Level. Новый игровой процесс был построен вокруг вертолёта (в отличие от самолёта в предыдущей игре), что, по мнению журналистов, сделало игру менее динамичной, но при этом действия игрока теперь стали более продуманными. Cyclone пользовалась не меньшим успехом, чем предшественник, и стала одной из самых популярных игр. Некоторые обозреватели поставили игру в один ряд с классическими компьютерными авиааркадами, вместе с Combat Lynx и River Raid. В этом же году Коста Панайи разработал ещё одну игру, которая тоже издавалась компанией Vortex Software. Речь идёт об ещё одной оригинальной концептуальной игре Highway Encounter. Action-головоломка в оригинальном сеттинге с качественной изометрической графикой пришлась по душе игрокам и стала очередным бестселлером. Критики были солидарны с игроками, назвали игру лучшей из игр Vortex Software и дали Highway Encounter очень высокие оценки. Популярность игры переросла родную платформу и вскоре была выпущена для компьютеров Amstrad CPC, Commodore 64 и MSX, где пользовалась заслуженным успехом. Highway Encounter занимает место в списках лучших игр для платформы ZX Spectrum и включена в списки CRASH Top 100 и Your Sinclair Top 100.
Платформа ZX Spectrum пополнилась в этом году ещё одним интересным эксклюзивным проектом. Games Workshop выпустила игру Chaos: The Battle of Wizards (известная так же, как Chaos) за авторством Джулиана Голлопа (Julian Gollop). Пошаговая тактическая игра разрабатывалась под впечатлением от настольной игры Games Workshop Warlock, и изначально должна была стать очередной карточной игрой, но в итоге переросла в компьютерную. Оригинальный игровой процесс битвы волшебников был с интересном принят обозревателями, которые отметили, что игра обладает одновременно нестандартным и увлекательным геймплеем и дали игре достаточно высокие оценки. Однако популярность Chaos у самих игроков оказалась намного выше, чем ожидали самые оптимистичные критики. Игра пользовалась успехом на протяжении долгого времени, что дало повод для выхода второй части игры под именем Lords of Chaos. Более того, читатели журнала Your Sinclair в списке 100 лучших компьютерных игр всех времён поставили игру на пятое место.
Lucasfilm Games, которая громко заявила о себе в предыдущем году оригинальными игровыми проектами Rescue on Fractalus! и Ballblazer, продолжила радовать поклонников новыми играми. Разработанная для Rescue on Fractalus! технология графического построения объектов на основе фракталов была усовершенствована и использована в двух новых играх — Koronis Rift и The Eidolon. В качестве целевой платформы выступили сразу два домашних компьютера: Atari и Commodore 64. Вскоре география присутствия игр была расширена, и обе игры были выпущены на платформах ZX Spectrum, MSX и Amstrad CPC. Koronis Rift, за графическое исполнение и звуковое сопровождение, в целом была неплохо принята критиками, но была отмечена весьма слабая игровая составляющая игры и, несмотря на все заслуги проекта, многие назвали Koronis Rift просто скучной. У игроков Koronis Rift пользовалась относительной популярностью, однако ни восторженными отзывами, ни рекордам продаж похвастаться она не могла. С этой точки зрения игра The Eidolon получила гораздо более широкое признание. Создатели игры для создания трёхмерного окружения использовали оригинальный приём. Технология формирования трёхмерных объектов на основе фрактальной модели была использована для создания не внешних, а внутренних поверхностей. В результате игровое пространство переместилось в пещеры и выглядело очень эффектно. И если игроки приняли игру в целом хорошо, то мнения критиков по поводу The Eidolon разошлись кардинально. Если некоторые говорили о том, что Lucasfilm Games выпустила свою лучшую игру и бесспорный шедевр, присуждая игре высокий рейтинг и золотые медали, то другие весьма холодно встретили новинку и дали Эидолону титул худшей игры года.
Игра Tau Ceti, выпущенная в этом году для ZX Spectrum компанией CRL, также отличалась большим трёхмерным игровым миром. Действие игры разворачивается на небольшой планете, вся поверхность которой является игровой площадкой. При этом Tau Ceti выделялась оригинальным способом отображения 3D графики сплошными поверхностями с эффектом теней. Кроме того технология позволяла реалистично отображать смену времени суток. Эти особенности были уникальны для игры и выгодно выделяли её из общей массы. Но главное, что и игровой процесс получился увлекательным. Рецензенты положительно оценили Tau Ceti, наградив её восторженными отзывами, а некоторые даже сравнивали игру с классической Elite. Tau Ceti была весьма популярной и у игроков. Игра была портирована и на другие игровые системы и вскоре появилась на Amstrad CPC, Atari ST, Commodore 64 и MS DOS. А год спустя свет увидел сиквел игры Tau Ceti под названием Academy.
Владельцы ZX Spectrum в этом году также получили замечательный action Saboteur! от компании Durell. Шпионский боевик за авторством Клайва Таунсенда (Clive Townsend) завоевал популярность во всём мире, получил восторженные отзывы критиков и признание игроков. Игра вскоре добралась до игровых платформ Amstrad CPC, Commodore 64 и Commodore Plus/4, где тоже стала бестселлером. А в 1987 году история о шпионах-ниндзя, заслужившая ещё большее распространение и популярность, получила продолжение с выходом игры Saboteur II: Avenging Angel. Оригинальный Saboteur! сразу после выхода был назван одним из лучших релизов этого года, и, на сегодняшний день, занимает почётное 55 место в списке 100 лучших игр всех времён по версии журнала Your Sinclair.
Жанр RPG получил развитие с выходом игры от Interplay Productions для платформы Apple II под названием The Bard’s Tale. Игра в фэнтезийном сеттинге в целом использовала классические правила Dungeons and Dragons. Впервые для жанра был использован вид от первого лица и трёхмерное представление игрового мира. Портреты персонажей были анимированными. Помимо технического исполнения в игровой процесс были привнесены некоторые оригинальные идеи. Игровой персонаж Бард имел оригинальную способность накладывания заклинаний, исполняя одну из мелодий. За ряд инноваций The Bard’s Tale получила достаточно высокие оценки критиков. Игра была настолько популярна у пользователей, что вскоре была перенесена на другие домашние игровые платформы, причём, созданная для 8-разрядного компьютера Apple II, игра была перенесена не только на другие 8-битные компьютеры (Commodore 64, ZX Spectrum, Amstrad CPC, NEC PC-9801), но и на консоль Nintendo Entertainment System, а также на 16/32-разрядные компьютеры Apple IIgs, Commodore Amiga, Atari ST, MS-DOS и Apple Macintosh. Позже были выпущены сиквелы игры The Bard's Tale II: The Destiny Knight и The Bard's Tale III: Thief of Fate каждая из которых также были популярными.
Ричард Гэрриот внёс существенный вклад в развитие жанра, выпустив очередную игру вселенной Ultima. Ultima IV: Quest of the Avatar стала первой игрой новой трилогии Эпохи Просвещения. Начиная с этой игры, окончательно оформилась география игрового мира. В Ultima IV впервые представлена система добродетелей, ставшая основой сюжетных линий всех последующих игр серии. Игра уникальна среди всех остальных игр серии тем, что в ней отсутствует главный враг, победа над которым является целью игры. Новая часть стала не только одной из самых значимых игр серии, но и одной из самых популярных игр, а журнал Computer Gaming World поставил игру на второе место в списке лучших игр всех времён.
Возросшая популярность Beat 'em up-игр перешла на новый более серьёзный уровень. Разработчики обратили внимание на более техничные жанры файтингов. Melbourne House выпустила новую игру, разработанную студией Beam Software, под названием The Way of the Exploding Fist. Созданная изначально для компьютеров Commodore 64 игра удивила высоким уровнем проработки техники боя и движений персонажей. Стандартным джойстиком возможно было совершать до 18 различных приёмов и движений игрока. Качественная графика и звуковое сопровождение, а также возможность играть как вдвоём, так и в одиночном режиме против компьютера сделала игру очень популярной. Игра пользовалась большим успехом, и вскоре была портирована на компьютеры Amstrad CPC, ZX Spectrum, BBC Micro, Acorn Electron и Commodore 16. The Way of the Exploding Fist стала самой продаваемой игрой месяца, а критики дали игре очень высокие оценки. The Way of the Exploding Fist получила награду Golden Joystick Awards в номинации игра года, а издатель Melbourne House удостоился звания Best Software House. Игра стала началом успешной серии игр, которая вскоре пополнилась играми Fist 2: The Legend Continues и Exploding Fist +.
К концу этого же года компания System 3 выпустила ещё один очень популярный файтинг — International Karate. С целью выпустить игру одновременно на нескольких ведущих игровых платформах, над созданием игры трудилось несколько независимых команд. В результате первая команда выпустила игру в ноябре 1985 года для ZX Spectrum. Версии игры для компьютеров Commodore 64 и 8-битных компьютеров Atari вышли через несколько месяцев в 1986 году. Так как команды были независимы, интересно, что несмотря на схожую концепцию игры, версии для различных компьютеров имеют полностью непохожую графику, анимацию и музыкальное сопровождение. На основе этих продуктов вскоре были созданы версии для других популярных игровых систем: Amstrad CPC, Apple II, Atari ST, Commodore 16, MS-DOS, MSX. Игра так же оказалась в числе бестселлеров, а многие критики высоко оценили новую игру и назвали её «такой же хорошей как и The Way of the Exploding Fist». Но игра оставила ещё один яркий след в истории. Как и The Way of the Exploding Fist, International Karate создавалась под влиянием аркадного автомата компании Data East 1984 года Karate Champ. Такая преемственность в то время часто использовалась на рынке видеоигр, и даже помогала развитию компьютерных игр. Но, когда Epyx приняла решение выпустить International Karate на рынок США уже под новым названием — World Karate Championship, компания Data East подала на издателя в суд. Суть претензий была в заимствовании идей из игры Data East в виду большой схожести игр World Karate Championship и Karate Champ. При этом указывалось, что заимствован был и игровой процесс, и абсолютно та же система подсчёта баллов, и даже те же цвета кимоно игроков. Кроме того особое внимание обращалось на тот факт, что названия игр World Karate Championship и Karate Champ имеют поразительное сходство. Серия судебных разбирательств заняла длительный период. Решения выносились то в пользу одной, то другой стороны. Окончательное решение было вынесено в лишь ноябре 1988 года и снимало с Epyx вину в нарушении авторских прав. В заявлении говорилось, что игры похожи, но не идентичны. Данное судебное разбирательство оказало очень серьёзное влияние на развитие всей игровой индустрии, создало прецедент и обозначила формальные рамки, ограничивающие степень заимствования идей в видеоиграх. Данное решение стало одним из пунктов правых актов о защите авторских прав разработчиков программного обеспечения.
Жанр приключенческих игр пополнился несколькими интересными проектами. Поджанр Action-adventure, получивший широкую популярность на домашних компьютерах в предыдущем году, в этом продолжил развивать её. Mikro-Gen продолжил серию игр о Уолли Уике (Wally Week) выпуском Everyone’s a Wally и Herbert’s Dummy Run для ZX Spectrum, Amstrad CPC и Commodore 64. Обе игры и их предшественник Pyjamarama пользовались большой популярностью у игроков и были положительно оценены критиками, которые, отмечая некоторые недостатки, всё же рекомендовали игры к приобретению всем любителям жанра.
На платформе ZX Spectrum компания Edge Games выпустила игру Fairlight в жанре Action-adventure. Игра выгодно отличалась от других игр жанра своим визуальным оформлением. Специально для Fairlight был разработан выводящий изометрическую графику на новый уровень игровой движок. Игра имела успех как у критиков, так и коммерческий, оказавшись в числе бестселлеров этого года. Игра получила звание «UK number-one Spectrum game» (январь 1986), а по результатам года Fairlight получила сразу три награды от читателей журнала CRASH. Так игра стала лучшей Action-adventure года, а также получила награды за лучшую графику и лучшее музыкальное оформление игры в 1985 году. В следующем году игра была портирована на платформы Commodore 64 и Amstrad CPC, а также обзавелась сиквелом под названием Fairlight II.
Для компьютера Apple Macintosh вышла отличающаяся от прочих квестов управлением мышью по принципу point-and-click игра Déjà Vu. И хотя формально первым квестом point-and-click является вышедший годом ранее Enchanted Scepters, но сказать, что он пользовался серьёзной популярностью нельзя. В то же время Déjà Vu была весьма успешной и популярной и, таким образом, может полноправно считаться первым популярным квестом point-and-click. Для реализации нового игрового процесса ICOM Simulations (разработчик игры) специально создала новый игровой движок под названием MacVenture. На основе MacVenture впоследствии было выпущено ещё несколько популярных квестов, в том числе и сиквел игры Déjà Vu II: Lost in Las Vegas (игра вышла в 1988 году). ICOM со временем доработала MacVenture, сделав его портируемым на другие платформы, что позволило выпустить Déjà Vu на компьютерах Apple IIGS, Atari ST, Amiga и IBM PC (DOS). Эти компьютеры изначально поддерживали управления мышью, однако игроки и других игровых систем, не обладавших этой особенностью увидели популярную игру. В Déjà Vu можно было сыграть на игровых системах Commodore 64, Nintendo Entertainment System, Game Boy Color, PC-98, естественно уже без инновационного управления. Именно с игрой Déjà Vu многие аналитики видят первую попытку перерождения жанра графических квестов из текстовых в point-and-click.
Самым популярным квестом этого года стал сиквел классического King’s Quest. Новая игра серии King’s Quest II: Romancing the Throne, изданная и разработанная Sierra On-Line под руководством Роберты Уильямс, вновь оказалась в лидерах продаж. В отличие от первой игры серии, которая изначально была эксклюзивным проектом для IBM PCjr, King’s Quest II сразу разрабатывалась для широкого круга персональных компьютеров, что сразу подарило игре массу поклонников. Некоторые обозреватели считают именно вторую игру лучшей в серии, называя её эпической. В 1990 году Sierra Entertainment работала над новой версией игры King’s Quest II с обновлённым игровым движком на современной технологии point-and-click, с обновлённой графикой и современным звуковым сопровождением. Однако по разного рода причинам проект был остановлен и так и не увидел свет. Тем не менее, сообщества любителей не оставляли надежды увидеть новую версию игры, и в 2002 году некоммерческая студия AGD Interactive выпустила ремейк популярной игры под названием King's Quest II: Romancing the Stones.
Возросшая популярность платформеров на домашних компьютерах в 1984 году получила развитие с выходом новых игр жанра. Mirrorsoft выпустила игру Dynamite Dan для компьютеров Amstrad CPC, Commodore 64, MSX и ZX Spectrum. Игра представляла собой стандартный платформер, тем не менее, была положительно принята прессой и пользовалась большой популярностью у игроков. Dynamite Dan получила статус классики жанра и является хорошей демонстрацией популярных платформеров того времени. По результатам голосования игроков журнал CRASH присудил игре звание «лучший платформер года», а журнал Your Sinclair в ноябре 2004 года в списке 50 лучших игр всех времени поместил Dynamite Dan на 24 место.
Стартовавшая в прошлом году вместе с популярной игрой Wanted: Monty Mole серия игр о кроте Монти пополнилась двумя сиквелами: Monty Is Innocent и Monty on the Run. И если первая получила смешанные оценки критиков, то вторая игра единогласно была принята как один из лучших платформеров на 8-битных системах. Monty on the Run увидели игроки на Commodore 64, Amstrad CPC, Commodore Plus/4, ZX Spectrum и Nintendo Entertainment System, и получила звание «UK number-one Spectrum game» в феврале 1986 года.
Ещё один успешный платформер появился в прошлом году, а в этом году получил наследника в виде сиквела. Вторая часть игры Jet Set Willy, одной из самых успешных и популярных игр для домашних компьютеров, увидела свет в этом году сразу на множестве платформ. Jet Set Willy II (полное название Jet Set Willy II: The Final Frontier) является последней официальной игрой серии игр о похождениях шахтёра Вилли, тем не менее, поклонники серии не согласились с таким быстрым финалом, и неофициальные игры серии продолжают выходить и по сей день. Что касается Jet Set Willy II, то несмотря на то, что игра официально является сиквелом Jet Set Willy, в большей степени она похожа на дополнение к оригинальной игре. Действие Jet Set Willy II происходит в том же самом особняке, и большинство игровых комнат остались теми же, разве что некоторые элементы слегка переработаны, исправлены ошибки оригинальной игры. В игру были добавлены и новые комнаты. Некоторые уровни изначально были в составе первой части игры, но были закрыты для прохождения ввиду незавершённости. Несмотря на это, Jet Set Willy II пользовалась огромной популярностью как самостоятельная игра и оказалась в числе самых продаваемых игр для домашних компьютеров.
На платформе MSX компания Konami отметилась выпуском популярной игры King’s Valley. Данный платформер за счёт простого и увлекательного игрового процесса стал бестселлером данной платформы. Дополнительно Konami выпустила только версию игры для IBM PC-совместимых компьютеров. Портирование было выполнено сторонней компанией APROMAN и не отличалось высоким качеством. В результате игра стала одной из самых популярных игр платформы MSX, но практически неизвестной за её пределами. В 1988 году Konami порадовала поклонников выпуском сиквела игры King’s Valley II: The Seal of El Giza, однако продолжения знаменитой игры большим успехом не пользовалось.
Как уже отмечалось о жанре шутеров, в этом году серьёзное влияние оказал аркадный автомат Commando. На домашних игровых системах, помимо самой Commando, появляется изрядное количество аналогичных военных шутеров. Особой популярностью пользовалась игра Who Dares Wins II которую даже многие рецензенты назвали более интересной, чем оригинальная Commando. Несколько особняком стоит игра по мотивам популярного фильма Рэмбо: Первая кровь 2 от Ocean Software (разработчик Platinum Productions) вышедшего в этом году. В целом игра Rambo: First Blood Part II вышедшая на компьютерах ZX Spectrum, Amstrad CPC и Commodore 64, использовала схожую концепцию с эталонным Commando, тем не менее, имела ряд выгодных отличий. Действие игры разворачивается в большом игровом пространстве. Игрок способен свободно исследовать джунгли. При этом для достижения цели игры необходимо выполнить несколько перекликающихся с действием фильма заданий. Джону Рэмбо предстоит собрать снаряжение, установить местонахождение военного лагеря, обнаружить и освободить заложников и сопроводить их к точке сбора. Всё это сопровождается постоянным нападением вооружённых противников, но сдобрено возможностью использовать достаточно внушительный арсенал найденного вооружения: от ножей до ручного гранатомёта и лука со стрелами. Особого упоминания заслуживает уникальная для жанра тех времён возможность управления вертолётом. Все эти особенности дали игре не только высокую оценку критиков, но длительную народную любовь рядовых игроков.
Платформа Nintendo Entertainment System стала к 1985 году весьма популярной игровой системой. Не последнюю очередь в популяризации консоли сыграла большая библиотека игр, в том числе большое количество портов знаменитых игр с аркадных автоматов и других популярных систем. Но именно в 1985 году для Nintendo Entertainment System появились ставшие хитами новые эксклюзивные игры, такие как выпущенная специально для NES компанией Namco игра Battle City. Создатели игры использовали реализованную в аркадном автомате Namco 1980 года под названием Tank Battalion идею. Новый вариант игры был разработан с чистого листа, что сделало новый Action-шутер весьма узнаваемым, а Battle City стала одной из самых популярных игр на Nintendo Entertainment System.
Несмотря на хорошие продажи Nintendo Entertainment System в Японии, на территории США первый старт консоли был неудачным, и компания Nintendo приняла решение полной переработки и нового запуска консоли в этой стране. Специально к новому старту продаж было разработано несколько эксклюзивных игр, многие из которых стали весьма популярными и поспособствовали успеху продаж NES. Одной из таких игр стал достаточно оригинальный платформер Ice Climber. Игра была разработана непосредственно в стенах самой Nintendo и пользовалась большой популярностью на оригинальной платформе. В результате игра была выпущена в виде аркадного автомата для универсальной системы Nintendo Vs. Будучи эксклюзивом для Nintendo Entertainment System, игра тем не менее была выпущена компанией Hudson Soft и для компьютеров NEC PC-8801.
Самым же значимым событием этого года для платформы Nintendo Entertainment System стал выпуск игры Super Mario Bros. Изначально игра создавалась как улучшенная версия игры Mario Bros., однако Super Mario Bros. сама стала началом новой серии игр. Супер братья Марио стали знаковым событием в игровой индустрии, став одной из самых продаваемых игр в истории компьютерных игр, за что были занесены в Книгу рекордов Гиннесса. Именно с этой игрой пришла огромная популярность к главному герою игры — водопроводчику Марио. Super Mario Bros. была продана тиражом превышающим 40 миллионов экземпляров и оказалась самой продаваемой игрой для NES, а также самой продаваемой игрой для стационарных игровых систем вплоть до выхода Nintendo Wii в 2006 году. По состоянию на март 2011 года, серия Super Mario являлась самой популярной и дорогой франшизой в мире видеоигр — всего было продано более 262 миллионов игр этой серии. Популярность бренда дала толчок к созданию успешных серий игр Mario Kart (продано более 100 миллионов экземпляров), Mario Sports (более 35 миллионов), Mario Party (более 35 миллионов) и Mario RPG (более 12 миллионов). Выпуск Super Mario Bros. оказал влияние не только на развитие видеоигр в целом, но и на многие сферы жизни общества: литературу, кино, музыку — в мире даже существуют реальные улицы имени братьев Марио.
В целом же, несмотря на взрыв мировой популярности платформы Nintendo Entertainment System и выход новых относительно доступных компьютеров нового поколения, год всё же прошёл под диктовку 8-битных домашних компьютеров. Несмотря на то, что мировой кризис индустрии видеоигр к 1985 году практически закончился, эхо этого события ещё долгое время будет сказываться на индустрии. Ставшие популярными за этот период 8-разрядные домашние компьютеры ещё долгое время будут оставаться одним из самых популярных средств развлечений. Несмотря же на то, как рынок игровых систем третьего поколения прочно встал на ноги на территории Японии и США в других странах мира (в том числе на достаточно крупных рынках Канады, Южной Америки и Европы) его размеры весьма и весьма скромные. Проанализировав причины кризиса, многие крупные игроки сектора интерактивных развлечений стали более аккуратно подходить к созданию игр и не допускать серьёзных ошибок. С другой стороны интересные и оригинальные проекты стали плодом труда небольших студий и независимых авторов. Крупные же разработчики такие игры считали рискованными с точки зрения прибыли и старались с ними не связываться.
Из серьёзных провалов этого года — выпуск игры Back to the Future по вышедшему в этом же году популярному фильму Назад в будущее. Невероятный успех фильма дал повод для создания игры. Издатели предвкушали успех игры по популярной франшизе и форсировали выпуск игры, установив достаточно высокие цены на готовый продукт. В результате Back to the Future была создана в крайне сжатые сроки, что непосредственно сказалось на качестве. Созданная Software Images и изданная Electric Dreams Software игра получила очень низкую оценку критиков и игроков. И, хотя некоторые отмечали оригинальность игрового процесса, увлекательным его нельзя было назвать, что вдобавок к высокой цене за игру вызывало крайне негативную реакцию. Так, например, журнал Your Sinclair назвал игру «пустой тратой кассетной ленты».
Этот год стал завершающим для мирового кризиса индустрии видеоигр, годом появления первых мультимедийных компьютеров и годом начала мировых продаж третьего поколения игровых систем. Произошло большое обновление модельного ряда популярных 8-разрядных домашних компьютеров. При этом год отметился выходом большого количества интересных и популярных видеоигр (преимущественно на 8-битных домашних компьютерах). При этом количество выпущенных и проданных компьютерных игр было огромным. И если в прошлом году рынок видеоигр рассматривался аналитиками как временный и вторичный (по отношению к общему рынку программного обеспечения), то в этом году компьютерные игры заявили о себе как о полноправном участнике рынка.

## 1991—2000
1990-е годы были ознаменованы заметными инновациями в компьютерных играх. Основными достижениями называют переход от растровой графики к полностью полигональному 3D, снижение популярности аркадных игр и появление нескольких новых жанров - шутер от первого лица, стратегия в реальном времени и MMO.
В мае 1991 года техасская студия Id Software выпустила на ПК игру под названием Hovertank 3D, которая стала прорывом в 3D графике и фактически создала жанр шутера от первого лица. В ней использовался движок Криса Грина, созданный в 1990 году. Он позволял накладывать на каждый трёхмерный объект разнообразные текстуры, превращая одинаковые модели в визуально разные. Годом после, в марте 1992, разработчики Blue Sky Productions выпустили первую RPG от первого лица - Ultima Underworld: The Stygian Abyss, в которой также использовалось наложение текстур на объекты. В свою очередь, осознав возможности нового движка, Id Software решили на его основе сделать ремейк Castle Wolfenstein (1981). Новая игра студии, Wolfenstein 3D (1992), благодаря трёхмерности дала игрокам новые ощущения и стала крайне популярной. Объём её продаж оценивается в 200 000 копий к концу 1993 года. В будущем игра стала культовой, а некоторые ошибочно считают именно Wolfenstein 3D  первым шутером от первого лица. Тем не менее, данные игры не были полностью 3D в строгом понимании этой технологии. В то время как уровни представлены в трёхмерной перспективе, враги и объекты вместо этого представляют собой двумерные спрайты с нескольких заданных углов обзора. Спрайты - это набор картинок, наложенных на объект ("текстуру"), при этом у игрока создаётся иллюзия, что он может осмотреть объект с нескольких сторон - на самом деле он видит просто разные картинки, где объект нарисован в различных ракурсах. К тому же, в первых играх от Id Software невозможно было посмотреть вверх и вниз. Аналогичные технологии применялись и в следующей популярной игре компании - DOOM (1993 год).
В 1992 году Sega выпустила Virtua Racing, первую гоночную игру с 3D графикой. Основным достижением было то, что в Virtua Racing не использовались спрайты, окружение было полностью трёхмерным. В том же году Infogrames выпустила Alone in the Dark, первый 3D хоррор. В игре использовались наработки от классических шутеров и классических квестов, в результате чего получился жанр так называемого приключенческого боевика, то есть экшен-адвенчуры. Одинокий главный герой сражается против полчищ монстров, но также решает множество головоломок и ищет скрытые ключи к новым областям. Графически Alone in the Dark был достаточно примитивен - в игре использовались лишь статические изображения с предварительной визуализацией с разных сторон, таким образом, не только враги, но и окружение в целом было выполнено в виде спрайтов. Несмотря на популярность Virtua Racing на Sega, разработчики долгое время продолжаются пользоваться спрайтами, считая, что полная трёхмерность снизит производительность. Прорыв начинается в 1995 году - на PlayStation выходит Jumping Flash!, разработанная японскими компаниями Exact и Ultra, и эта игра обладает полностью трёхмерным окружением, в ней используется полигональная сетка и реализованы четыре степени свободы - игрок может двигаться не только вперёд и назад, но также вверх и вниз. К тому же камеру можно вращать в любом направлении, что было крайне необычно для игр того времени. Игрок берёт на себя роль кролика Роббита, который должен в стиле платформера перемещаться по уровням, собирая бонусы и нанося урон врагам. В Jumping Flash! представлены разнообразные локации, будь то коридоры или наоборот открытые пространства, или же острова в небе. Особенностью являются прыжки героя, одинарные, двойные или даже тройные, к тому же игрой реализовано примитивное отображение тени, таким образом игрок, посмотрев вниз на тень, может понять, куда он приземлится. Тем не менее, куда более известной стала игра Descent, выпущенная в том же году и также обладающая полным 3D. В ней было реализовано шесть степеней свободы (движения влево-вправо вдобавок к четырём основным степеням свободы), а игрок управлял маленьким космическим кораблём, который летит по коридорным уровням. Можно было разворачиваться, делать крен, в общем, двигаться в абсолютно любом направлении.
В 1994 году Electronic Arts выпустили Need for Speed, которая позже породила самую успешную серию гоночных игр в мире и одну из десяти самых успешных серий видеоигр в целом. В 1995 году в симуляторе раллийных гонок Sega Rally Championship был объединён кооператив и мультиплеер. Sega Rally также была первой игрой, в которой было реализовано движение по разным поверхностям (асфальт, гравий, грязь) с соответствующими эффектами вроде вылетающей грязи из-под колёс и с изменением управления автомобиля из-за сцепления с дорогой.
Одновременно происходит развитие RPG игр, появляется упор на сюжетную составляющую (в RPG 80-х реализованную довольно банально). Final Fantasy IV, вышедшая в 1991 году, обладала довольно развитым сюжетом и лором, несколькими персонажами, которые могли умереть или уйти из команды. Стоит понимать, что шутеры того времени сюжетом обычно вообще не обладали, или же он был кратко обрисован на коробке с игрой, или представлялся в виде текстуры текста в начале и конце прохождения. В 1996 году на Nintendo выходит шутер GoldenEye 007 про Джеймса Бонда, где сюжет представлен прямо в самой игре в виде общения героя с начальством или с напарником. Озвучки в игре не было, но она всё равно была знаковой именно из-за внедрения повествовательного элемента, разбавляющего стрельбу. К тому же сама стрельба стала более разнообразна, используются поездки на разных видах техники, необычные ситуации, взрывы и прочие вау-моменты, роднящие GoldenEye 007 с современной серией Call of Duty. Тем не менее, в этой игре сюжет был не глубоким, в отличие от Half-Life, выпущенной Valve через два года. В Half-Life была реализована озвучка, сюжет подавался в виде разговоров между NPC или обращениями NPC к немому главному герою. Также прорывной была физика, позволяющая манипулировать объектами вроде ящиков, и, например, складывать их, чтобы забраться на нужную высоту.  Японские разработчики в 1996 году выпускают хоррор Resident Evil, а в 1999 - Silent Hill, оба ужастика стали популярны в массовой культуре, по ним были сняты фильмы. Игры становились всё более атмосферными, и сюжет играл уже далеко не последнюю роль. В конце 90-х были выпущены первые игры в таких важнейших сериях, как Fallout и GTA. Fallout 1 (1997) и Fallout 2 (1998) представляли собой RPG с видом сверху, огромным открытым миром, развитием главного героя, возможностями для десяткой альтернативных прохождений. GTA 1 (1997) и GTA 2 (1999) являлись 2D платформерами, но уже тогда их особенностью было то, что действие игры происходит в городе (а не в фэнтезийном мире и не в коридорных помещениях), а герой может свободно по нему перемещаться как пешком, так и на автомобиле, и выполнять задания. Таким же "урбанистическим экшеном" с открытым городом и возможностью угонять машины была игра Urban Chaos (1999), она была выполнена в 3D и отдалённо напоминала GTA 3, но не смогла стать культовой. В 1996 вышла культовая игра Heroes of Might and Magic III: The Restoration of Erathia